# 反對逃犯條例修訂草案運動過程 (2019年9月)
反對《逃犯條例》修訂草案運動在2019年9月持續，行政長官林鄭月娥在9月4日宣布撤回《逃犯條例》修訂草案，但未有接納民間另外4項訴求，包括成立獨立調查委員會。民間記者會和示威者表明不會接受，呼籲各界繼續抗爭。
| 2019年          | 尚未開始 | 尚未開始 | 3月至6月 | 3月至6月 | 3月至6月 | 3月至6月 | 7月 | 8月 | 9月    | 10月   | 11月   | 12月 |
| 2020年          | 1月      | 2月至4月 | 2月至4月 | 2月至4月 | 5月      | 6月      | 7月 | 8月 | 9月    | 10月   | 11月   | 12月 |
| 2021年          | 1月      | 2月      | 3月      | 4月      | 5月      | 6月      | 7月 | 8月 | 9-11月 | 9-11月 | 9-11月 | 12月 |
| 2022年1月或以後 |          |          |          |          |          |          |     |     |        |        |        |      |

## 1日

### 柴灣區議員被捕，街坊聲援警方發射催淚彈驅散

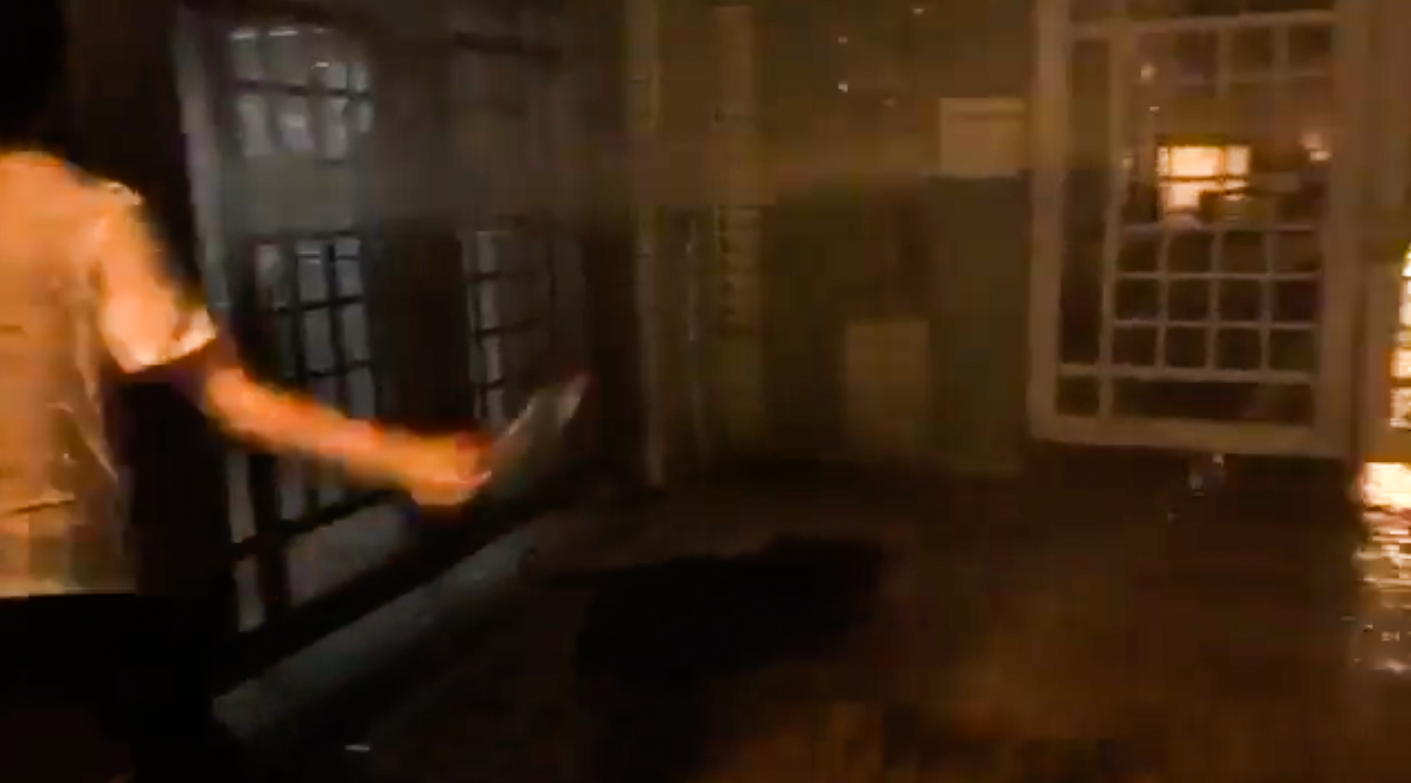
柴灣警察已婚宿舍住戶在住宅出入口與市民發生口角，開消防喉向外射水

凌晨12時許，柴灣漁灣村區議員徐子見被警方在柴灣站被捕，300名街坊到現場聲援。及後轉至柴灣警察已婚宿舍外聚集，其間有住客與示威者發生衝突。有兩名男住戶在住宅出入口與市民發生口角，以長竹枝插向門外的市民和開消防喉向外射水。市民亦利用附近公園的水喉向住宅射水。其後警方於凌晨3時許在宿舍外發射催淚彈驅散。

### 示威者快閃破壞坑口站 有人被粗暴制服
凌晨1時許，示威者一度進入將軍澳坑口站內破壞，軍裝警員到場後大部分人士散去。到凌晨2時許，一名街坊打扮的年輕人在坑口頌明苑被多名軍裝警員截停後，突然粗暴地把該名男子㩒低，疑一度失去知覺。警方拒絕現場急救員為其急救，其後急救員懷疑男子頸椎受傷。救護員到場後，由警員陪同將他送上救護車。警員到凌晨兩時半後陸續離開。

### 機場交通壓力測試日

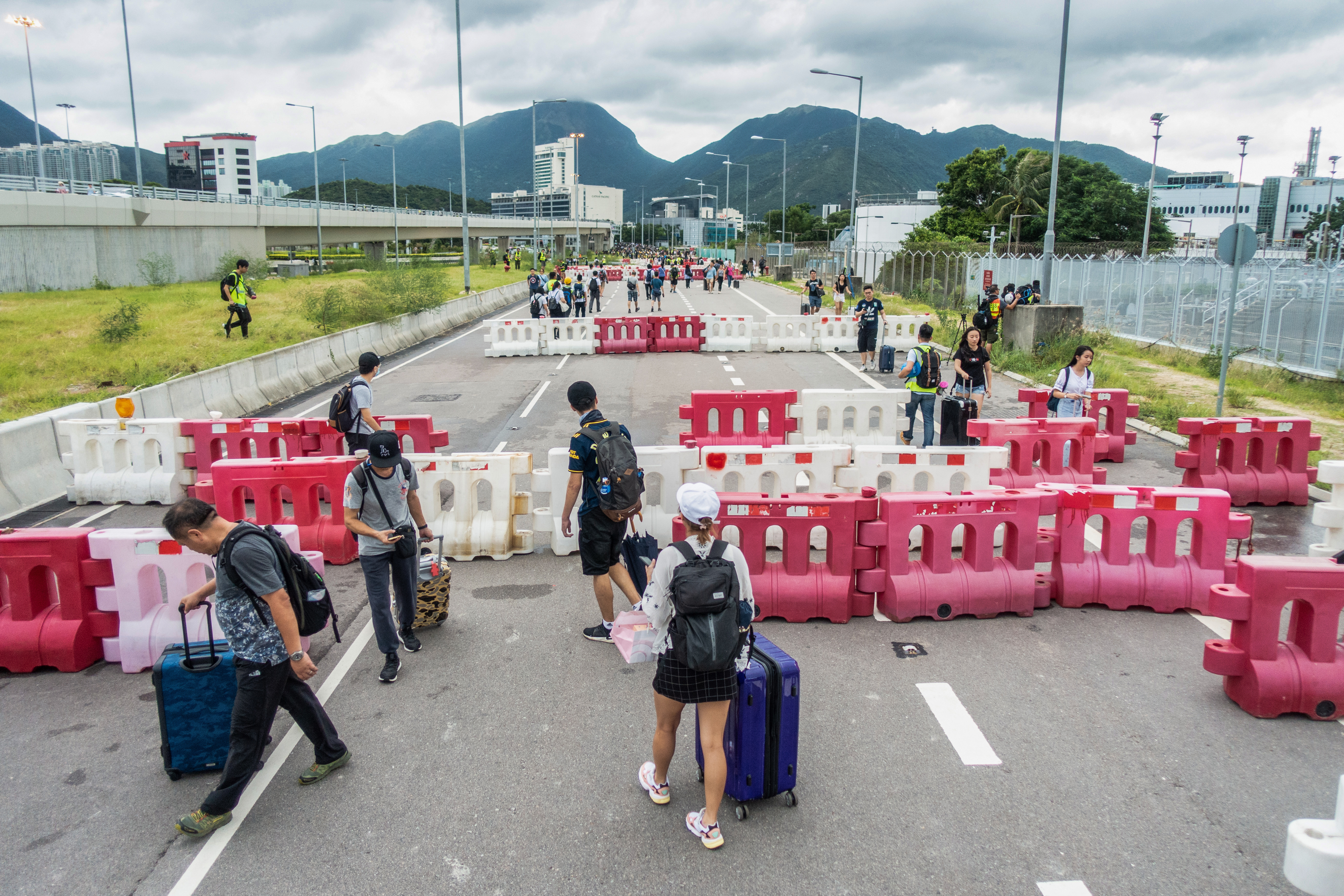
示威者在往機場的道路上設置水馬，交通嚴重受阻。旅客只能徒步往機場

8月31日衝突後，由示威者發起的Telegram頻道SUCK CHANNEL發起「機場交通壓力測試日」，大批市民和示威者經陸路及鐵路等進入赤鱲角，交通嚴重擠塞，部分更被示威者設路障封鎖。另外機場多個出入口亦被示威者封鎖，旅客受影響。下午至傍晚，防暴警察清場，有示威者徒步經北大嶼山公路和青馬大橋撤離機場。
撤離機場後的示威者抵達東涌，展開另一輪示威行動，包括扯下、踐踏、焚燒東涌游泳池的中华人民共和国國旗；至於建制派立法會議員周浩鼎的東涌辦事處亦被破壞，大門被毀，一片凌亂。
另外全港不同地方亦有示威，全日至少12個車站受破壞，包括青衣站入閘機被破壞、東涌站入閘機和售票機被破壞、多處水浸和控制室受損等，亦有雜物被拋落路軌，導致機場快綫、東涌綫、迪士尼綫等全線暫停。港鐵表示被毀車站翌日或未能重啟。
一批防暴警察亦在晚上進入東涌站清場，登上列車截查乘客，但並沒有發現後離開，期間阻礙記者拍攝。亦有警察在中環碼頭截查落船市民，期間帶走多人疑是經水路離開機場的示威者。
晚上，沙田區議員李世鴻高呼一句「黑警暴打市民可恥」，即在大圍站外被外籍警司、田心分區指揮官潘毅德下令拘捕，有市民聲援，包圍田心警署。
因應東涌綫在晚上仍然未回復正常服務，位於東涌的港青基信書院宣布延遲開學。

### 天水圍站衝突

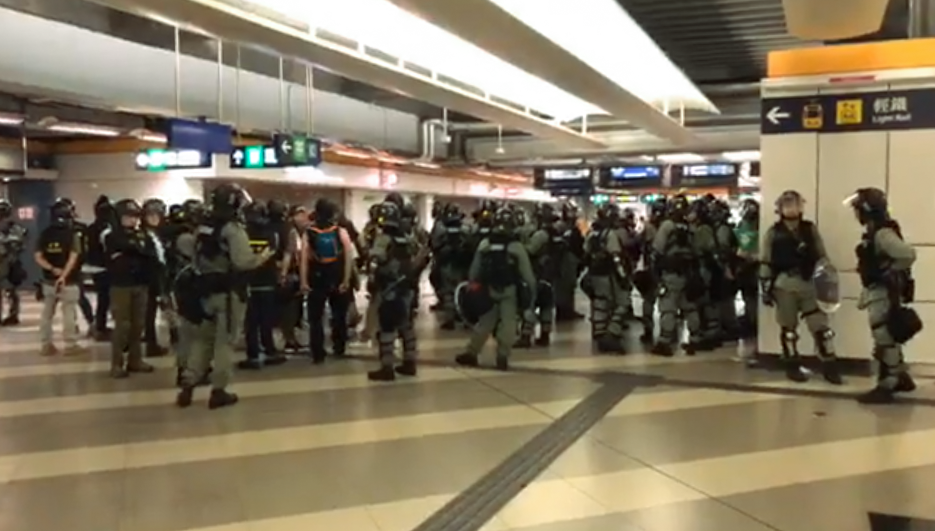
一批配備長槍的防暴警察在天水圍站大堂佈防

2019年9月1日，一批配備長槍的防暴警察在大堂和出入口截查多名乘客，唯他們大多沒有戴上口罩和身穿黑衫。截查的人士更被要求面向牆。有被截查的男子用手機拍攝警方搜查過程和要求警員出示委任證。但警員表示不可讓他拍攝到號碼，認為可向部門投訴。其後因搜到鐳射筆，認為是藏有攻擊性武器而被警方帶走，引起數十名市民不滿起哄。到9月2日凌晨，有聚集的市民舉起雨傘向防暴警察指罵，其後一名居民到場表示支持警察後被多名市民包圍。居民聲稱被打，其後警方拘捕數人。

## 2日

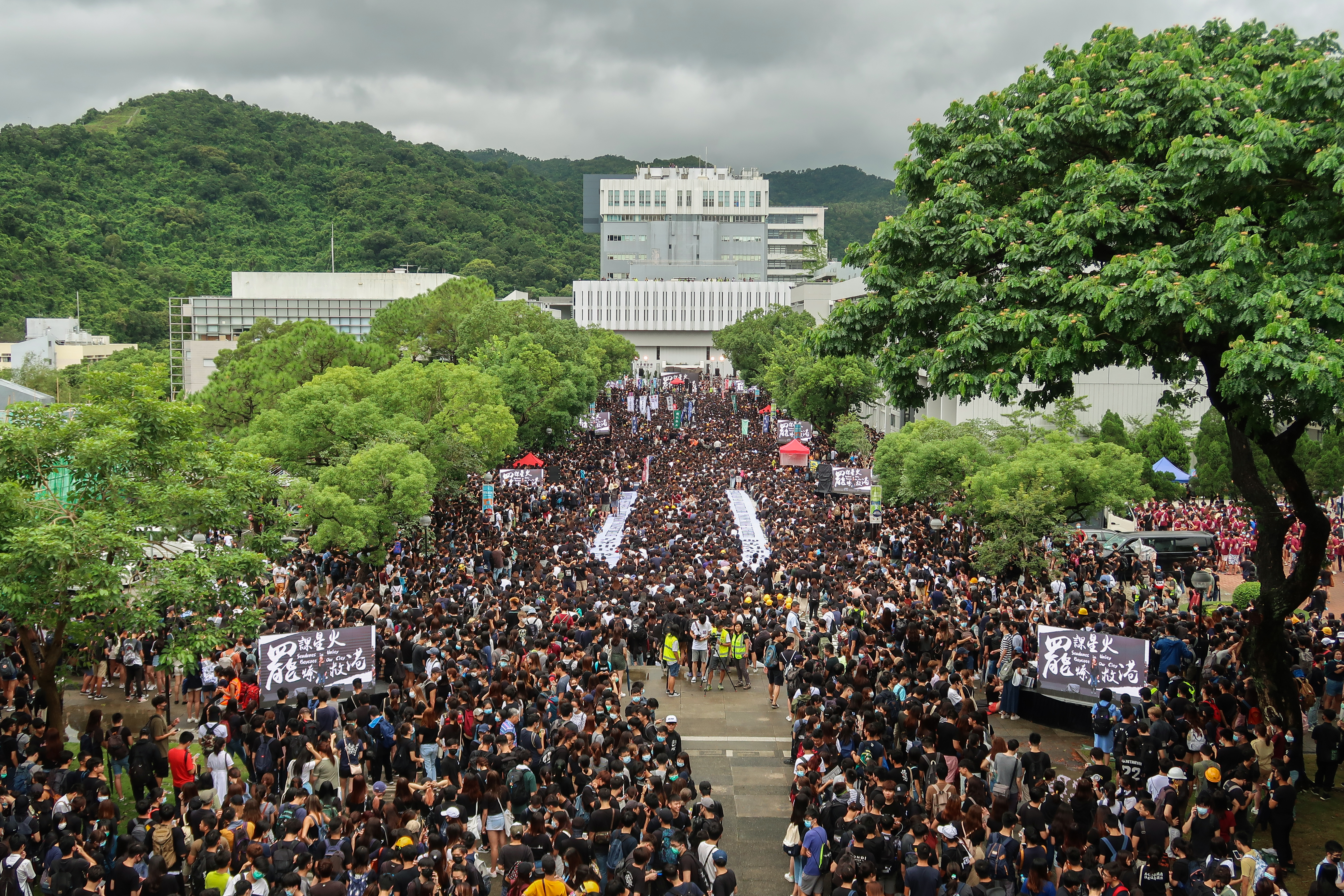
大專學界於9月2日下午3時半於香港中文大學百萬大道舉行九二罷課集會，大會估計有約3萬人出席

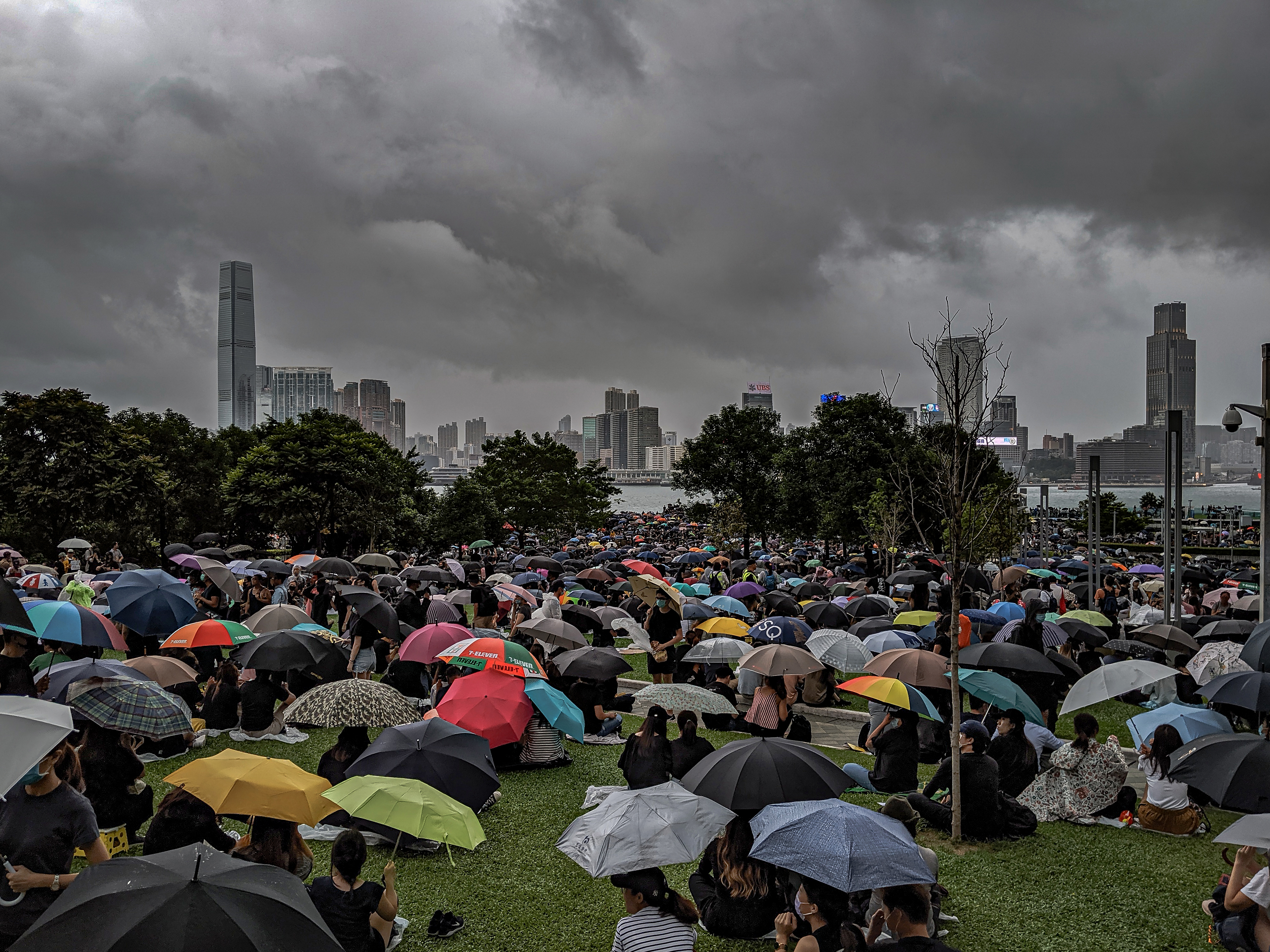
民間發起9月2、3日連續兩日在添馬公園舉行罷工集會

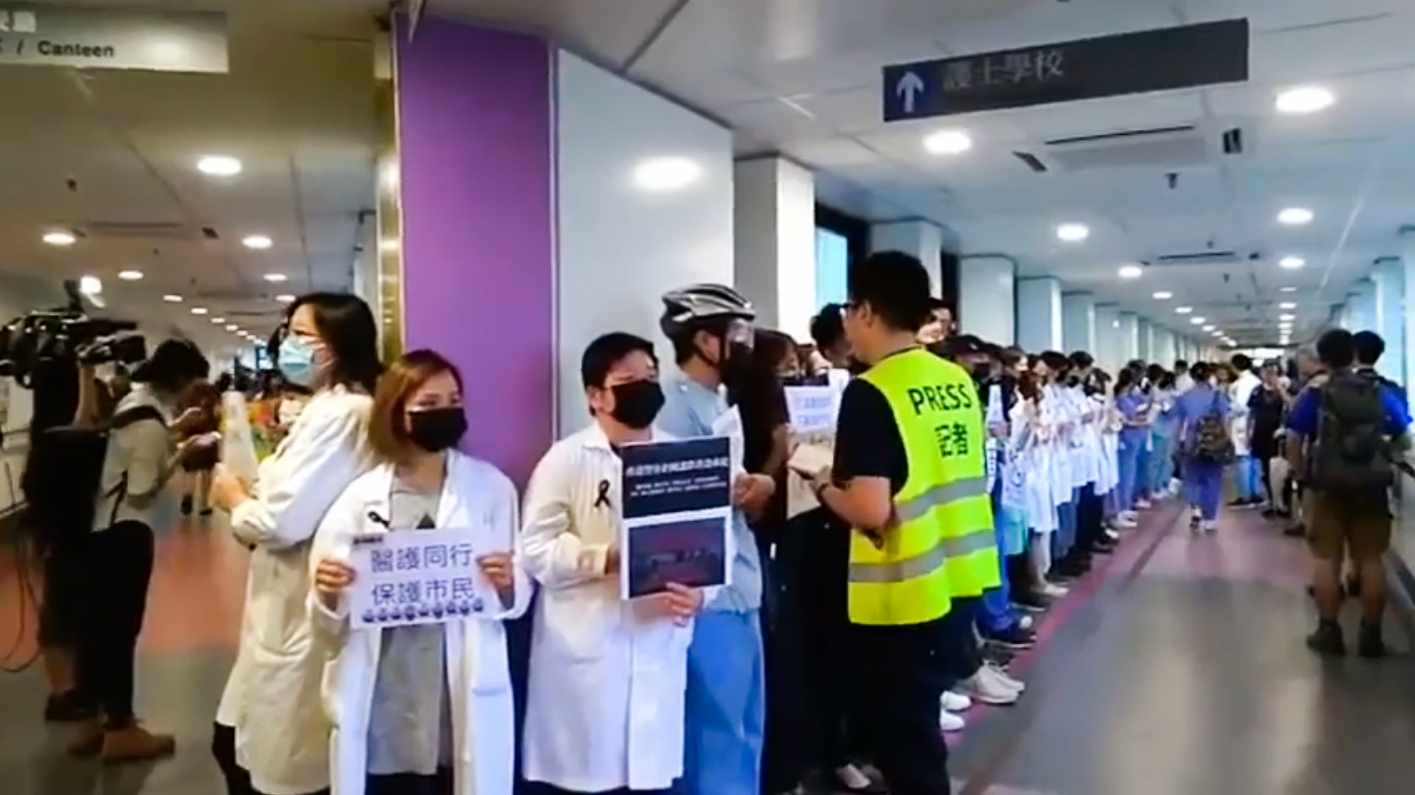
中午時分，瑪麗醫院有約400名醫護築人鏈連成「瑪麗之路」，譴責警方使用過份暴力

### 學界罷課
大專學界發起自9月2日起罷課兩週，要求政府於9月13日晚上8時前回應訴求，否則考慮升級行動。大專學界同時於9月2日下午3時半於香港中文大學百萬大道舉行集會。集會前夕，中大校方曾以安全理由勸喻中大學生會取消集會，但學生會沒有改變計劃。集會參加者站滿百萬大道，大會估計有約3萬人出席。
同日，按照中學生罷課籌備平台統計，有超過230間中學有學生罷課。約中午12時，籌備平台亦於愛丁堡廣場舉行中學生罷課集會，大會估計有約4000人參與，並估計全港有最少9000人在校內參與罷課。

### 罷工行動
民間亦發起9月2、3日連續兩日罷工，有至少21個界別從業員聯署響應，原定打算於添馬公園及梳士巴利花園舉行集會。警方反對後者，上訴亦被駁回，最後僅在添馬公園集會。大會估計9月2日集會有超過29個界別、超過40,000人參加，警方則估計高峯期有3700人出席。大會亦稱會響應大專學界9月13日界線，政府若屆時仍不回應訴求，不排除行動升級。集會期間直升機在上空出現，有參與人士懷疑被灑上螢光染料。大會代表認為行為目的在於恐嚇在場人士不要參與第二日集會。飛行服務隊否認曾用直升機向集會人士灑螢光粉。晚上，示威者於特首辦外聚集，並刺穿門外水馬和向警員照射雷射光。警員一度施放胡椒噴霧。示威者其後散去。

### 港鐵超合作運動
網民發起「港鐵超合作運動」堵塞鐵路，在早上9時半，有6-7名軍裝警員及兩名防暴警察在荔景站月台駐守，當列車抵達荔景後，警員制服三名戴口罩懷疑示威者，其後約30名防暴警察持盾入車廂，三名黑衣人在站內拘捕，兩人被黑布蒙頭。而有警員亦聲稱其中一人涉嫌於油麻地站刑事毀壞。
另外，港鐵樂富站有一名20歲教大男學生用雨傘阻礙港鐵列車關門，並用身體撞向一名警員而被控公眾妨擾和襲警罪，他承認公眾妨擾罪。到2021年1月20日，經審訊後裁判官屈麗雯裁定襲警和公眾妨擾罪成，被判入勞教中心。他不服襲警定罪提上訴。當被告服畢勞教中心後，在同年11月15日，高等法院裁定他上訴得直，並撤銷定罪。法官張慧玲指出所有片段沒有出現上訴人衝向警員和逃走。

### 逾10間公立醫院有醫護人員發起集會或默站
中午時分，逾10間公立醫院有醫護人員發起集會或默站，譴責警方使用過份暴力，呼籲警方克制。包括將軍澳醫院、聯合醫院、廣華醫院、東區醫院、律敦治醫院、瑪嘉烈醫院、香港兒童醫院、九龍醫院、北區醫院、那打素醫院和威爾斯親王醫院等。其中瑪麗醫院有約400名醫護築人鏈連成「瑪麗之路」響應，期間高呼「黃藍是政見，黑白是良知」、「醫護市民，一起同行」等口號。

### 旺角警署示威
晚上，數百名示威者在旺角警署外聚集。到凌晨零時左右，防暴警察在太子及旺角一帶驅散並拘捕了20名男女，當中包括香港浸會大學學生會會長方仲賢，警方指他身上有一個不屬於自己的銀包，以盜竊罪拘捕。其後浸大學生會編輯委員會上載截圖，證實當時已聯絡物主相約交收，學生會強烈譴責警方濫捕。方仲賢最終獲無條件釋放。
而驅散期間，一名22歲男子站在路邊向防暴警察高呼「係咪跌咗良心？」（是否掉了良心？）後，被警員暴力制服和以涉嫌「公眾地方行為不檢」拘捕。他頭部受傷，事後頭部有3至4厘米的傷口，需縫5 針，牙鉸亦鬆脫、左手拇指難以屈曲。事隔3年後他入稟區域法院，指當日在太子遭警員傷害，向政府索償，惟入稟狀未列明金額。
一名少女在旺角警署外被捕時亦遭警員踩手。
事後一名29歲女侍應被指把汽水罐擲向警員背部，及後搜出鐳射筆、手袖等物。案件在事發後近 3 年才起訴，她早前否認襲警及在公眾地方管有攻擊性武器罪，受審在2022年11月14日被裁定罪成，斥被告證供自相矛盾，從被告身處的環境，相信她有份參與集結，故以此罪拘捕無可詬病，還押至11月28日判刑。被告聞判後一度情緒激動，不斷嚎哭。辯方求情時透露，被告懷有7個月身孕，預產期為2023年1月，望法庭考慮以社會服務令或緩刑處理。控方隨即表示，受法例所限，法庭無權判緩刑。裁判官施祖堯最終未有為被告索取社會服務令報告，僅下令索取背景報告。最後法官批評被告案發時向警員投擲汽水罐，「目無法紀，挑動群眾」，判處被告監禁5個月，被告需在獄中分娩。
而一名27歲保險經紀於2022年中被落案起訴一項非法集結罪。被告不認罪，原定2023年6月20日在西九龍裁判法院踏入第二日審訊，惟被告連續缺席兩日聆訊。辯方指被告有自殺傾向，情緒不穩，亦沒有攜帶手機，朋友正代他與當值律師聯絡，並指他正留院待轉介精神科。惟除病人手帶外，無其他證明。署理主任裁判官香淑嫻關注，被告「純粹係自由咁進出（醫院）」，加上無書面證明，認為屬於「未有依時歸押」，遂撤銷被告擔保，簽發拘捕令，「相信被告喺警方拘捕之下，有需要接受治療都可以接受治療」，另指如正式入住精神科，可再作適當申請。

### 青年藏行山杖等原獲裁無罪 原審改裁罪成判囚3月
一名案發時22歲的酒店散工被控於2019年9月2日在葵涌一間餐廳外遭警員截停，之後搜出士巴拿及行山杖，被控以一項在公眾地方管有攻擊性武器罪。被告在2020年8月經審訊後，原審裁判官林子勤接0納被告擔心在連儂牆遭白衣人及刀手襲擊時可使用涉案的物品抵擋，也沒有說有意傷人下，獲裁定罪名不成立。其後律政司不服裁決，以案件呈述方式提出上訴，高等法院在2023年6月15日開庭審理。法官認為原審裁判官出錯，傾向發還案件，但需要時間整理，因而押後頒下判辭。被告須重新施加保釋條件。到2023年7月7日，高院原訟庭法官張慧玲頒判詞指，被告「自衛」說法不成立，原審作出的裁斷是「有悖常情」，下令案件發還原審，重新考慮是否罪成。到2023年9月13日，裁判官林子勤聽取陳詞後，裁定被告罪成，即時判處監禁3個月。法官指，他原接納被告錄影會面中，稱士巴拿、行山杖用於自衛，惟受制於高院裁決，以及考慮被告沒作供，故此次不予比重。官續說，被告警誡下曾有「入罪性陳述」，即他稱擬保護連儂牆，考慮袋內裝備等，指唯一合理推論是擬在爆發衝突時以兩物攻擊他人。

## 3日

### 救恩書院學生聲援罷課行動期間受傷
早上7時許，大埔富善邨救恩書院學生到孔教學院大成何郭佩珍中學門外聲援罷課學生期間，警員突然到場衝向在場學生，有3名學生走避不及跌倒受傷，需送院治理。其中一人救恩書院學生更甩掉了兩隻牙。警方事後稱收到4宗報案指有噪音滋擾而到場，其後發現有人突然逃跑，警員追前期間因「地面濕滑」令警員及學生跌倒，並截查了5人，無人被捕。不過在場學生表示是警員進行追捕才引起學生走避。

### 第二日罷工行動
下午3時，跨界別罷工集會籌備小組第二日於添馬公園舉行罷工集會。大會稱有40,000人出席。晚上約7時，有示威者以雜物堵塞龍和道。
其後約8時半，示威者轉往旺角警署外聚集並投擲雜物。期間有人懷疑中布袋彈，腿部受傷，但仍可行走。有現場急救員稱，當時警方沒有事前警告。
約9時，有示威者轉往黃大仙，並於龍翔道設置路障。部分示威者其後登上往藍田方向42C線巴士，但該輛巴士被警員於九龍灣截停，警員上車搜查，並不容許記者逗留於車廂內，稱要保護受查者私隱。大批市民圍觀，不滿警方行動。搜查歷時超過3小時，最後拘捕30多人。
約11時，警察於太子站內將一名黑衣青年按在地上制服並拘捕，期間青年嘔吐，送院時昏迷，需要固定頸部和配戴氧氣罩，懷疑頸椎受創。現場人士亦指有救護人員嘗試施救被阻撓。有義務急救員事後稱當時要求警員解開傷者雙手，以減低頸部壓力，警員拒絕。警員亦只容許急救員剪開衣物一半。消防處救護員到場後，警員方解開傷者雙手。該名人士送往廣華醫院經治理後恢復意識。警方事後否認當時青年送院時昏迷。
同一時間，有約50名示威者聚集於旺角警署外，一度堵塞太子道西與西洋菜南街交界附近道路，期間懷疑有裝有腐蝕性液體玻璃樽從高處拋下。警方警告後發射多枚布袋彈驅散。
當日一名22歲樹仁男學生在旺角彌敦道775號外被警員搜出一支雷射筆，經調查後曾經獲釋及發還保釋金。不過事隔近3年被控「在公眾地方管有攻擊性武器罪」，經審訊後，在2023年1月26日被裁定罪成。到判刑當日，（2023年2月9日），西九龍裁判法院判刑裁判官施祖堯指案發期間是2019年社會事件高峰期，加上被告管有可掩飾身份的物品下，認為使用雷射筆的機會高。法官亦強調被告背景報告在感化官前仍堅持審訊時的辯解，可見他沒有任何悔意，遂以4個月為量刑起點。不過同意辯方所指，本案調查、索取律政司意見的時間很長；被告曾被釋放後再被拘捕，就此酌情減刑一個月，判處監禁3個月。

## 4日

### 政府宣布撤回修例等四項行動
9月4日下午1時15分，《香港01》獨家報導林鄭月娥緊急召見一眾港區人大代表、政協委員、行政會議員成員及全體建制派議員，並於下午四點在禮賓府舉行會面，預料有大事公布。建制派議員估計林鄭將讓步宣布正式撤回方案，以緩和當前局勢。
下午2時起，多間本地傳媒均引述消息指林鄭將會宣布撤回逃犯條例修訂草案，恆生指數展開飆升升浪，一度升超過1000點，收市急升995點。
5時50分，林鄭月娥發表電視講話（页面存档备份，存于），就修例風波發表最新回應。55分，林鄭月娥正式宣布撤回的決定，並將於立法會復會後由保安局局長「動議撤回」：
|            | 很多人說，展開對話要有基礎。 作為行政長官，我有責任盡一切努力，在種種局限下尋找社會向前行的機會。 我現在提出四項行動，希望作為社會向前行的起點。 第一，特區政府會正式撤回條例草案，完全釋除市民的疑慮。 保安局局長會在立法會復會後，按《議事規則》動議撤回條例草案。... |
| ——林鄭月娥 | |

四項行動的其餘三項為：
- 全力支持監警會的工作、邀請海外專家並委任兩位新成員（余黎青萍和林定國）加入監警會、認真跟進監警會日後提交的報告建議
- 特首和所有司局長由本月起會走入社區與市民對話，讓社會各個階層、不同政治立場、不同背景的人士，透過對話平台，將種種不滿直接說出來，一起去探討解決方法
- 邀請社會領袖、專家和學者，就社會深層次問題進行獨立研究及檢討，向政府提出建議

據《香港01》的報導，林鄭月娥是在上週五突然改變立場，當時認為眼見反修例亂局難以停止，所以再向北京提出認為可答應示威者至少一項訴求：正式宣布撤回修例，希望緩和局勢，北京政府知悉並同意。及後林鄭綜觀8月31日起數日的情況，認為響應號召罷工的人並無預期中多，晚上衝突場面亦沒有之前般暴烈，評估反修例民情開始下緩，所以宣布撤回修例方案，希望向較溫和的反修例示威者釋出橄欖枝，製造契機收拾殘局。
另一方面，林鄭月娥的「動議撤回」字眼亦引起批評。示威者擔心此乃語言藝術，為緩和局勢拖延時間，質疑動議撤回是否要投票表決，如被建制派否決，豈不是撤回落空。建制派立法會議員謝偉俊指出六一二事件後，李家超已通知立法會主席不打算恢復二讀程序，其實已符合了「撤回」修例的議事規則程序，港府毋須多此一舉「動議」撤回，估計所謂的「動議」撤回是誤稱，真正意思是修例法案在立法會恢復二讀，然後由李家超在會上正式宣布撤回。
另外，據聞民主派內部認為最穩妥的做法是由李家超「白紙黑字」通知立法會秘書處撤回修例草案，而非恢復二讀時公告，擔心萬一屆時形勢有變，港府偷襲進行表決，民主派如「城門大開」，無力阻撓修例通過。同日，民主派記者會上表明不接受，批評林鄭是假讓步、分化社會，指出現在才撤回是太遲和太少，並繼續堅持政府要回應全數五大訴求，認為根源問題在警方。而建制派的田北辰則認為要全面獨立調查雙方衝突才是解決問題的根本，只是撤回修例並不足夠。
自3月31日運動爆發至政府宣佈撤回，歷經158日；由6月9日大遊行起計則是88日，期間歷經超過40場示威活動。惟運動中的「五大訴求」僅有一項被正面回應，且未正式落實，故運動至今並未結束。

## 5日

### 大埔區議會流會收場
大埔區議會召開大會期間發生混亂，會上有議員對大埔區議會主席黃碧嬌提出不信任動議，不滿黃在7月份區議會中，拒絕讓議員討論《逃犯條例》事項。旁聽席上，反對和支持修例的示威者展開罵戰，最後會議流會收場。

### 人鏈行動

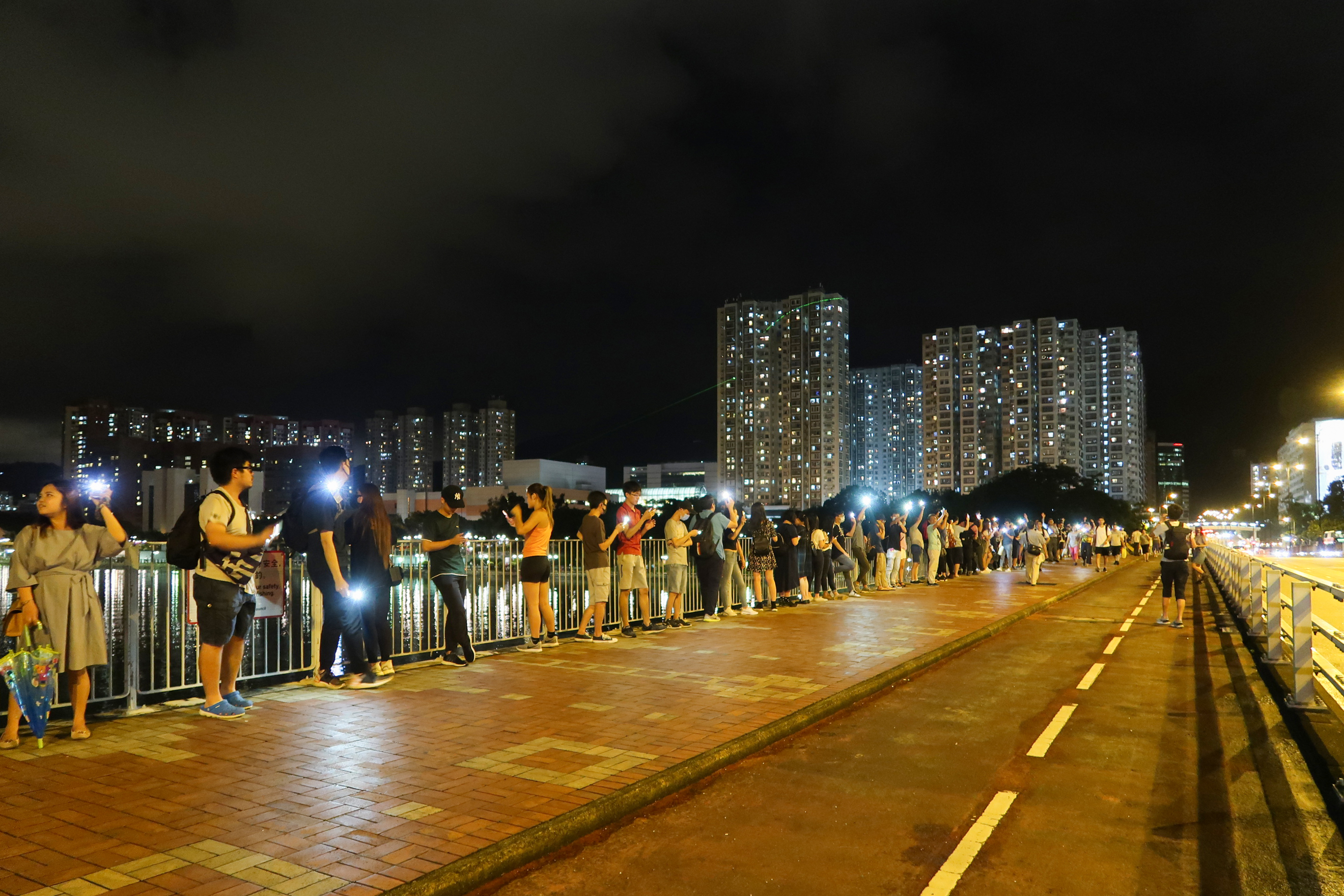
沙田「人鏈行動」在城門河沙燕橋舉行

當日晚上，天水圍和沙田分別有市民發起「人鏈行動」要求政府回應「五大訴求」。「天水圍人鏈」在天水圍站C出口行人天橋延伸至天華邨，大部分參與者以穿著校服的中學生為主。而沙田的「人鏈行動」在城門河沙燕橋舉行，參與者舉起手機燈及高呼口號。

### 坑口站清場行動

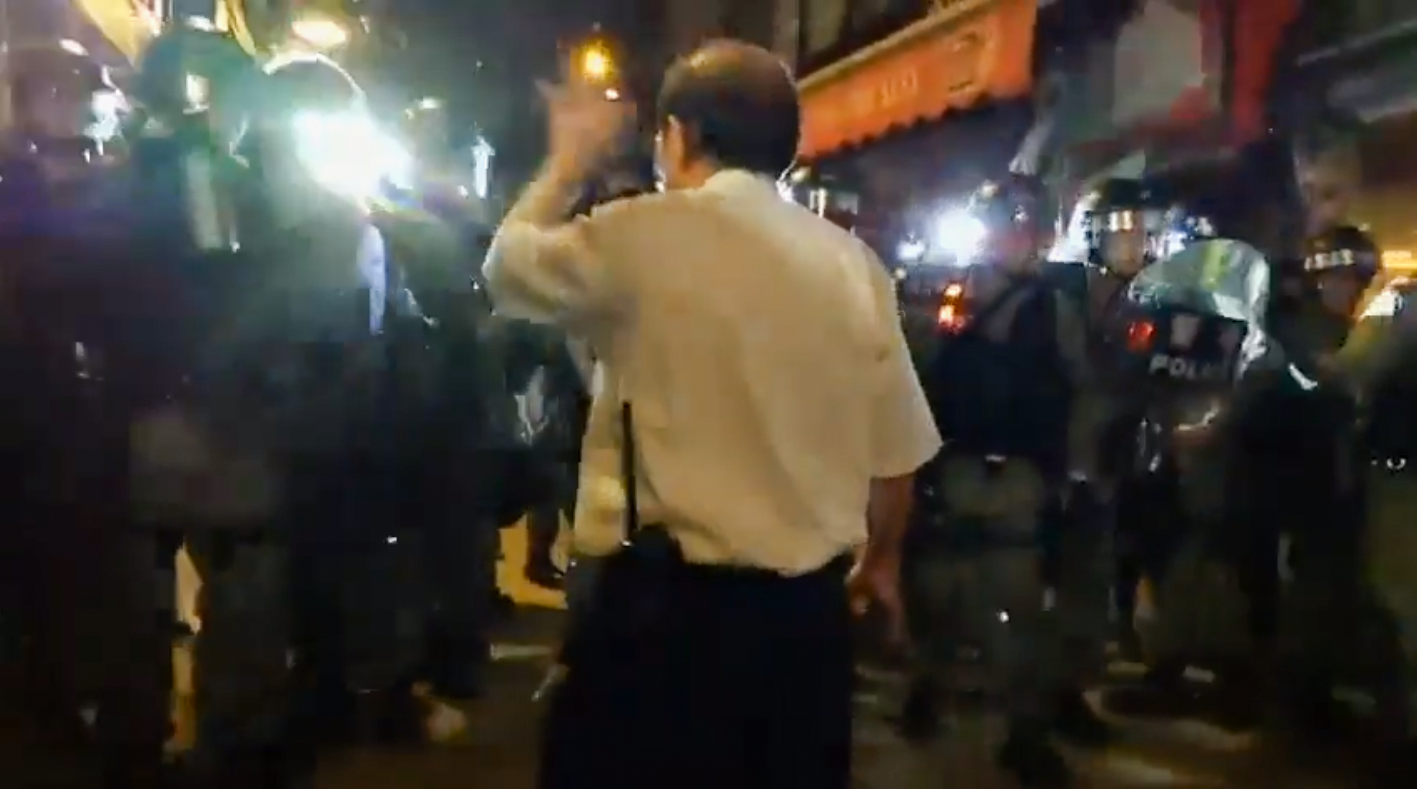
安寧花園保安以私人地方為由，拒絕警方進入

晚上8時許，10多名防暴警察進人港鐵坑口站大堂，引來近300市民聚集和指罵。到晚上約10時，由於車站A出入口落閘，市民亦轉往B出入口外聚集，防暴警察其後到站外驅散並一度出示藍旗，部分持胡椒噴劑指向市民。到深夜12時半，防暴警察再次驅散聚集市民，期間一名在文曲里路過的男街坊被多名警員從後推跌臉部流血受傷，需送院治理。他形容自己只是路過，但警員以“收皮”回應。
到6日凌晨12時許，部分警員到達安寧花園後截查一名女子，引起大批居民強烈不滿和指罵，並且以私人地方為由拒絕警方進入，加上屋苑保安員亦有介入，防暴警員陸續散去後居民拍掌歡呼。
凌晨1時許，一名自稱記者的男子，在坑口站內因爭論「曱甴論」問題而被警方截查，其後更被6名警員按壓在地和被警方帶走。他報稱下體受傷，需救護車送院。

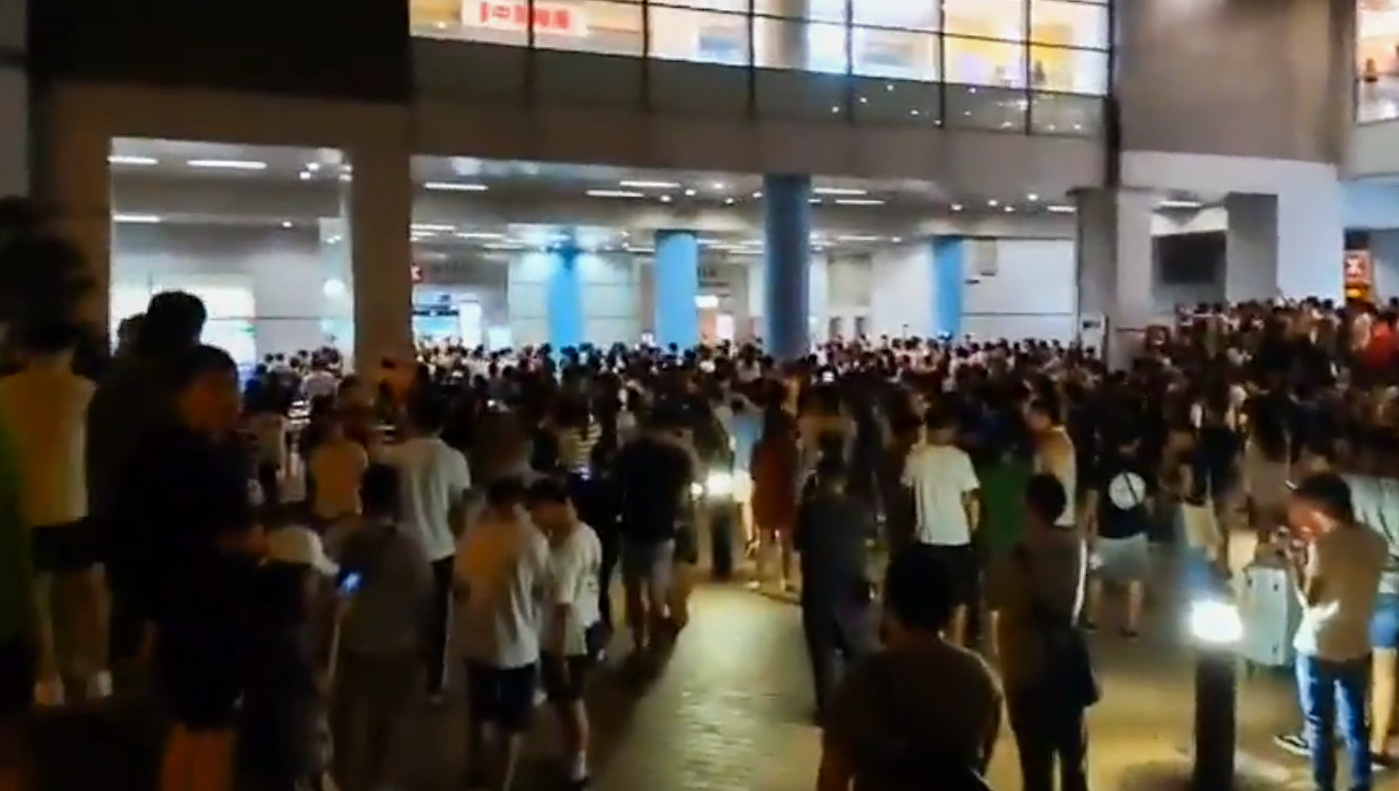
大批市民在坑口站外聚集
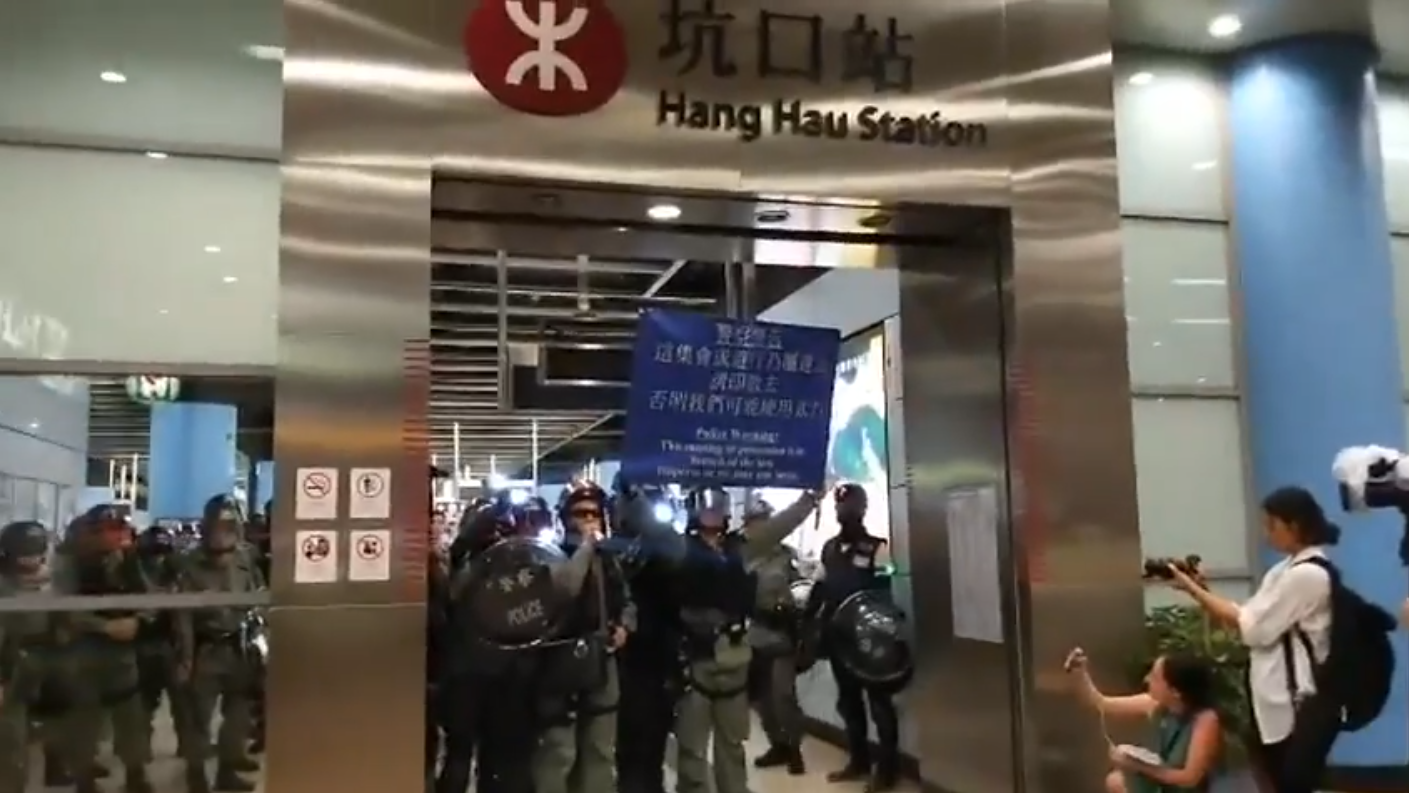
防暴警員在車站出口出示藍旗
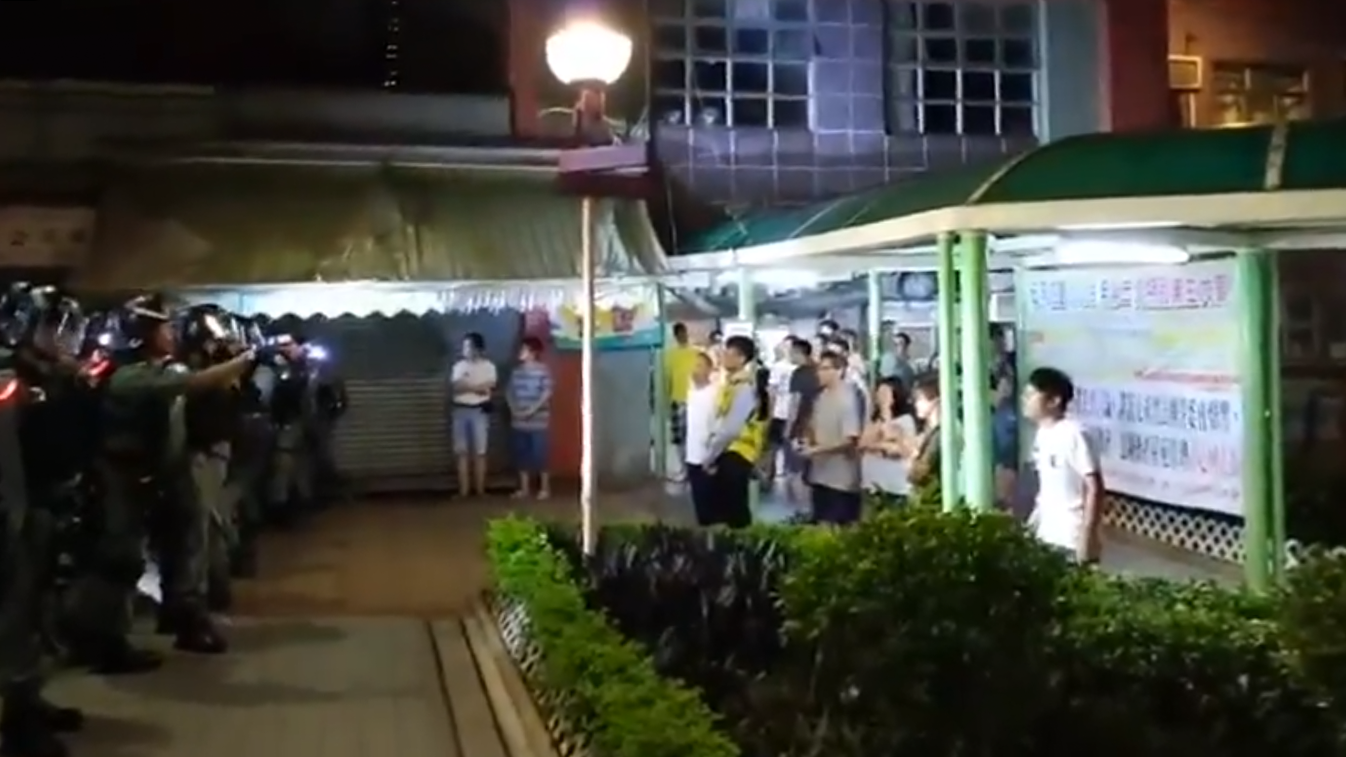
防暴警員指罵安寧花園居民
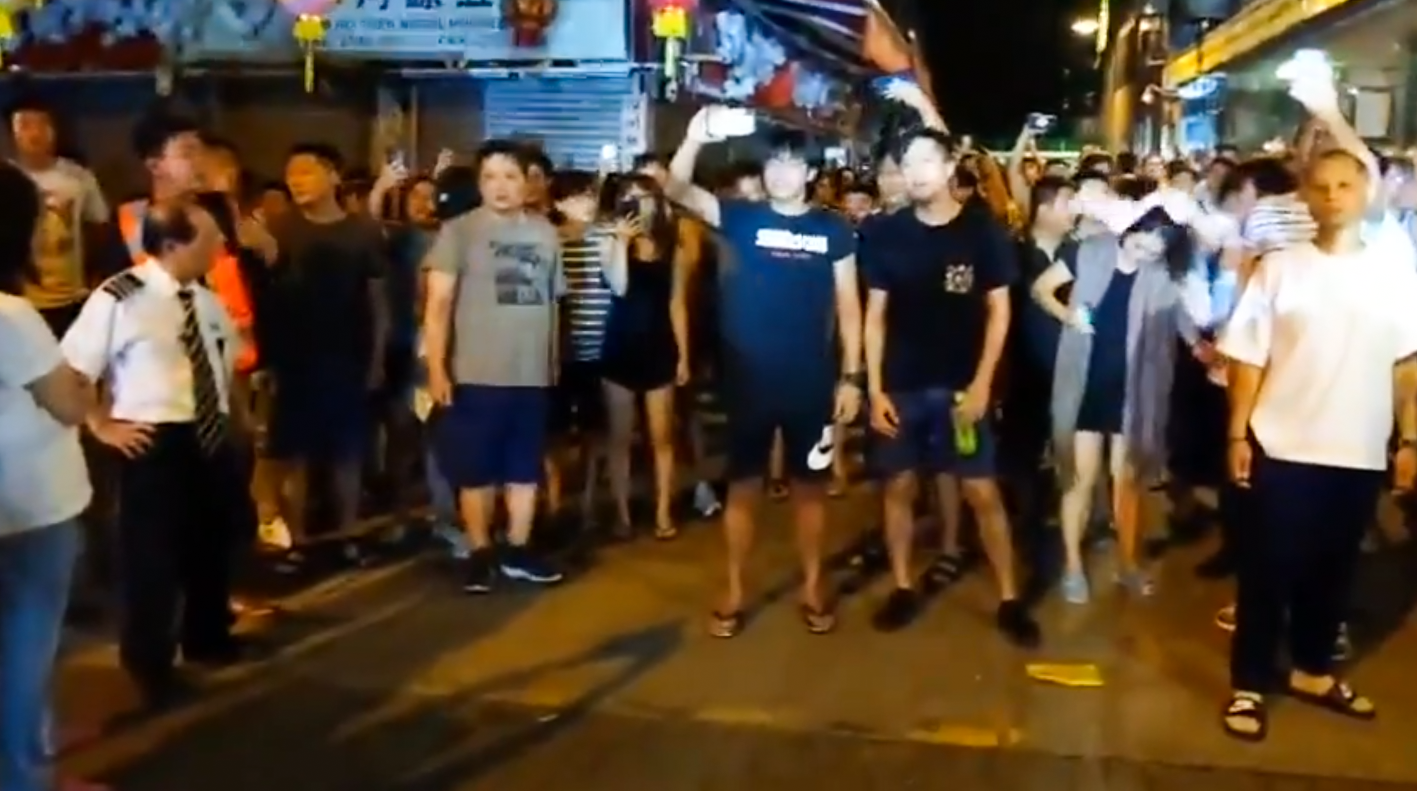
防暴警員陸續散去後，安寧花園居民拍掌歡呼

## 6日

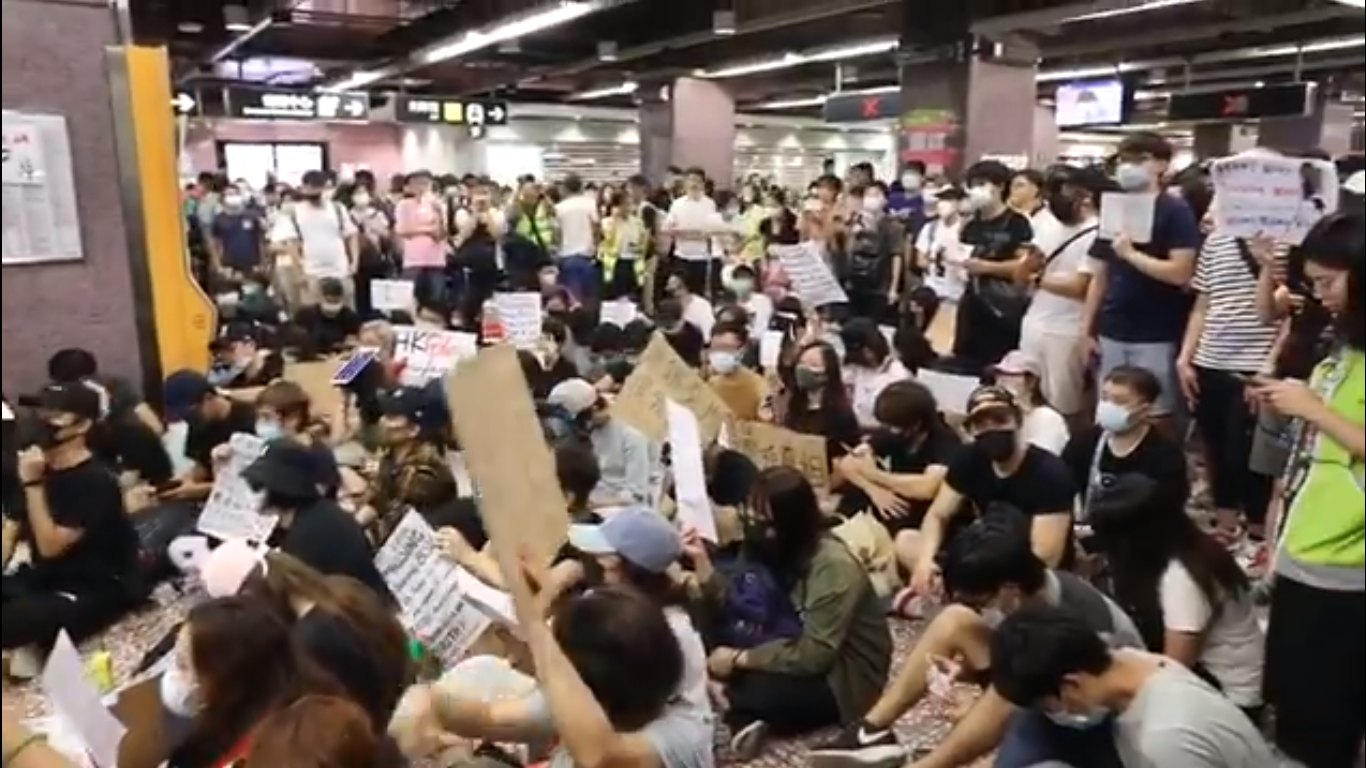
多名市民到太子站聲援並與港鐵交涉，部分人加入跪地或靜坐

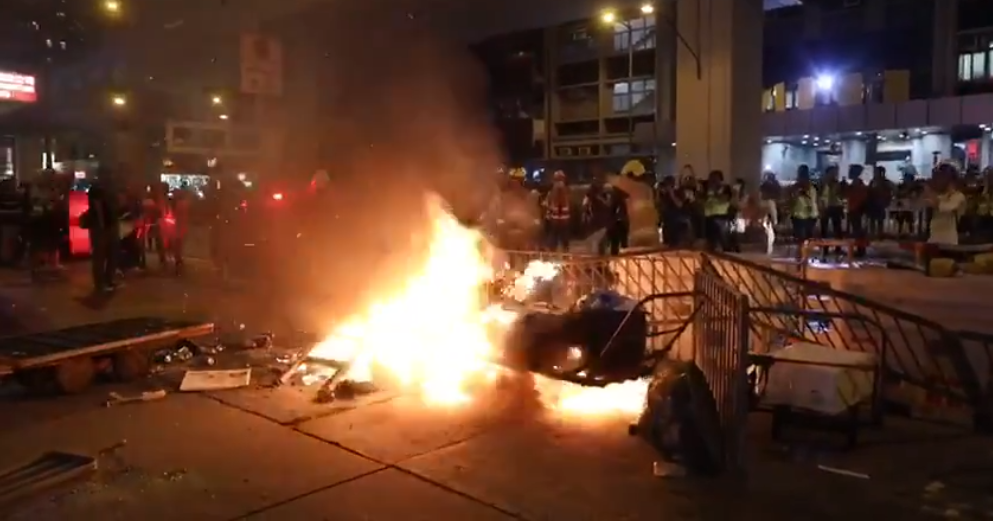
示威者於西洋菜南街馬路焚燒雜物

### 太子示威
由於有傳港鐵將於當晚刪除8月31日太子站襲擊事件期間月台閉路電視片段，早上約7時，一名身穿黑衣少女於太子站站長室外下跪，希望港鐵公開片段。其後多人到場聲援並與港鐵交涉，部分人加入跪地或靜坐，亦有人高叫口號。港鐵回覆查詢時稱會保留有關片段三年。
下午5時許，港鐵因應人群聚集宣布將會關閉太子站。人群離開太子站，但繼續於附近道路聚集。一名白衣男子被包圍，懷疑被毆打，頭破血流，警員將其護送進入警署。有現場人士稱該男子一度持刀。傍晚時分，繼續有市民到場，並佔據太子道西和西洋菜南街部分行車線，亦堵塞彌敦道南行線，並以雷射光照向旺角警署和向警署投擲物件。
晚上約8時，示威者防線退至彌敦道，來回行車線均被堵塞。有示威者破壞交通燈。約9時，警方以布袋彈、胡椒彈、催淚彈等驅散旺角警署外示威者。大批防暴警察繼而沿彌敦道向南推進，並施放催淚彈，示威者於西洋菜南街和彌敦道焚燒雜物和設置路障。約10時，示威者破壞旺角站內閘機和售票機。約11時，油麻地站地面玻璃、燈箱和升降機亦被破壞，D出口被雜物封閉。港鐵其後宣布荃灣線美孚至中環服務暫停。另外，旺角街市附近晚上約11時發生傷人事件，一名男子手持菜刀和鐵通衝向示威者，混亂中數人被割傷。示威者追至懷疑涉案單位，以硬物撞破木門。
當日一名29歲男子涉手持棍棒毁壞旺角站近E出口站的閘機、電視、售票機等設施，被控一項刑事毀壞罪。案件於2020年4月於西九龍裁判法院進行審訊，辯方透露被告擬認罪，受破壞的設施值逾26萬元，但被告已破產。控方亦有提出賠償令的申請，惟主任裁判官羅德泉指涉案金額頗高，不應在裁判法院處理。到同年5月14日，法官指案情嚴重，判處被告監禁8個月。

### 《立場新聞》記者遇襲
《立場新聞》記者於油麻地果欄拍攝期間遭一名男子揮拳擊中，嘴角流血。該名男子隨即離開。當時距離數米外警員沒有行動。記協和《立場新聞》譴責針對記者的襲擊行為，並對警方未有執法表示憤慨和遺憾。

### 反濫捕、抗威權集會
晚上7時半，社會及政治組織從業員工會於遮打花園舉行「反濫捕、抗威權集會」。集會獲發不反對通知書。主辦方於現場擺放由網民眾籌製作的香港版民主女神像。工會理事長鄭衍褀批評警方拘捕和暴力對待示威現場議員和議員助理，強調他們到場為緩和局勢。大會估計有2.3萬人參與，警方則稱最高峰有3850人參與。

## 7日

### 機場交通壓力測試
網民再發起於9月7日進行「機場交通壓力測試」，再次堵塞來往機場道路。港鐵於9月6日傍晚宣布，當日早上9時起，暫停機場快線來往機場站和博覽館站服務，香港站來往機場站服務亦不停九龍站和青衣站。E線巴士終點站亦改到東涌，不會進入機場。警方動用水炮車和銳武裝甲車戒備，亦預留拖車，防止有車輛故意慢駛。

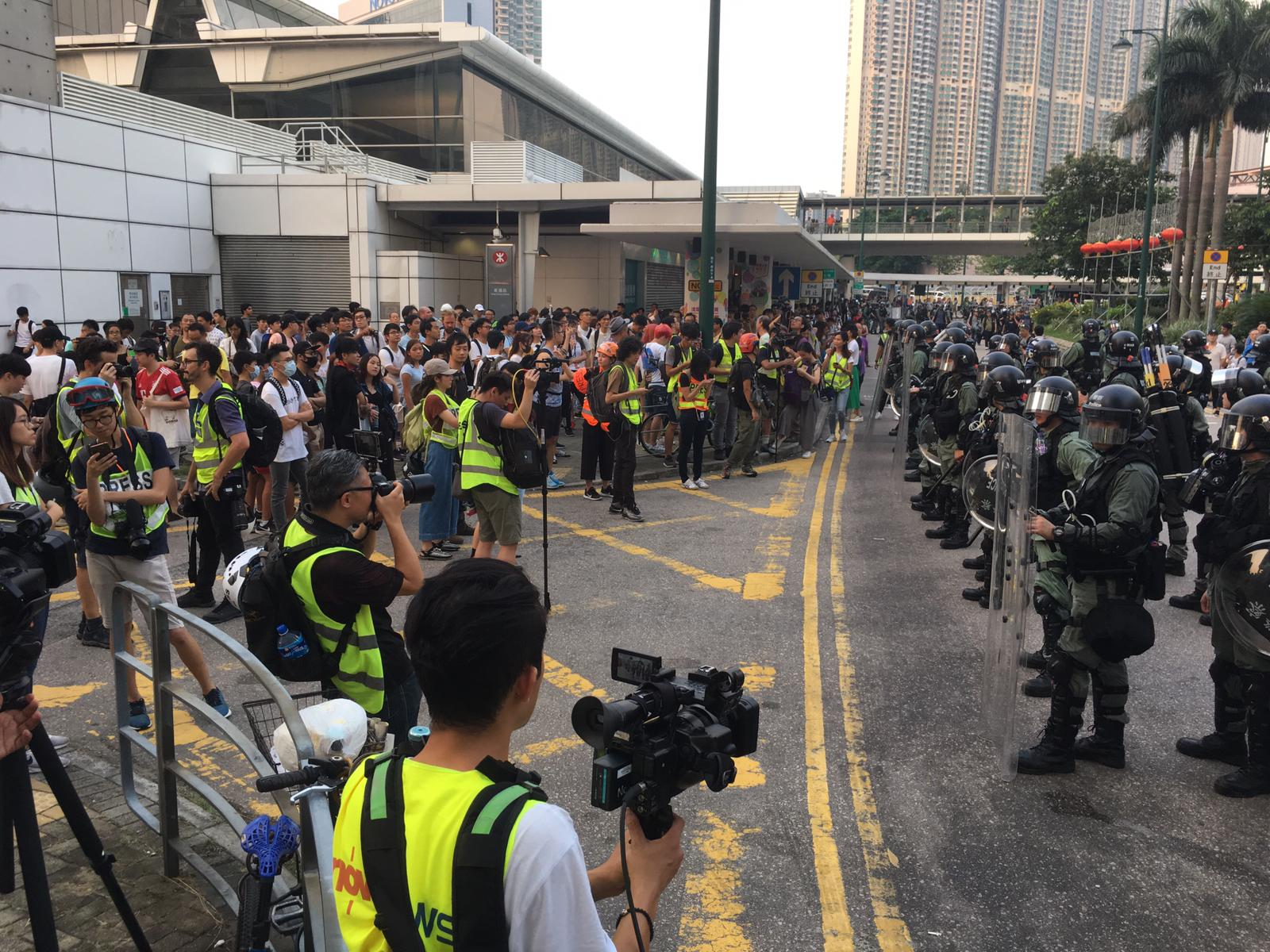
下午，約100名防暴警察在東涌站外戒備

下午約1時半起，有執達人員於機場一帶宣讀禁制令並查問於機場附近逗留人士，其後護送多人登上機場巴士離開。有被驅趕人士稱只是到機場接機、送機或等候朋友放工。下午4時許，人民力量成員錢寶芬因為背包掛有「五大訴求」標語，以刑事藐視法庭罪名被捕，傳媒追問如何界定示威行為等，警方未有回應。
自早上開始，亦有防暴警察於青嶼幹線收費廣場截查車輛。警員登上巴士搜查，檢查身份證和隨身物品。有人因為未能解釋隨身物品用途而被帶上警車。收費廣場外出現車龍。
另外，下午約3時起，有市民於東涌站聚集並叫喊口號，有人破壞閘機。其後一批防暴警察到場增援，有「守護孩子」成員到場希望調停。約4時半，警員開始驅散示威者，群眾退至東薈城外。約5時半，警方於東薈城樓梯制服和帶走一名少女，期間懷疑遭警棍擊中頭部。傍晚，警員於富東邨行人天橋截查約10人並將多人帶上警車。

### 示威活動蔓延多區

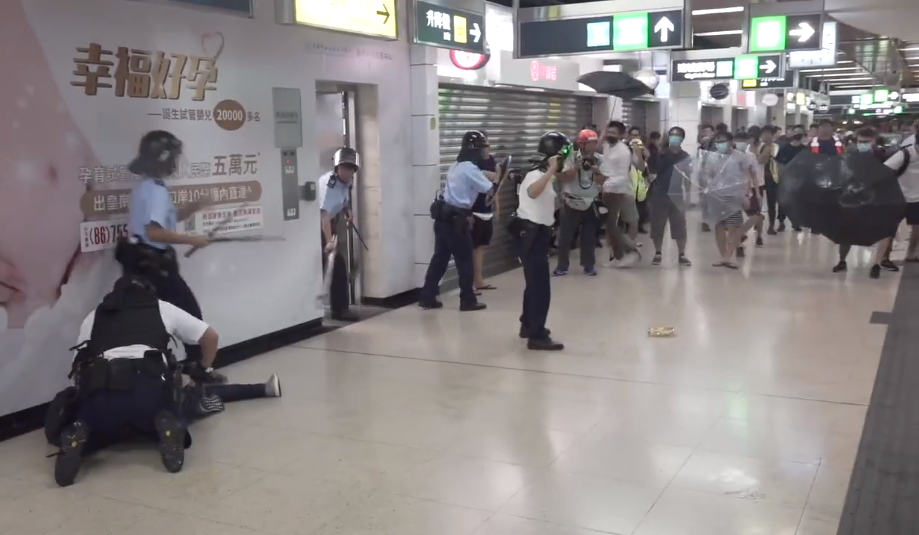
晚上近11時沙田站，在場人士見到軍裝警員再次到場入站驅散，制服至少兩名市民後，示威者進入收費區內的控制室門外向警員擲垃圾桶、月餅盒及雨傘等雜物，並舉起雨傘遮擋

晚上，示威活動開始蔓延至多區。示威者到沙田、大埔、將軍澳的港鐵站破壞入閘機。隨後大批防暴警增援並拘捕多人，一名15歲少年在大埔墟站被7名警員用警棍打至頭破血流，導致頭部需縫五針。防暴警察亦衝入富雅花園上樓搜索，引發居民不滿。
當晚約8時起，有數百人於旺角警署外聚集，以雜物築成路障並縱火。警方其後清場，行動期間曾向傳媒施放胡椒噴劑。記協和攝記協發聲明指有最少9名記者及攝影記者被噴中，其中兩人被直接射向臉部，又有警員說「影影影咁鍾意影」（拍拍拍那麼喜歡拍攝），並譴責警方濫用武力及惡意針對記者。警方其後稱施放胡椒噴霧為製造安全距離，又稱有假記者混入記者群中。

### 多個港鐵商場集會
當日亦有市民於多個港鐵商場聚集，包括九龍灣德福廣場、沙田連城廣場和杏花邨商場。有人靜坐，亦有人圍繞商場巡行，並沿路呼喊口號。

## 8日

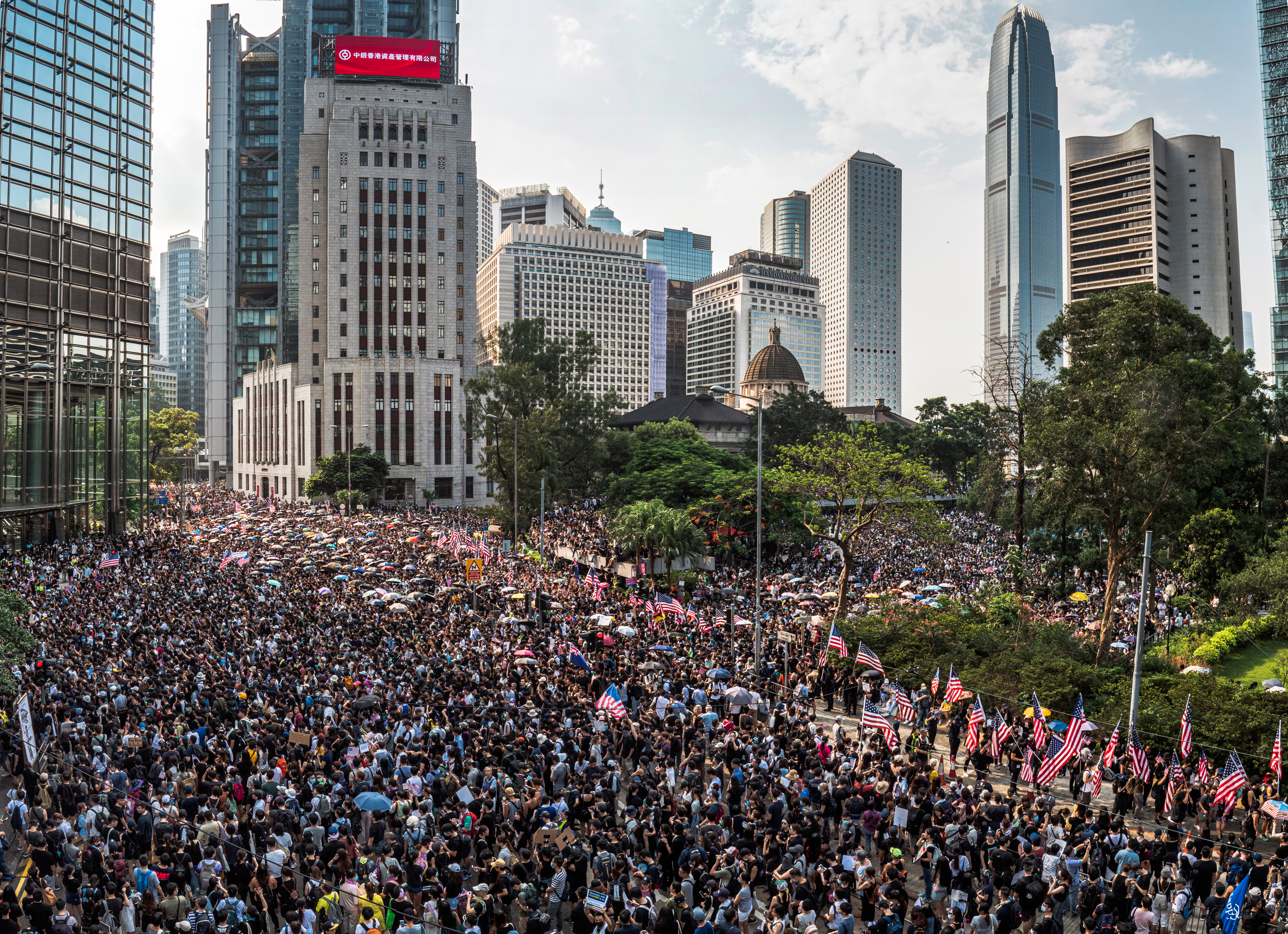
遊行人士擠滿整條皇后大道中和遮打花園

有市民發起在中環遮打花園舉行「香港人權與民主祈禱會」，並由遮打花園遊行至美國駐港澳總領事館，促請美國國會通過香港人權民主法案。活動開始時和平，于警方在中環站逮捕示威者后迅速惡化為暴力和破壞事件。主辦方稱最終出席人數約25萬人，超出其預期。警方在當日的行動中總計使用18發催淚彈、13發橡膠彈、10發布袋彈、1發海棉彈。

## 9日

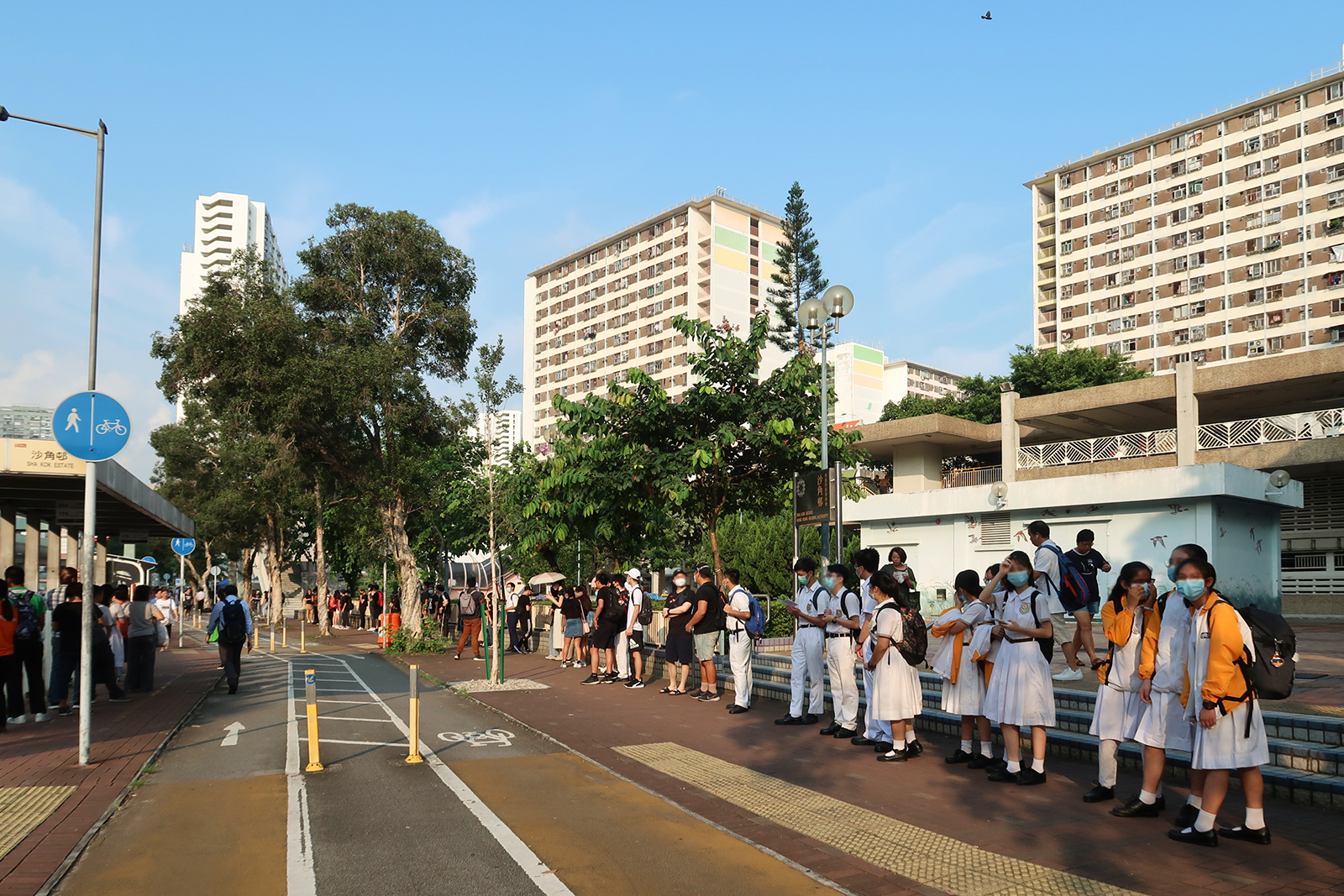
沙田圍沙角街的人鏈，參與的學生及校友來自佛教覺光法師中學

全港多間中學的學生及校友都發起人鏈行動，表達爭取「五大訴求」的決心，有大學及超過200所中學參與。活動在早上約7時開始，到8時左右結束。在香港的十八個分區中，除了離島區外，其餘十七區都有中學學生及校友參與此行動，他們在參與行動期間不斷叫着口號，但學生叫口號時製造的噪音被指影響民居，引起零星衝突。
中午，特首林鄭月娥、運輸及房屋局長陳帆以及港鐵主席歐陽伯權聯同多名港鐵管理層陪同到中環站視察損毁情况，但事前並無通知傳媒採訪。而陳帆等人在灣仔站見記者其間，有乘客高叫「五大訴求，缺一不可」。
香港首富李嘉誠出席活動時呼籲執政者對社會未來的主人翁網開一面。

## 10日

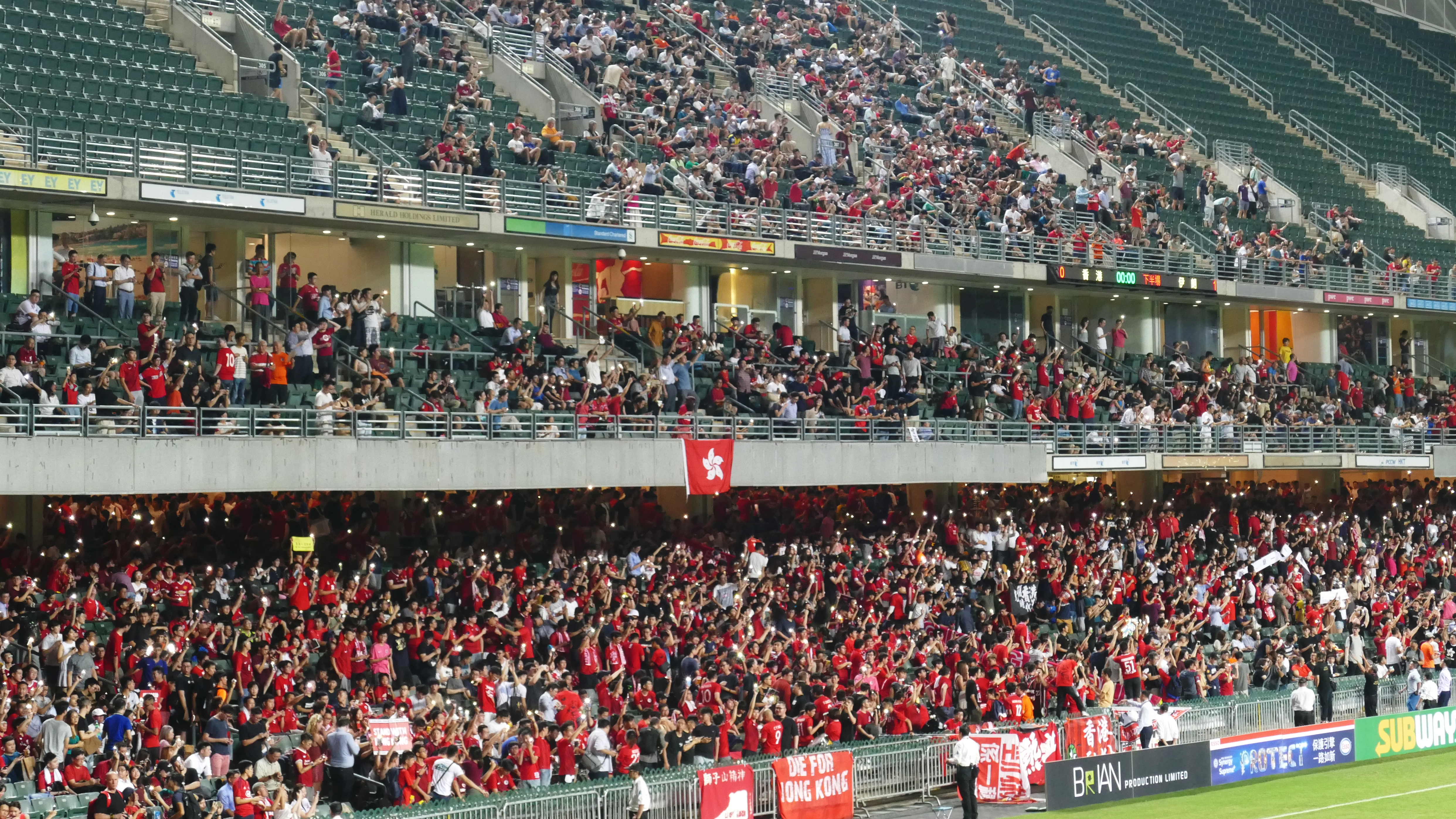
大批香港球迷在香港對伊朗的世界盃外圍賽身穿紅衫入場觀賽，高唱《願榮光歸香港》和亮起手機閃燈

### 太子站衝突聯合記者會
警務處、消防處、醫管局及港鐵公司代表召開聯合記者會，交代8月31日晚太子站衝突事宜。港鐵公開當晚太子站閉路電視20多張截圖，指當日站內並無死亡報告。但以涉及乘客的私隱為由拒絕公開相關片段。警務處警察公共關係科高級警司余鎧均重申當晚站內並沒有人死亡，稱所有傷者在當時已經接受治療。其後有媒體發現月台近車尾的閉路電視鏡頭，有8分鐘時間沒有提供任何畫面，質疑港鐵選擇性公開。而港鐵回覆指沒有補充。

### 警方宣布新措施
同日，警務處為配合「踏浪者」行動，以及「基於暴力程度升級」為由，決定即日起向休班警務人員發放伸縮警棍，讓相關人員在休班期間執行警察職務，有關批准會於1個月後檢討。警方亦推出10條「反暴力報料熱線」，以WhatsApp短訊形式收集來自市民的舉報，熱線不會接聽任何電話，警方業務服務科指新熱線讓市民通過有效、安全、不記名的渠道舉報罪行。

### 「多區商場大合唱」活動
晚上9時，九龍和新界多個商場，包括黃大仙中心、將軍澳PopCorn、馬鞍山新港城中心、大埔超級城、以及葵芳新都會廣場都有市民發起合唱《願榮光歸香港》的集會。

### 聲援港隊
而同日晚上香港大球場舉行香港對伊朗的世界盃外圍賽。大批球迷於中場期間在大球場外組成人鏈並圍繞一圈，雙方球員進場前及鳴笛一刻亦合唱歌曲《願榮光歸香港》。而大球場保安大為緊張，有記者携帶口罩及眼罩進入球場被職員稱口罩是武器，要求記者作寄存。

## 11日

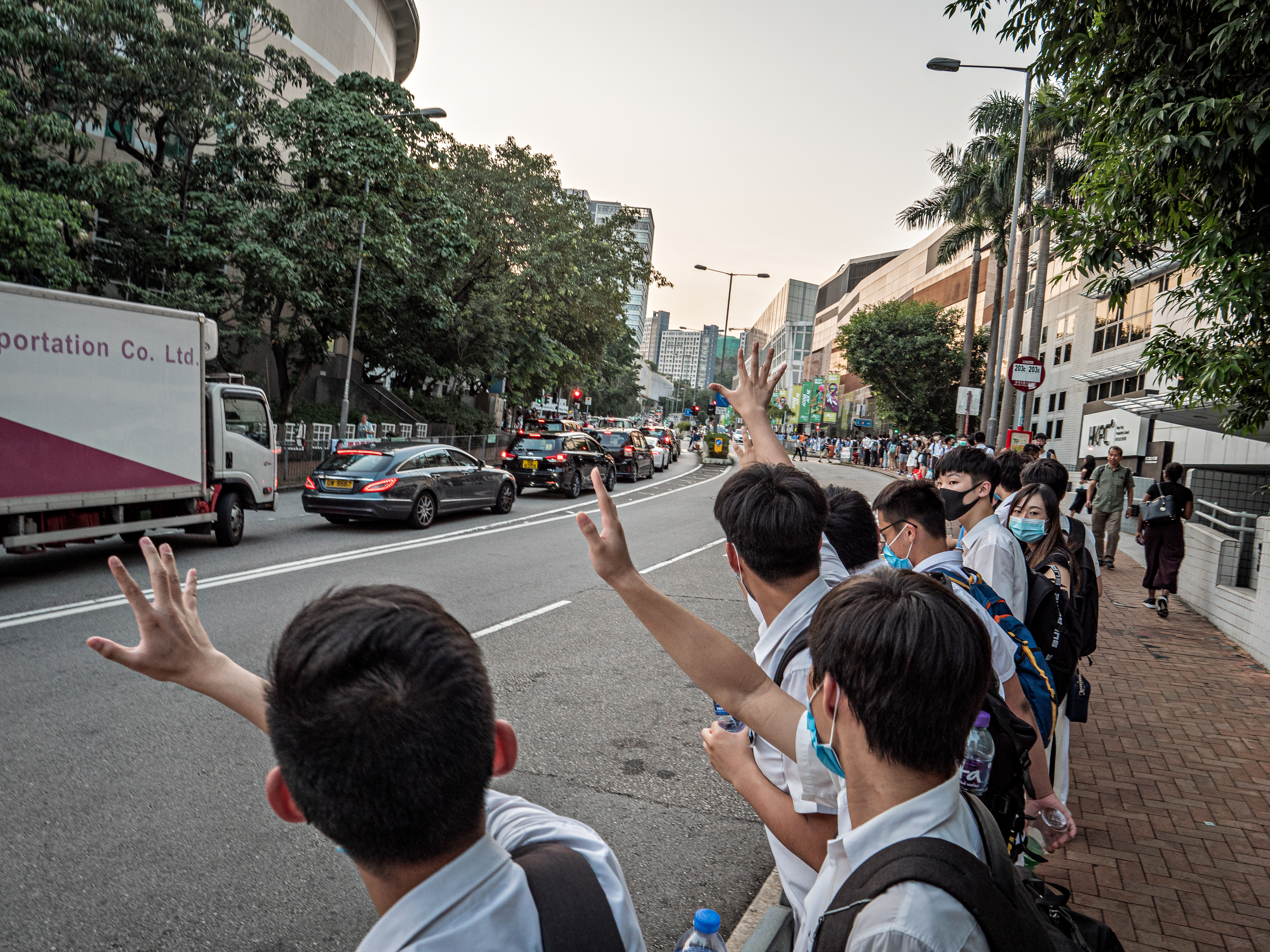
下午，九龍塘達之路有中學生築成人鏈，期間高呼口號及合唱《榮光歸香港》，

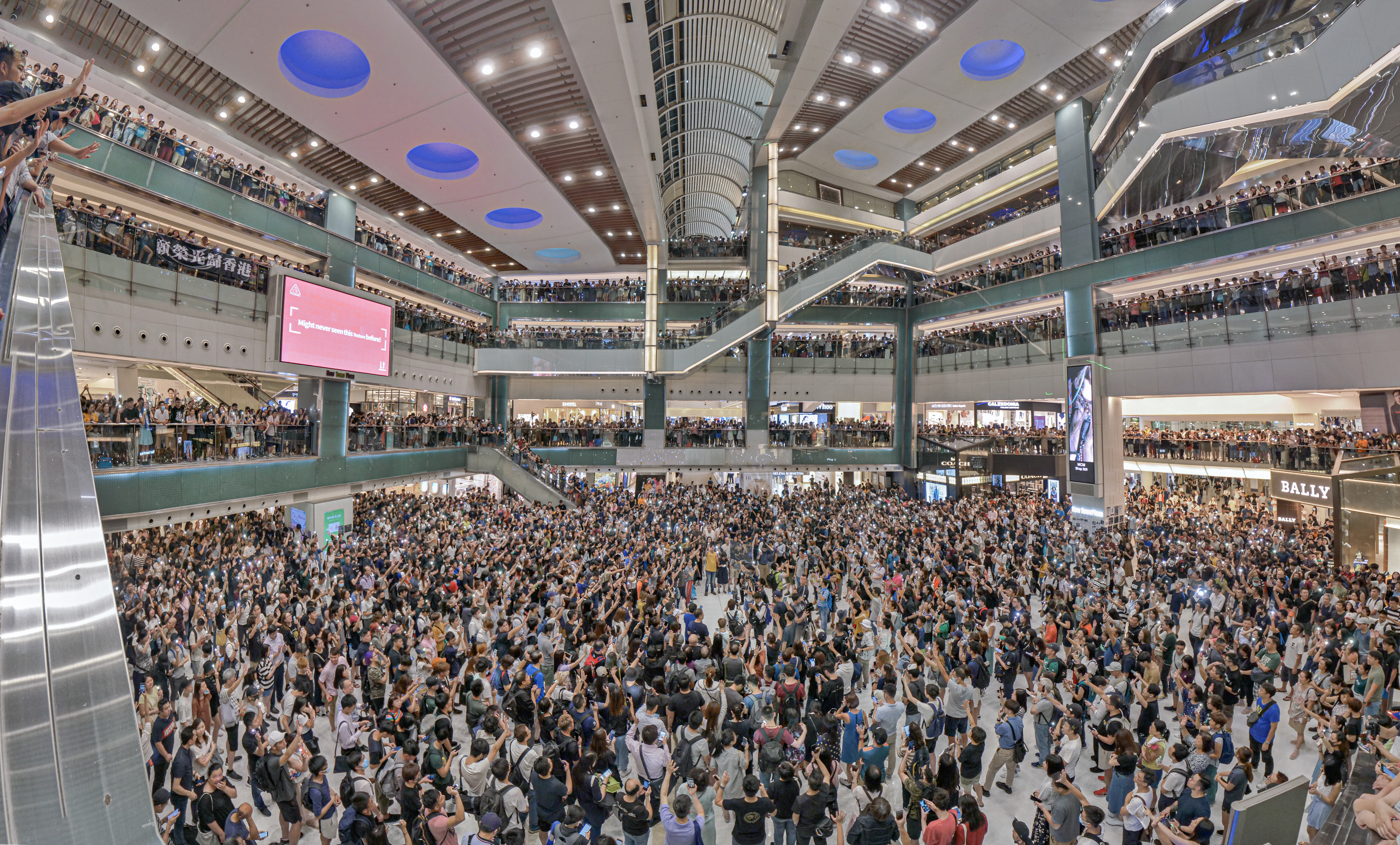
1000名市民在沙田新城市廣場內合唱《願榮光歸香港》

中華人民共和國官方媒體《中國日報》9月9日於臉書專頁張貼美國九一一襲擊事件的圖片，並稱有示威者計劃於9月11日在香港進行恐怖襲擊，包括於山區放火、殺害新移民。而当日并无此类事件发生，谣言不攻自破。
早上網絡有消息流傳指南華早報報導政府將回應示威者的一項訴求，並將於下午4時召開記者會。同日，警方宣佈原定於下午4時舉辦的例行記者會取消。然而，該傳言其後被證實為假消息，南華早報亦否認曾作出相關報導。
立法會議員毛孟靜召開記者會，公開消防署內部有關8月31日的太子襲擊事件的通話記錄。證實警方曾以月台上並無傷者為由拒絕醫護人員進入車站。
律政司司長鄭若驊會見記者時表示政府正就制訂《禁蒙面法》展開研究工作。

### 中學生九龍塘組人鏈
下午4時45分，來自觀塘、九龍塘及將軍澳區的10多間學校中學生，在九龍塘達之路組成人鏈，由又一村雀橋街休憩處一直延伸至歌和老街公園。期間高叫「光復香港，時代革命」及「五大訴求，缺一不可」等口號，也合唱歌曲《願榮光歸香港》。

### 再次「多區商場大合唱」活動
到晚上，約100名市民在粉嶺嘉盛苑舉行的一名自殺示威者的追思會中合唱《願榮光歸香港》。而1000名市民在沙田新城市廣場內合唱此曲，與此同時在大埔超級城、鑽石山荷里活廣場、荃灣廣場、九龍灣淘大商場、西環西寶城和油塘大本型也有市民一同合唱。

## 12日

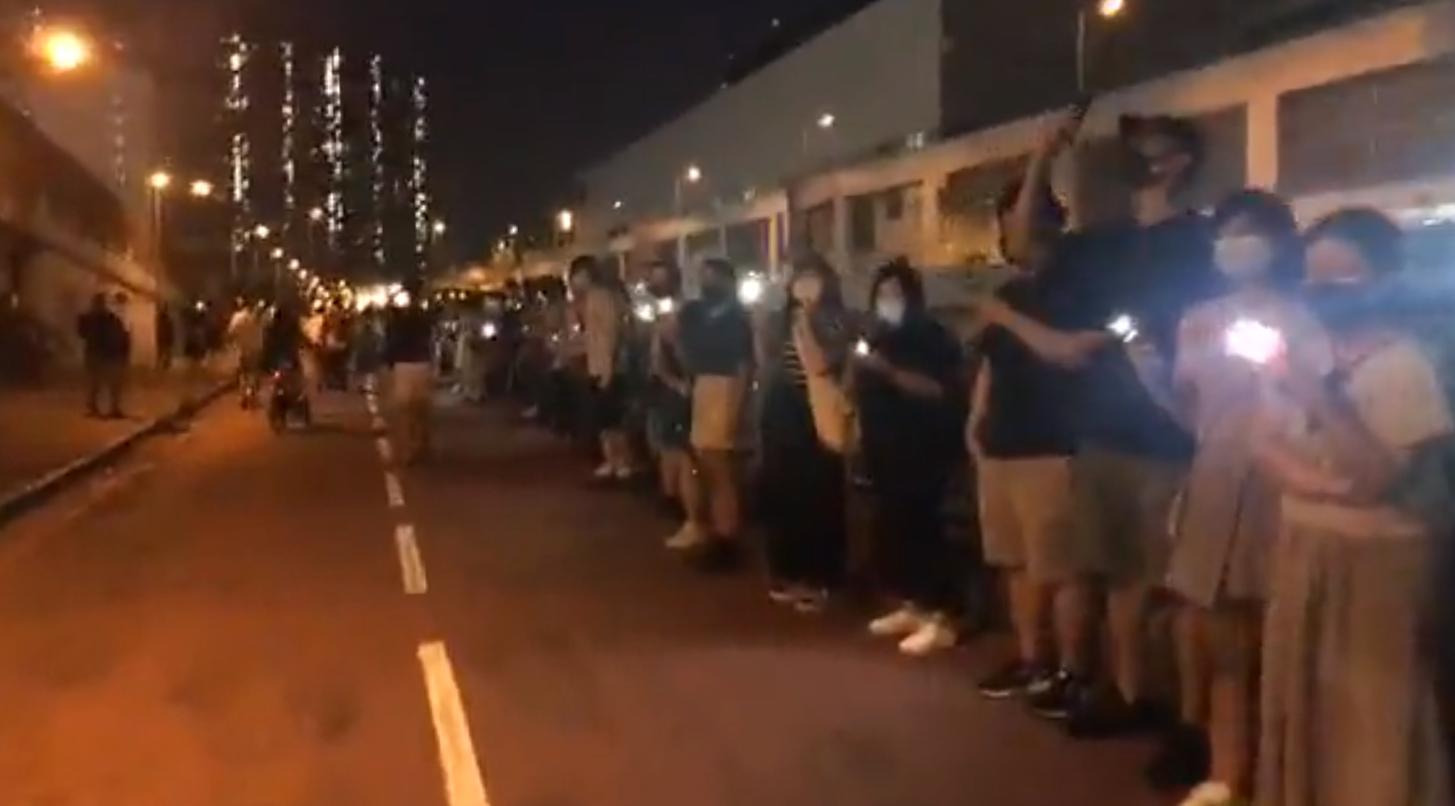
晚上近7時，屯門河有人鏈活動

### 將軍澳人鏈活動
是日繼續有學生組成人鏈，要求政府回應五大訴求以及抗議警察濫用暴力。在將軍澳北寶琳，聯校包括東華三院呂潤財紀念中學、保良局羅氏基金中學、迦密主恩中學、仁濟醫院靚次伯紀念中學及馬錦明慈善基金馬陳瑞喜紀念中學的同學及舊生，於早上6時45分開始在寶琳站兩邊組成人鏈，橫跨將軍澳單車館外，高叫等口號。而將軍澳南的活動在則早上7時05分開始，參與活動的學生分別來自仁濟醫院王華湘中學、基督教宣道會宣基中學、博愛醫院八十週年鄧英喜中學、保良局甲子何玉清中學、播道書院、啟思中學、順德聯誼總會鄭裕彤中學以及港澳信義會慕德中學。人鏈由將軍澳單車館開始築起，分別向坑口及將軍澳方向延伸，期間不斷高呼口號。活動在近8時完結，有學生奔跑回校，亦有同學一邊慢行，一邊高唱《願榮光歸香港》，有在旁陪伴的老師籲學生不要快跑，以免跌倒。

### 「快閃唱國歌」行動
有過百名人士在中午發起「快閃唱國歌」行動，於國際金融中心商場內以「快閃」形式高唱《義勇軍進行曲》，並展示中華人民共和國國旗、區旗及宣傳單張，更在2樓欄杆位置掛出一幅大型國旗。該批人士其後高唱國歌，並大叫「中國加油」等口號。商場內亦有不少中環白領及市民見狀逐漸聚集，隨即高唱《願榮光歸香港》反擊，引起衝突。人群於約下午2時後陸續散去。

### 「屯結之路」活動
下午5時半，逾20間中學舉行「屯結之路」活動，在區內組成約3.5公里的人鏈，由屯門河近龍門居為起點，沿着單車徑連接至兆康，以表達爭取「五大訴求、缺一不可」的決心。

## 13日

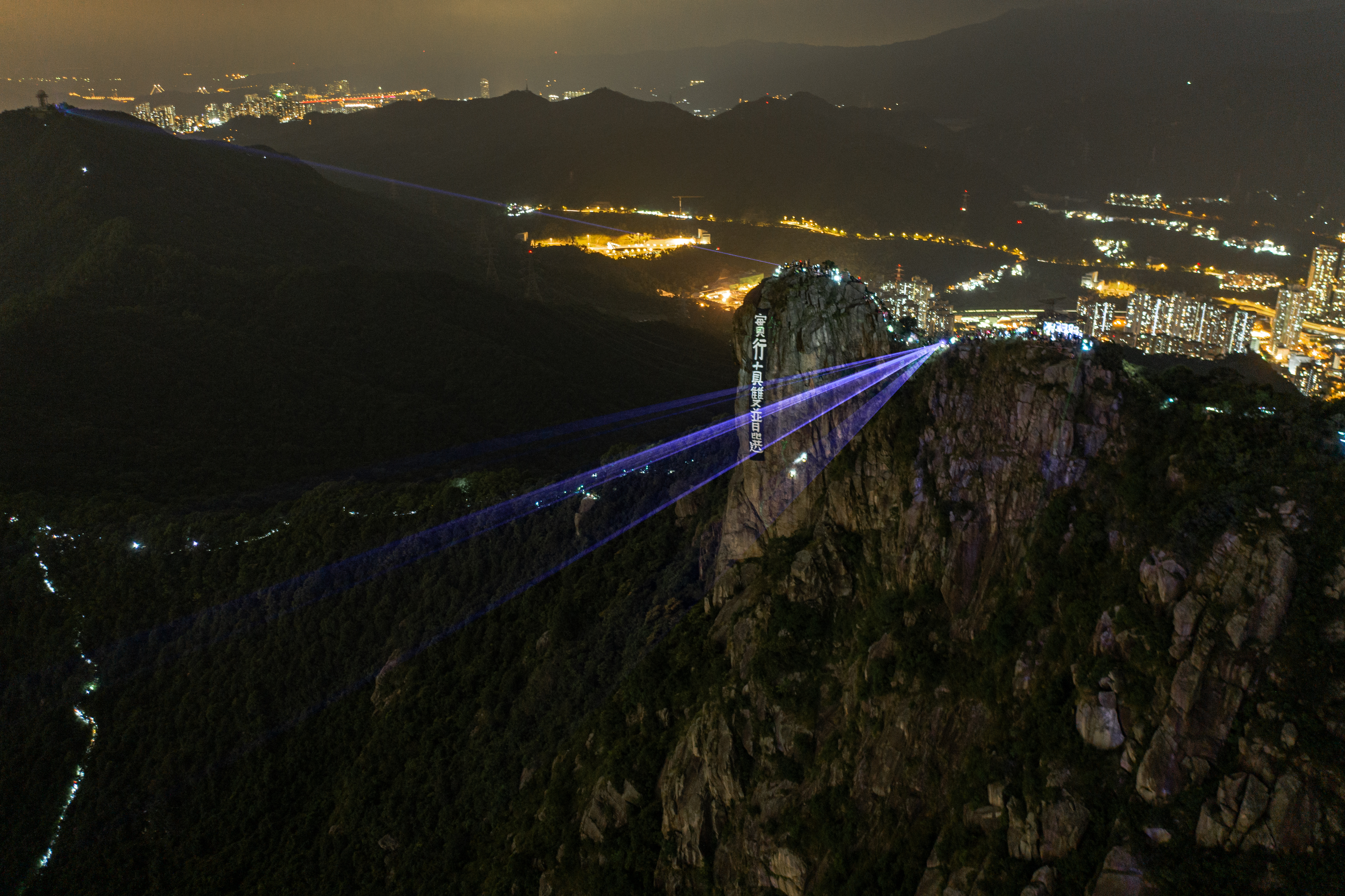
中秋夜，市民登上獅子山表達反修例訴求

### 再次快閃唱國歌
是日再有網民發起「快閃唱國歌」行動，在當日下午，約一千人在奧海城快閃唱國歌，並揮動五星紅旗；期間反修例人士亦到場，兩派陣營互相指罵。

### 中秋節反送中運動
多區市民出外慶祝中秋節，同時表達反修例訴求。逾千人登上太平山和獅子山山頂，造成光影人鏈，其中獅子山上人潮迫爆，有人在獅頭掛上「實行真雙普選」的橫額和舉起「FREE HK」燈牌。觀塘海濱公園有不少市民參與「一人一訴求」花燈大會，以鐳射燈照向地面、閉路電視和天空。太子站外有燒衣進行拜祭和擺放白色鮮花行動。沙田大會堂百步梯和新城市廣場亦有賞燈會活動。
晚上10時許，逾百名市民到荔枝角收押所外聚集，聲援被捕人士，人群到11時後散去。
在紅磡海韻軒，消息指有警員該處舉行婚宴，有20多名市民在酒店外聚集。其後10多名防暴警員到場組成防線並舉起藍旗，指集會是違法，要求市民散去。兩名市民在紅樂道警員搜查期間，因發現有頭盔、寫有急救字眼的反光衣及防毒面具而被帶走，一名手持熒光球的女子在附近指罵警察後亦被警方指其參與非法集會而帶上警車。

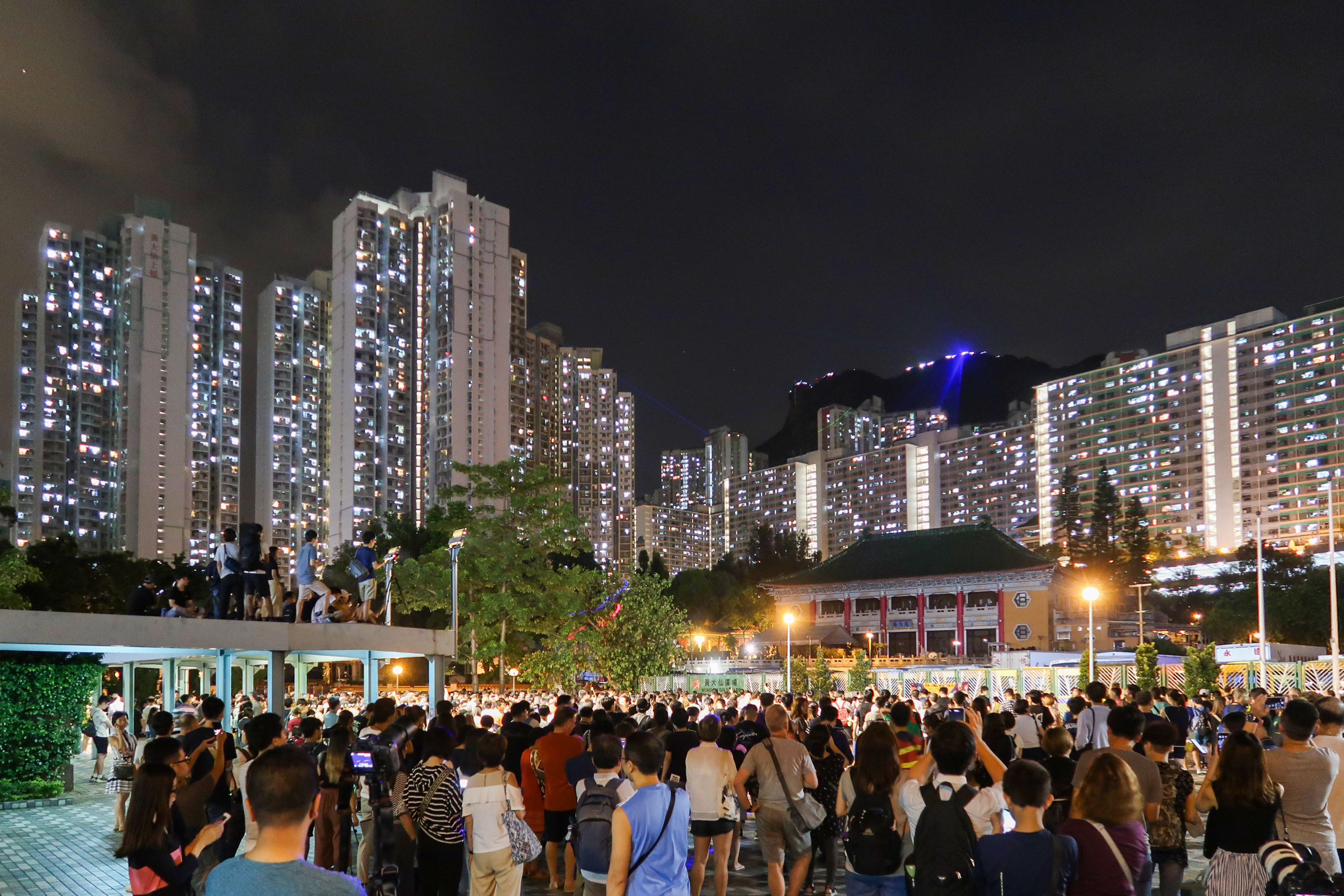
數百人在黃大仙中心旁空地聚集，望向獅子山的光影人鏈
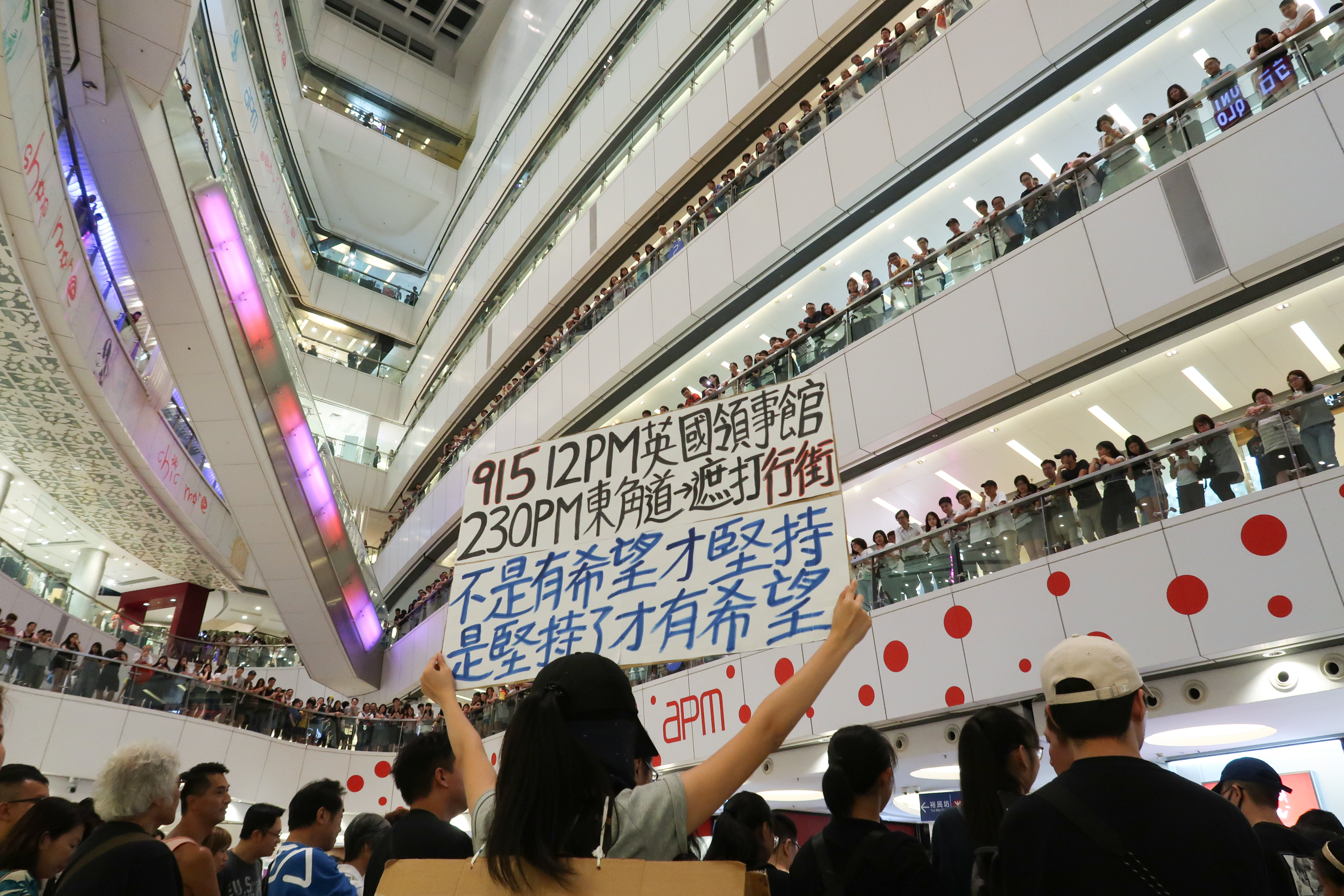
apm商場內集會
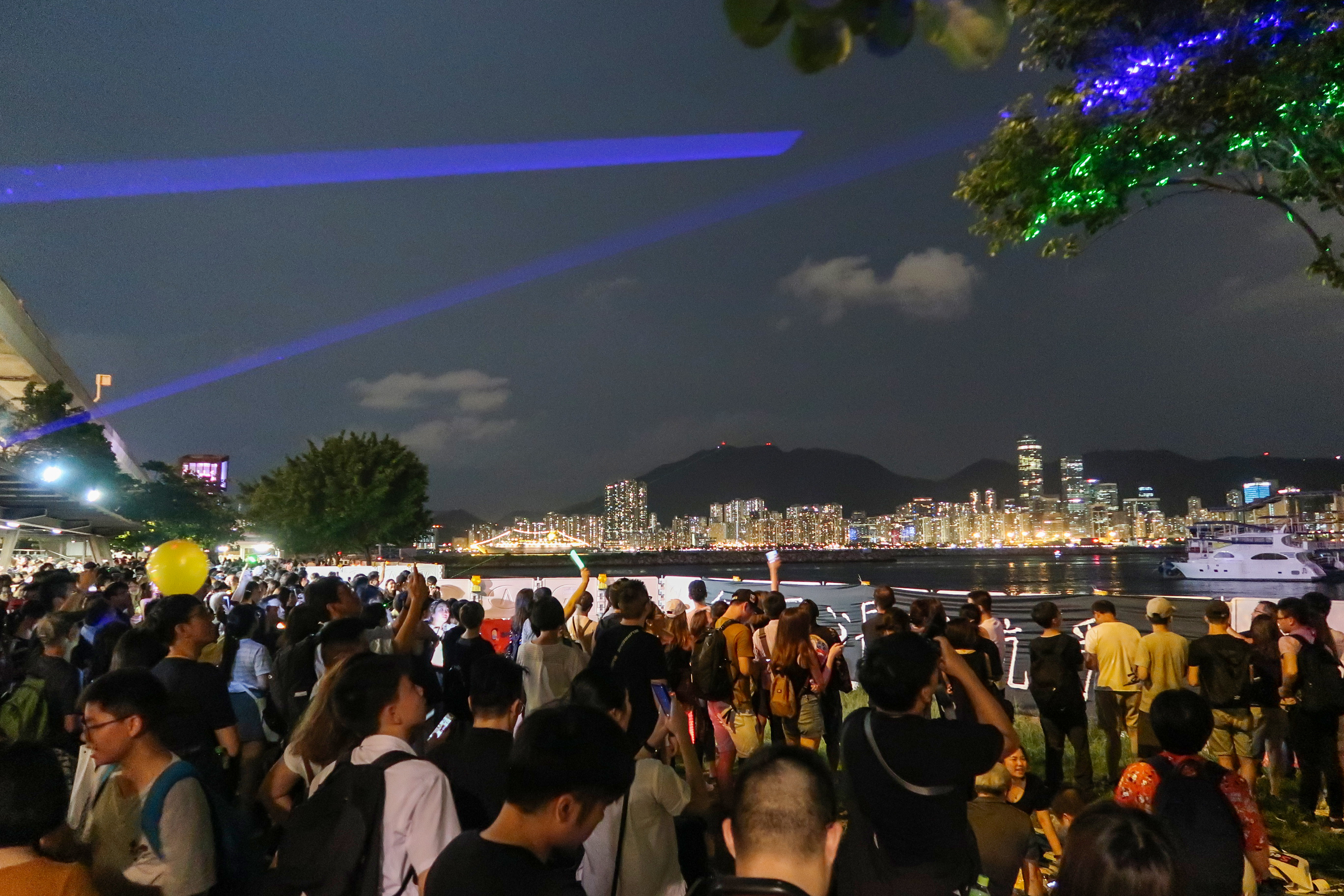
觀塘海濱公園有不少市民參與「一人一訴求」花燈大會，以鐳射燈照向天空
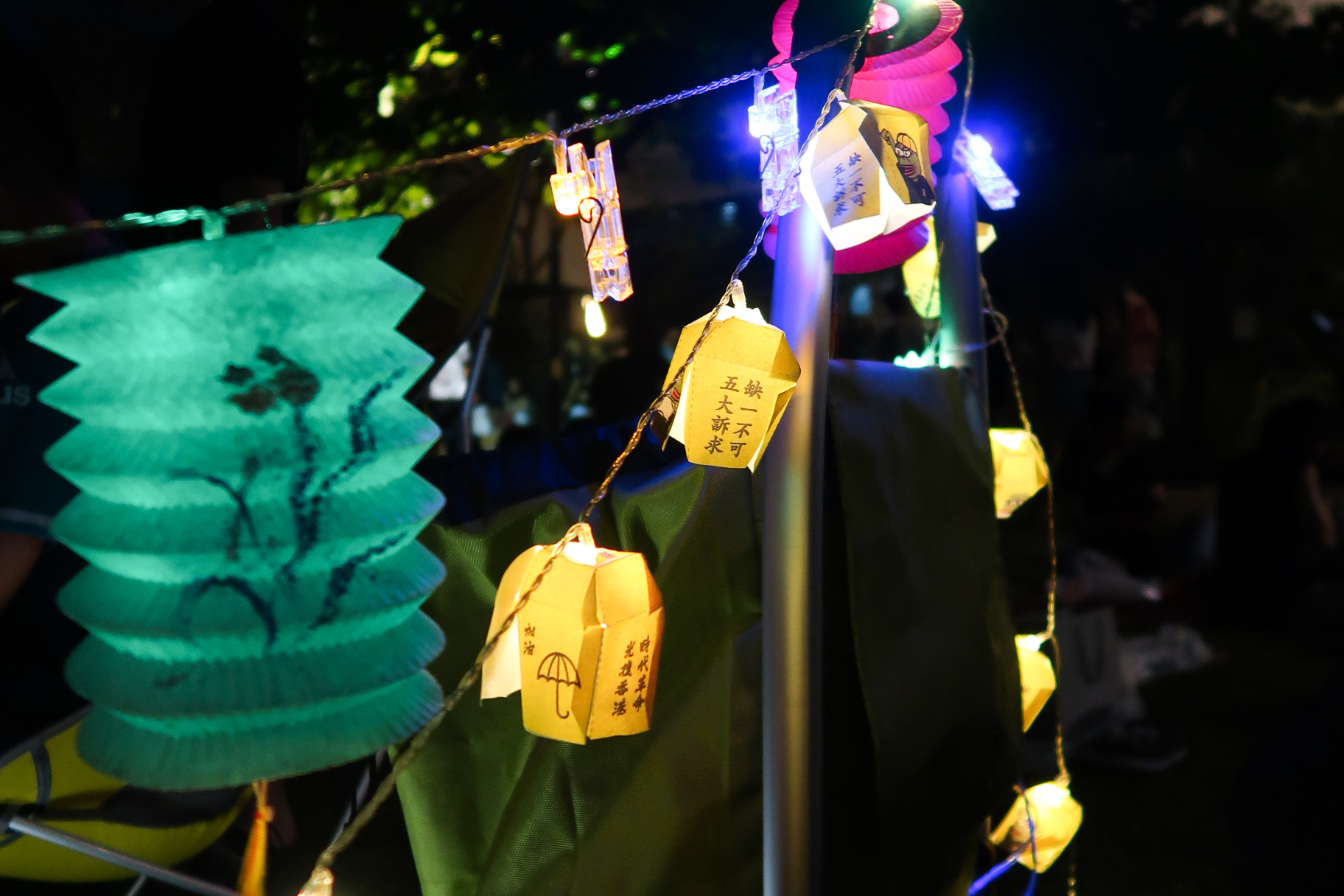
以反修例運動為主題的摺紙燈籠
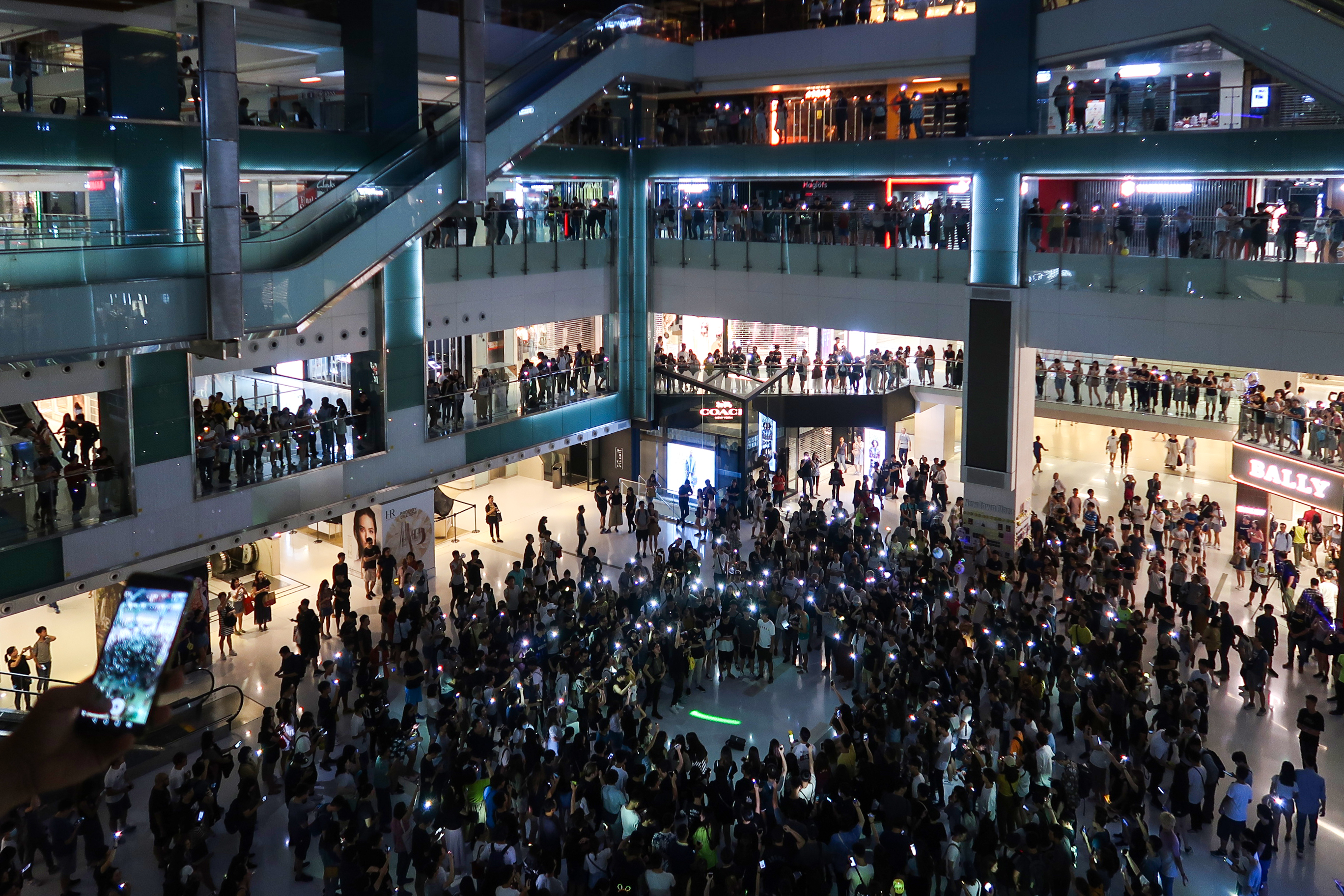
新城市廣場營業時間已過，但仍有近百多人集會

## 14日

### 天水圍遊行

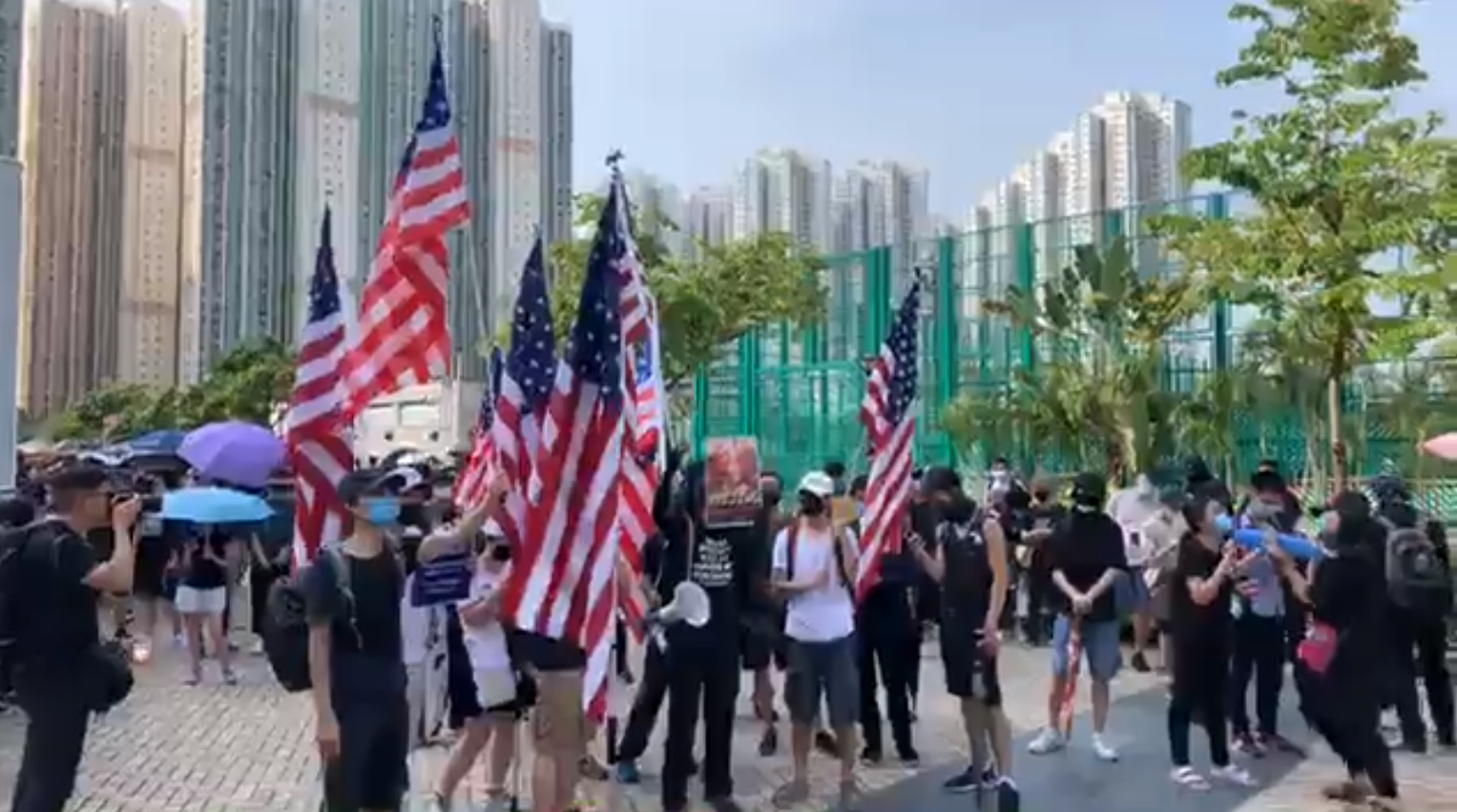
「天水圍親子遊」在天秀路公園出發，隊頭有不少人揮動美國國旗

「天水圍親子遊」遊行原定在9月14日下午2時半舉行，由天秀路公園遊行至港鐵天水圍站，但遭警方「以保障公眾安全為由」反對，而主辦單位其後將路線改為由宏逸廣場遊行至置富嘉湖的新路線亦上訴失敗，宣布取消。遊行當日有逾200人自發參加。遊行人士於下午3時半起步，沿行人路遊行，過程大致和平。部分人士蒙面，亦有人揮動美國國旗和播放美國國歌。
下午近4時，約20至30名防暴警員在天頌苑對開設立防線。當遊行隊伍轉入天瑞路時，防暴警察隨即舉藍旗，警告遊行人士正參與非法集結，若不離開會以武力驅散。雙方一度相距約50米對峙，大部分示威者決定離開進入T Town商場。到傍晚，有示威者在天華路以膠水馬等物件設置路障後便散去。而現場的行人天橋及輕鐵頌富站仍然有近百多名街坊，指罵防暴警察和唱《有班警察毅進仔》嘲笑警員。至晚上近8時，大批防暴警察開始清走路障，沒有人被捕。

### 淘大花園衝突

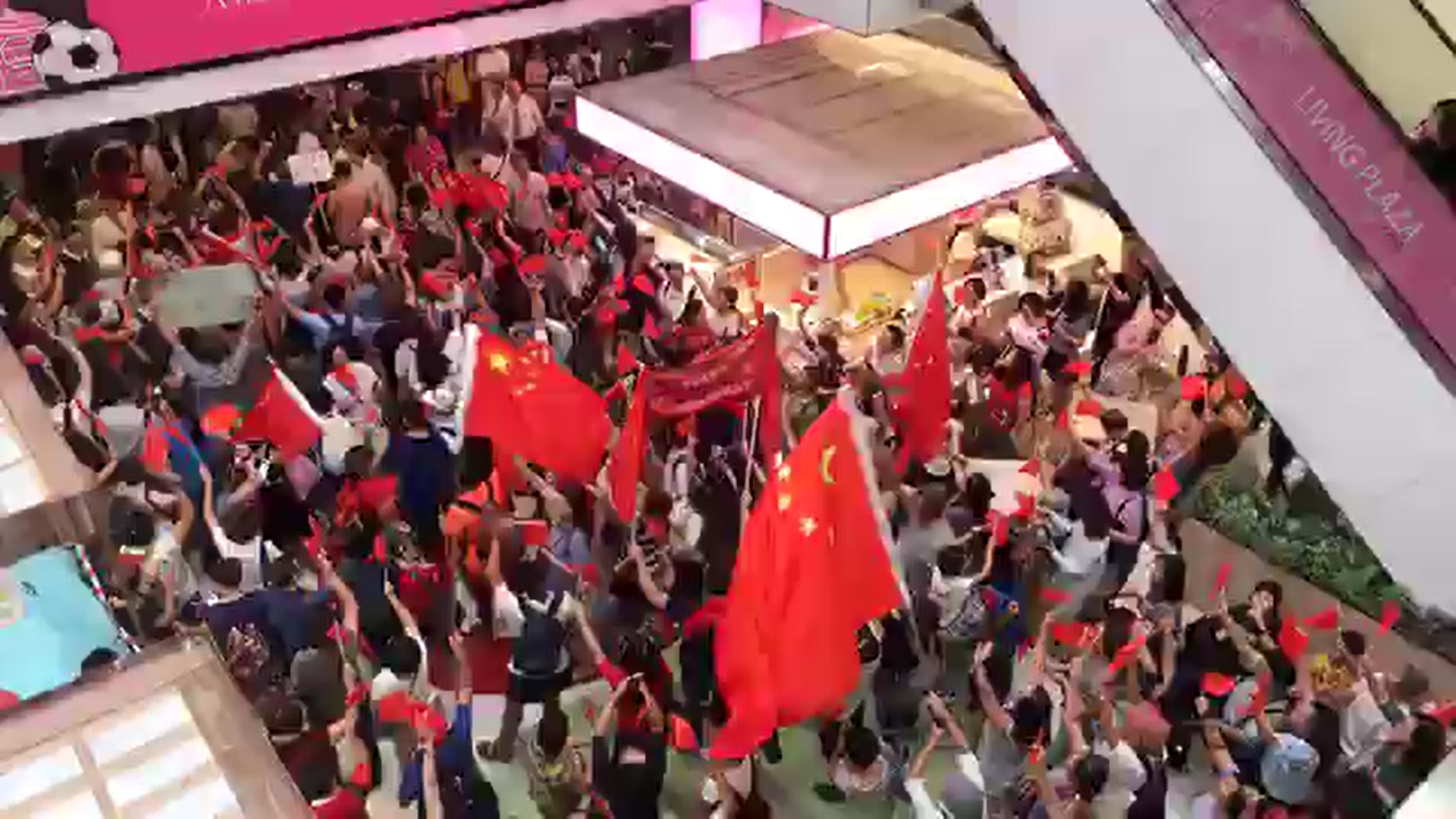
2019年9月14日，有市民響應網上號召，前往九龍灣淘大商場揮動中華人民共和國國旗

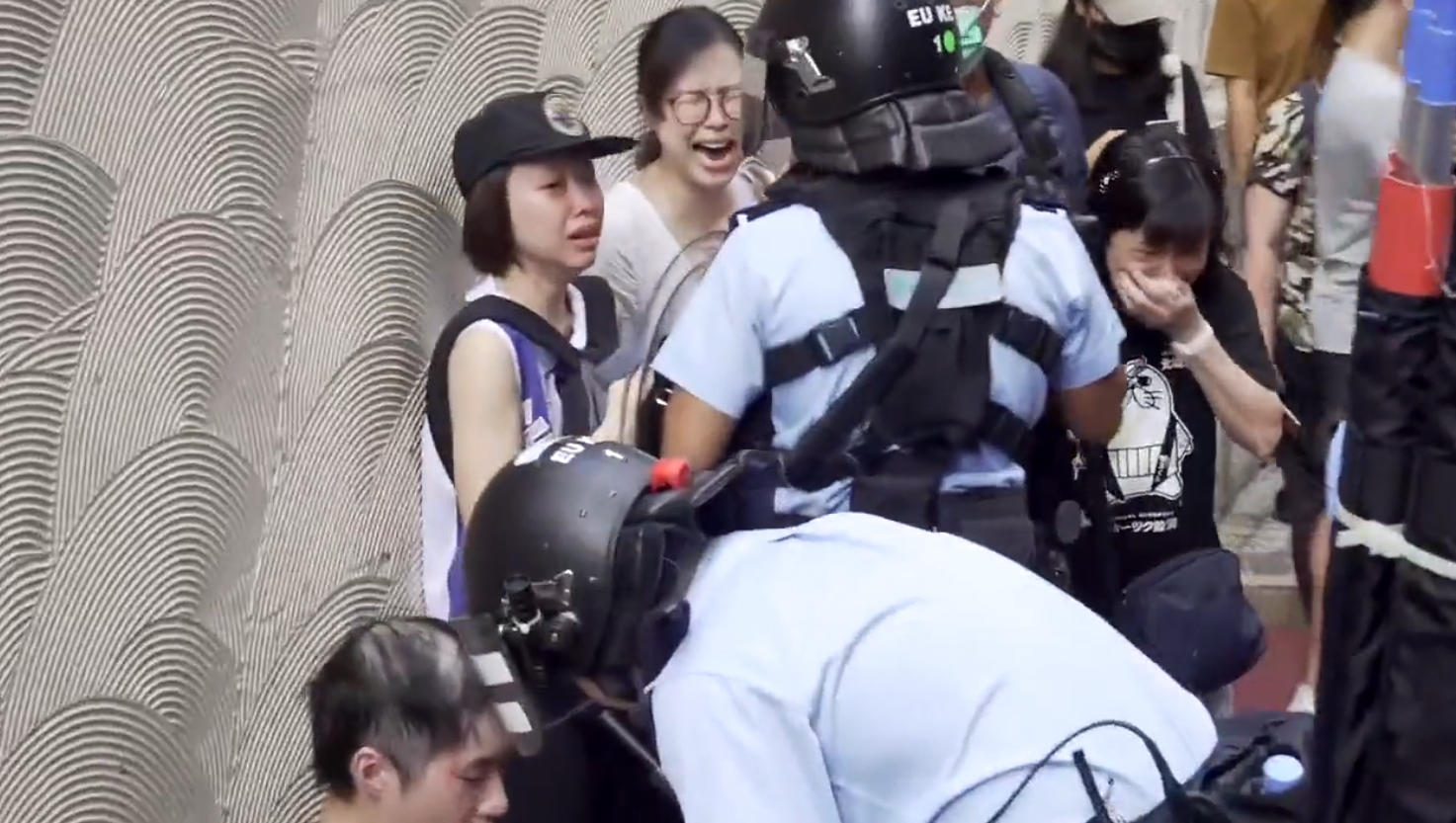
有年輕人在淘大商場外被制服後，有市民哭起來，批評警方使用武力和不明白為何要作拘捕

下午2點半，逾300名手持中華人民共和國國旗的「撐警人士」到九龍灣淘大商場聚集，在中庭揮動中國國旗並高唱《義勇軍進行曲》，期間不同意見的市民互相指罵和打鬥。到下午3點15分，持圓盾的警員到場，在商場內外無差別拘捕至少10名青年，當中包括在淘大商場落巴士的市民和在商場內用膳的23歲少年。有居民的父親見到兒子被警方制服帶走後，到場要求警方解釋和批評警方針對年輕人而進行濫捕。另外亦有街坊打扮的人士被警員帶走，引起在場市民不滿指罵。其後商場內發生零星衝突，當中有中年女子被發現持有一份保險索賠申請表及數張「樊潔玲醫生」收據，其中一張的日期為9月16日，因當時只是9月14日而被質疑是虛假應診證明。事後港大要求港大深圳醫院院長即時暫停該名醫生職務。
晚上近9時，數十名淘大花園居民到管理處，要求交代為何商場不拒絕警員進入商場，批評商場職員失職。而恒隆地產在9月15日深夜發出聲明，重申警方事前並無通知淘大商場管理處其行動，而管理處亦沒有報警。

### 警察搜查「國難五金」

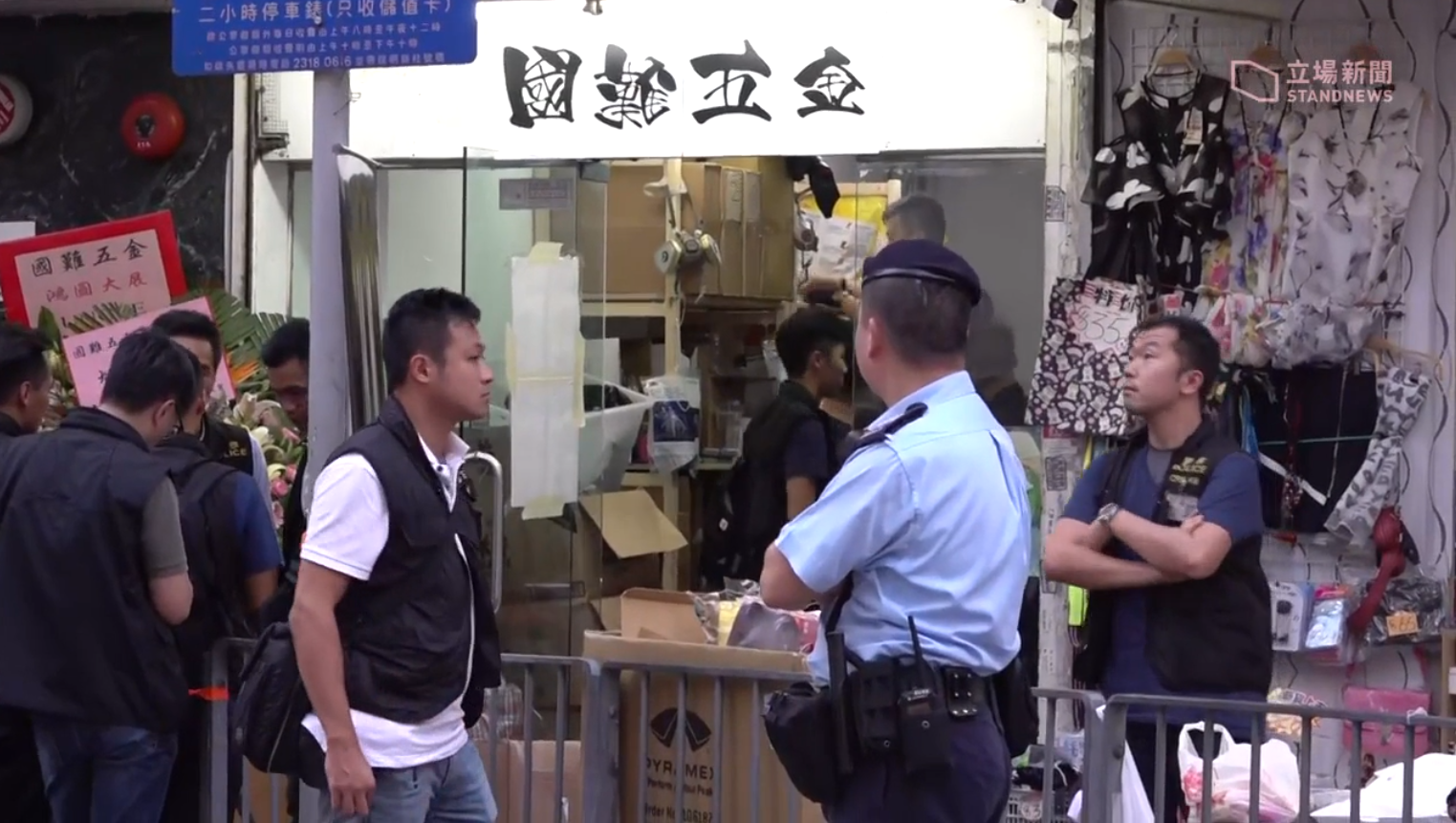
多名警員搜查「國難五金」

在示威現場附近以平價售賣頭盔、面罩等物品，位於深水埗的「國難五金」，下午店主「開業」時有多名警員到場搜查持續約1.5小時。現場有約40名市民圍觀，多次大叫「香港警察，吞槍自殺」和高唱《願榮光歸香港》。國難五金負責人李先生表示警員沒有搜到任何可疑物品。

### 「螢火之荊」集會
六名中學生發起在中環愛丁堡廣場集結，讓學生發表意見，活動名稱意指中學生有如螢火蟲，匯聚光芒及力量，希望令香港即「荊」逐漸重回正軌，並重申民間的五大訴求。發起人呼籲參加者在集會期間，到連儂牆或連儂人寫下心聲。

## 15日

### 「英國領事館請願」集會
「英屬香港 Britons in Hong Kong」發起集會，號召上百名網友到英國駐香港總領事館遞交請願書，呼籲英國政府承認《中英聯合聲明》已遭中國破壞，促請英國考慮給予BNO持有人英國居留權，並提供香港援助。

### 「港島行街」遊行

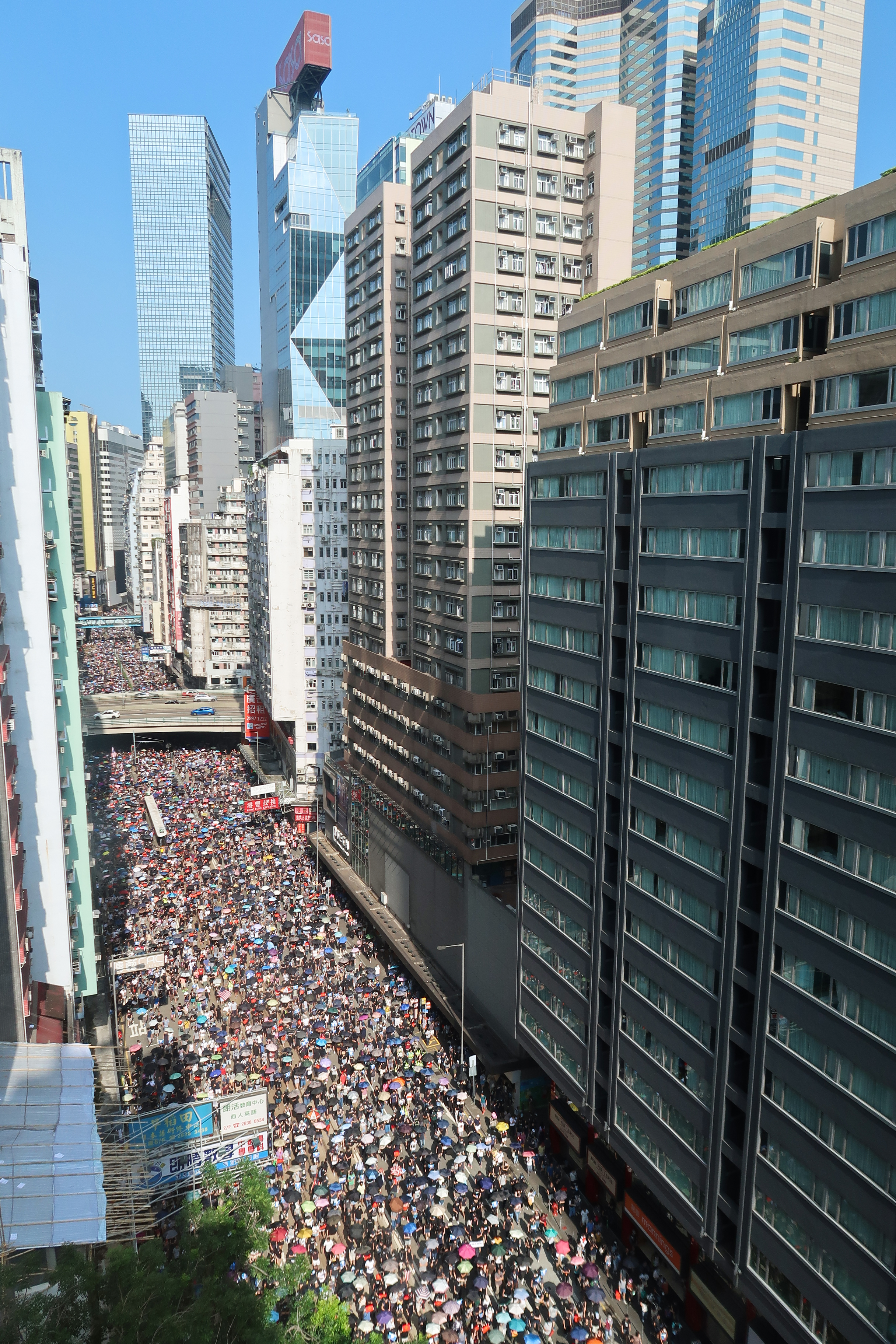
軒尼詩道有大批市民遊行到中環抗議

民間人權陣線原本計劃9月15日舉辦遊行，但遭警方反對。數以萬計的示威者無視反對，周日下午再次在香港港島區從銅鑼灣遊行到中環抗議。众多市民手持「赤納粹」红旗参与，又有人打出「黑警在此謀殺」横额抗议。示威者在不同的地點設置路障，並一度在道路多處放火焚燒雜物，破壞金鐘和灣仔地鐵站，以及破壞途中一些寫上慶祝中華人民共和國慶七十週年的廣告橫幅，甚至投擲汽油彈縱火。警方施放多枚催淚彈驅散，但示威者把催淚彈向警方投回去。水炮車多次發射水柱和藍色液體，示威者一度把汽油彈扔向水炮車，令水炮車一度起火。一名49歲男子送院后一度危殆，後經治療情況相對穩定。受游行活動影響，許多巴士一度改道，多個地鐵站因安全原因關閉，導致交通嚴重阻塞。
一名20歲聽障男學生被指在港鐵銅鑼灣站外企圖搶去警司胡椒噴霧，被裁定襲警罪成。辯方求情指被告雖成績欠佳，但會努力上進。不過裁判官鄭紀航卻指「努力到三科都 1 分？其他唔合格？」而被告母親的求情信提及孝順行為也被指「呢啲係應該呀？」。裁判官指被告沒有悔意，須判處羈留式刑罰，最後判被告入更生中心，並需要即時還押。離庭時被告向母親高喊，「媽，生日快樂！媽！」，其母親點頭，於散庭後失聲痛哭。到2021年9月20日，高等法院張慧玲法官認為上訴人未能完全跟上當時審訊的內容，認為控辯雙方及原審裁判官鄭紀航均有出錯,屬法律上的錯誤，形容「官犯錯，主控又犯，全世界都犯錯」,指出上訴人沒有得到公平審訊。最後裁定他上訴得直，撤銷其定罪及判刑，被告由於案情嚴重，下令案件須重審。
周晓东平日在茶餐厅兼职，遇袭时49岁。2019年9月15日下午5:00左右，他与朋友聚餐后回家路上遇到举美国国旗和日本国旗的示威者游行。周晓东质问这些示威者“知不知道国耻？日本侵略中国，香港也经历过三年零八个月。”随后大喊，“我是中国人，爱中国”。随后被黑衣示威者围殴。随后周晓东完全失去知觉，示威者们四散离开现场。媒体指，部分示威者撑开雨伞试图遮挡打人场景，但是仍有高处的摄像拍摄到了周晓东被围殴的画面。15日22时，香港医管局回复传媒查询表示，示威衝突共计有8名傷者，年齡在18至49歲之间，其中3人情況嚴重，包括一名較早前情況危殆的傷者，經治療後現已轉為嚴重；另外有3人情況穩定，2人經治療後已出院，沒有傷者死亡。

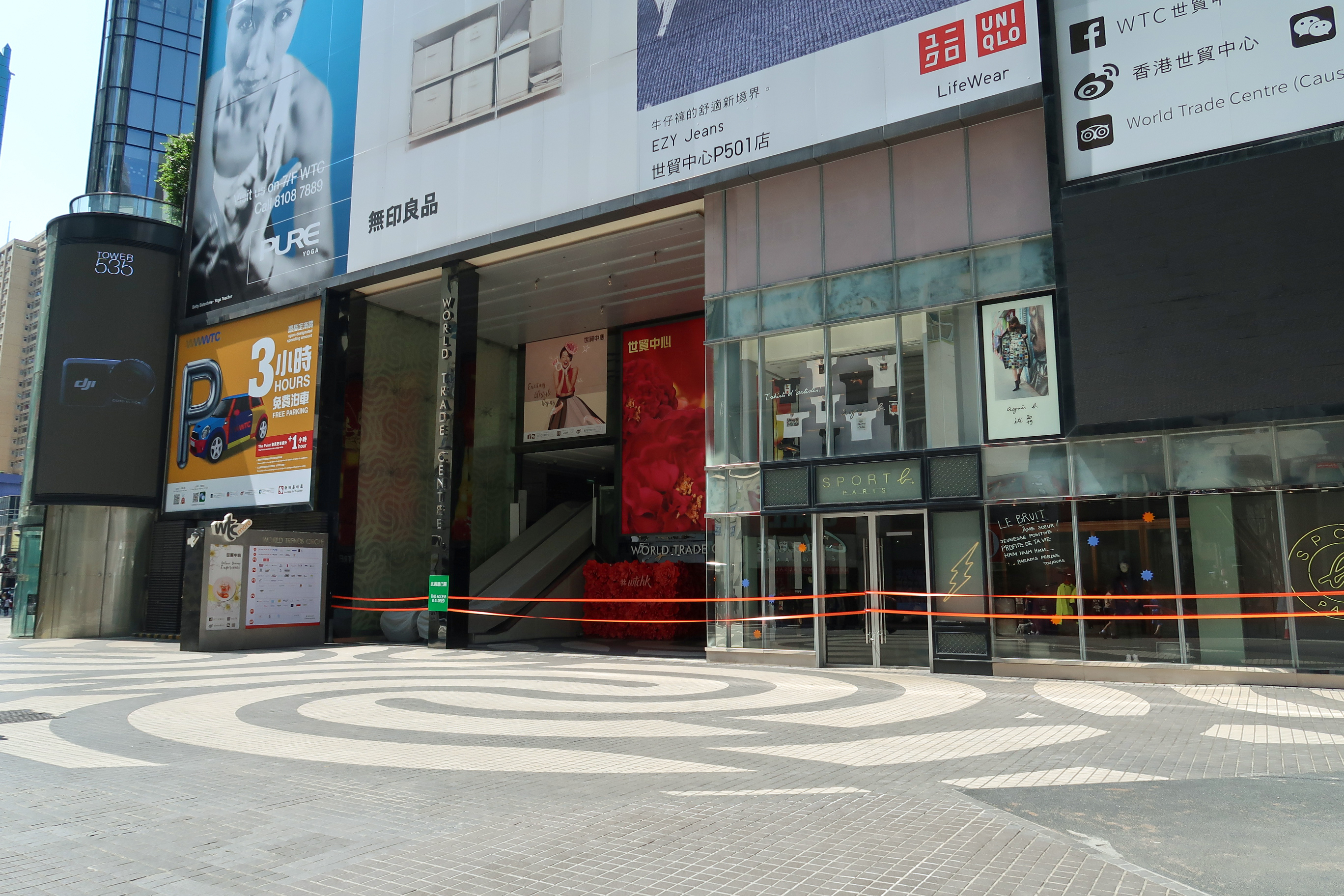
世貿中心商場在遊行當天關閉
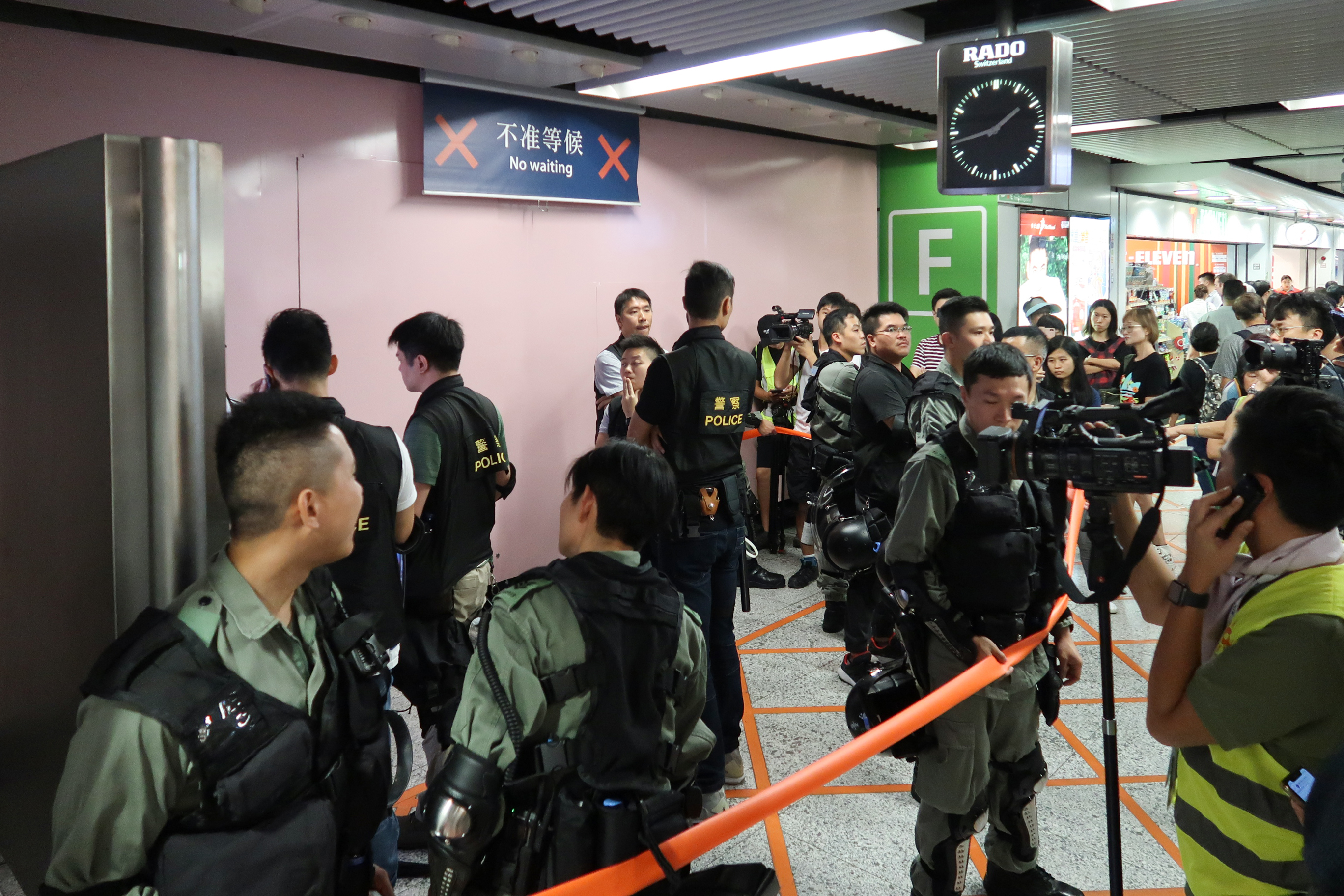
多名防暴警員在銅鑼灣站搜查穿黑衣的示威者
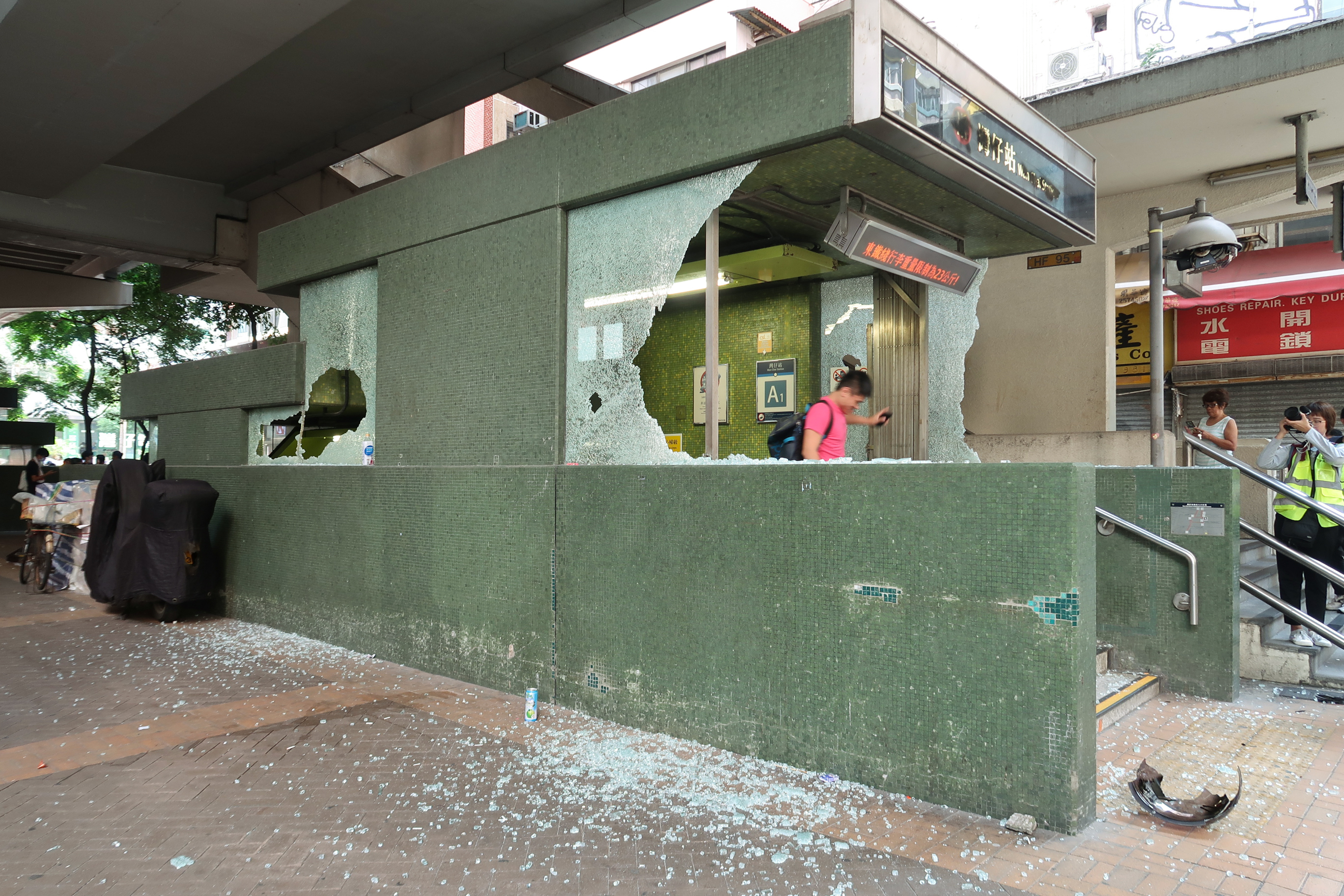
灣仔地鐵站出口玻璃被破壞
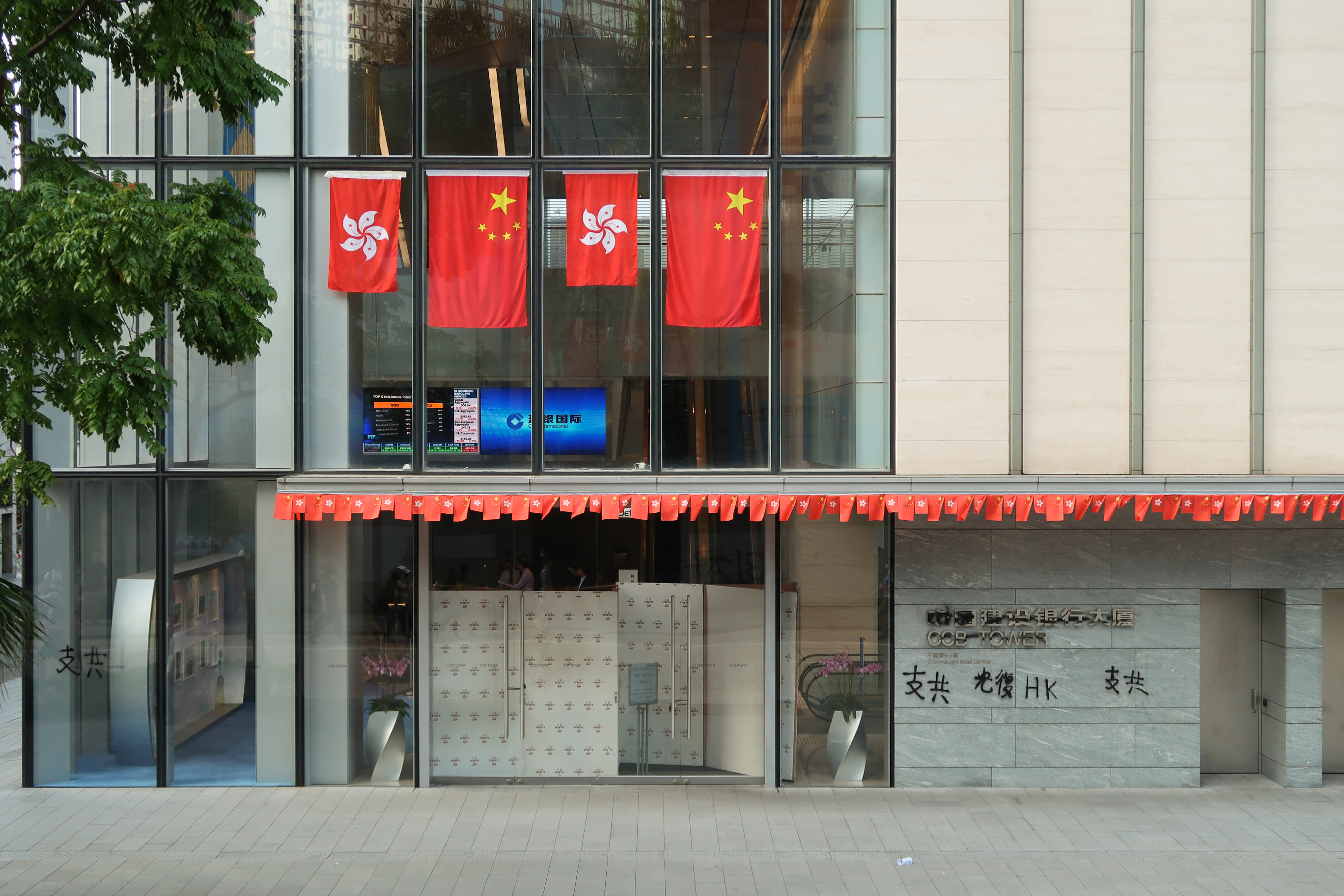
中國建設銀行大廈被寫上字句
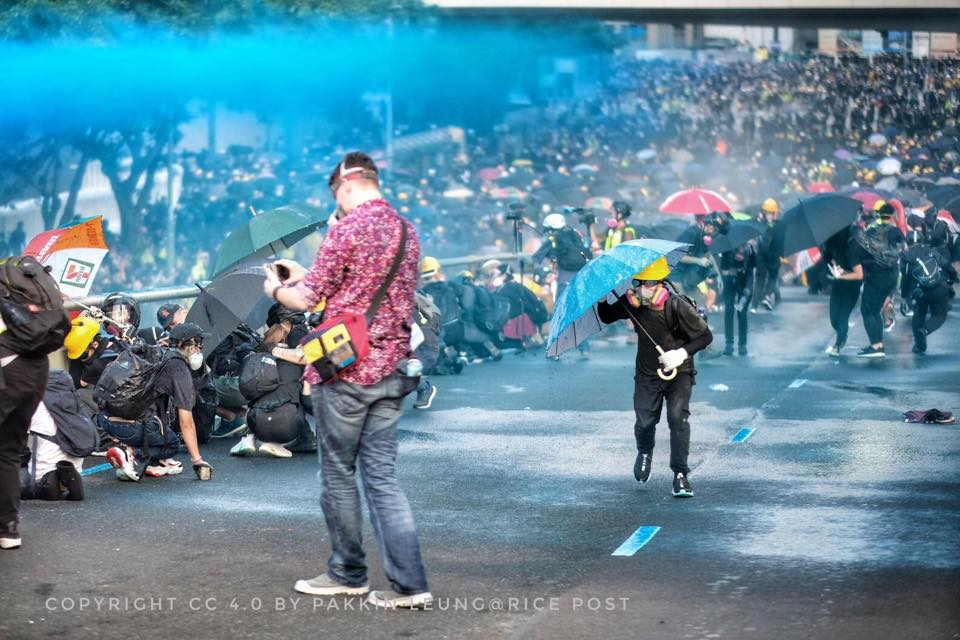
水炮車在夏愨道多次向人群發射水柱和藍色液體
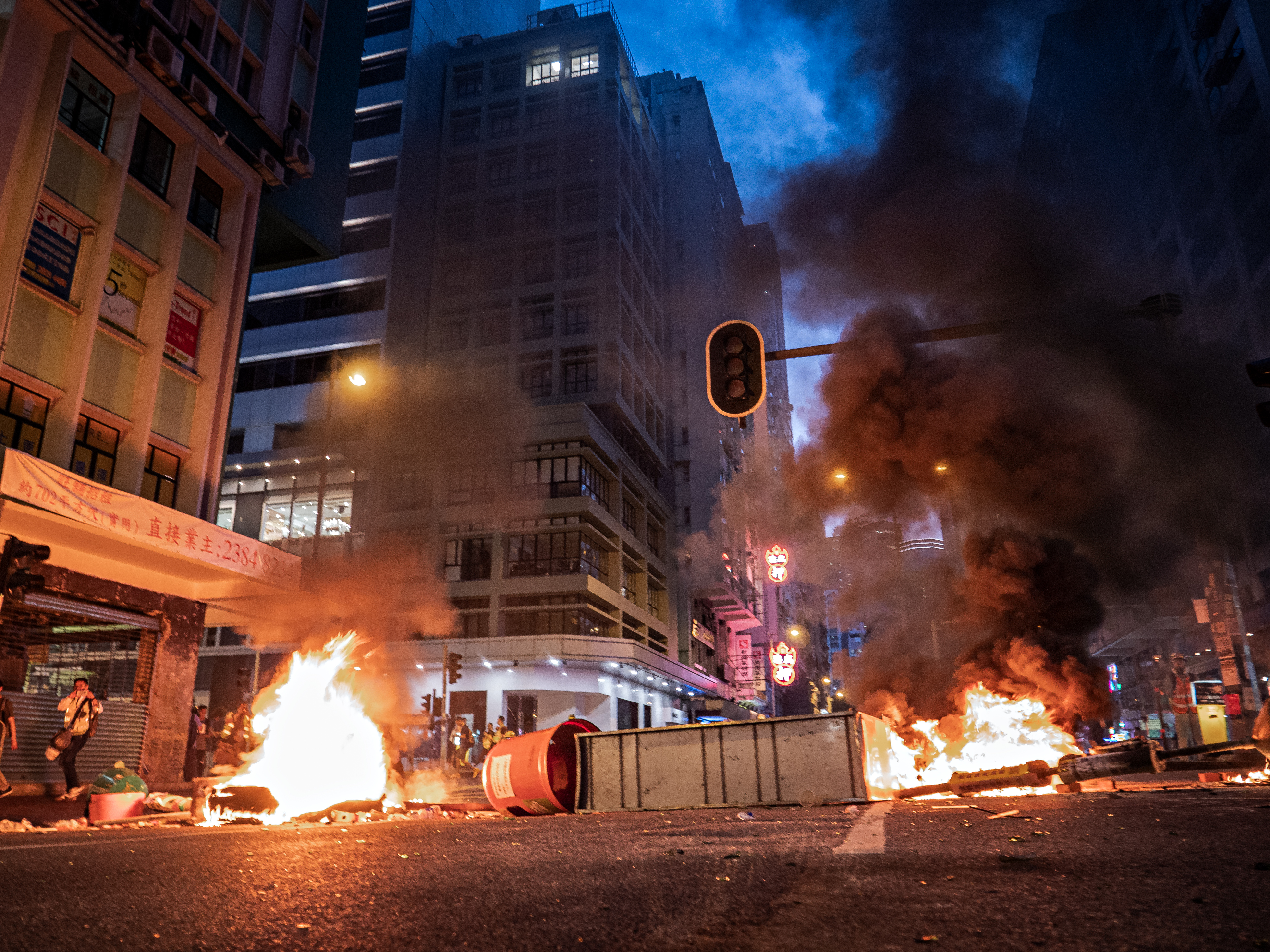
晚上，有示威者在灣仔縱火

### 炮台山和北角衝突
入夜後，衝突從香港金鐘，轉移至附近的灣仔和銅鑼灣。示威者在灣仔地鐵站外等多處地點放火，消防人員到場灌救。在北角和炮台山附近，一批穿著白衣和藍衣的懷疑「福建幫」中年男子高呼「警察加油」，持棍和摺凳與穿著黑衣的年輕人生爭執，有中年男子被人圍毆受傷，亦有黑衣青年被拘捕，而与他打斗的白衣男子则获放行，未有即场拘捕。期間有白衣人毆打記者，搶奪記者電話。其後警員進入「香港第一青年會義工團」會址調查，押走至少九人。
晚上約11時，香港浸會大學新聞系的一名學生記者被警方搜出一把「尖刀」（後記者家屬稱其為鈍頭餐刀）。他強調餐刀用來切月餅。但一名女警指「好難不懷疑」，遂將該記者拘捕。約11時半，立法會議員許智峯於北角調解一宗警員截查事件時，被警方以涉嫌阻差辦公拘捕。

### 「岳義士」襲警案
而晚上10时半左右，北角七海商業中心处一个穿“岳”字灰色衫的男子为解救其他3位示威者，用伸缩棍打向防暴警察，遭警棍爆头及近距离胡椒喷剂制服，頭破血流，被救3人逃脱。而“岳”字灰色衫的19歲男子被警方拘捕，他其後承認管有攻擊性武器及襲警罪，否認拒捕但罪成，被判入獄10個月。而網民以「岳義士」、「岳巴」、「岳男」形容他。
到2020年12月18日，陳以晉就拒捕罪上訴至高等法院，但遭駁回。高院原訟法庭法官張慧玲指出，所有呈堂片段未能顯示有任何警員用警棍毆打上訴人的頭部，無證據顯示上訴人如何受傷。而上訴人不作證，他向醫務人員的說法也不是本案證供，而原審裁判官的說法僅是推測，之後更指出所有控方證人是誠實可靠，認為上訴人在激烈抗拒下，警方使用的是合理武力，最後全盤否定醫療報告和原審裁判官的說法，是混亂中令自己頭破血流。旁聽人士大叫「手足撐住」。而他於2020年12月刑滿出獄。
特區政府對暴力行為予以最強烈的譴責，并稱暴力手段不是解決問題的方法。
到2023年1月，目前身在台灣就讀大學的陳以晉接獲律政司信件，指受傷警員放取78日全薪病假下，警務處處長有權追討近15萬元。他形容事件等同「要回家就要付這筆費用」，表明不會付錢。

### 中年同居情侶於新城市廣場持刀棍恐嚇市民
晚上，有人在新城市廣場舉行大合唱。到晚上11時，一名中年婦女疑舉機拍攝在場群眾引起不滿，其後數名保安護送下離場。當她們步出1樓上落客區時，女子出手施襲市民但不成功，而男友駕車到場後，手持棍恐嚇市民，雙方對峙後發生打鬥，最終兩名被告登車離去。之後警方控告他們於公眾地方管有攻擊性武器。裁判官香淑嫻認為男被告揮棍是為了保護女友，裁定罪名不成立，而女友因持利刀主動攻擊途人，裁定她罪名成立，判囚3個月。

### 程式設計員被指用鐳射筆照射休班警被捕
一名29歲程式設計員被指於2019年9月15日在港鐵屯門站F出口外以鐳射筆照射休班警而被捕。雖然他一度獲警方無條件釋放，並歸還證物，被告亦丟棄2支涉案鐳射筆。不過事隔逾一年後，被告在2021年3月再次被捕並遭起訴。辯方曾申請永久終止聆訊，但遭裁判官水佳麗拒絕。而辯方在審訊中曾傳召中大物理系高級講師湯兆昇（湯博士）挑戰控方的鐳射筆專家報告，不過主審裁判官施祖堯定性支鐳射筆必定屬攻擊性武器而裁定罪成。辯方指事件對被告來說落差甚大，更曾出現自殺傾向及患上抑鬱症，認為案件不及其他反修例案件嚴重。不過控方不同意此說法，而鐳射筆筆身上有危險的字句，加上被告犯案時蒙面，認為早有預謀。法官考慮被告獲無條件釋放後再次被拘捕及起訴而出現的心理狀況，酌情扣減刑期至監禁4個月。被告不服定罪上訴，高院原訟庭法官張慧玲在2023年7月7日頒判詞指，本案證供清楚顯示，上訴人用鐳射筆一而再照向休班警，原審裁斷並無不妥，終駁回申請，維持原判。

### 聽障男生襲警案
一名22歲聽障男生，被控2019年9月15日在港鐵銅鑼灣站C出口外，襲擊前高級警司。到2020年12月1日，經審訊被裁定罪成，被判入更生中心，申請保釋等候上訴亦被駁回。2021年1月6日，被告向高院申請保釋等候上訴獲批。同年9月20日，他不服定罪及判刑向高院上訴，指羅在審訊時戴着助聽器，加上法庭提供的耳筒，導致「疊聲」，而傳譯員因應疫情戴口罩，羅未能看到對方口唇，因此未能明白說話內容。高院原訟庭法官張慧玲指被告有嚴重聽障，認為他未能得到公平的審訊，裁定上訴得直，撤銷定罪及判刑，下令發還重審。案件在2023年1月4日在東區裁判法院處理法律爭議，辯方指被告所涉控罪為簡易程序罪行，控方在重審令頒布後逾6個月才送達控罪書，已過檢控期限，質疑法庭無權進行審訊，又批評控方做法令條文的立法精神變得「蕩然無存」。控方則認為法庭有責任根據條文字眼作詮釋，不應推斷或創造立法原意，又指條例並無提及檢控時限適用於重審。裁判官王證瑜聽取控辯雙方陳詞後，押後案件至1月17日就法律爭議作裁決，被告准以原有條件保釋。
到2023年1月17日，裁判官王證瑜駁回辯方申請，指被告在被捕後6個月內提堂，符合《裁判官條例》下的規定，故法庭有司法管轄權處理。辯方隨即指，被告或會就是次法律爭議的裁決提司法覆核，申請將案件押後再訊，以待向被告索取指示。裁判官遂押後案件至2月17日再訊，視乎被告是否提覆核，再決定本案的進展。案件在同年5月底進行重審，辯方早前反對被告招認呈堂，當中涉及「我一時衝動先會打警察，阿 sir 對唔住，畀次機會我」等內容。裁判官鄧少雄指，被告錄取口供時，沒有合適手語專家在場，又指他當時肋骨骨裂，不論原因為何，被告都不應該在受傷情況下錄取警誡口供。他認為無法在毫無合理疑點下，證明被告在公平情況下獲取警誡供詞，裁定剔除其招認。裁判官同日裁決指，案發時環境混亂，人群擠湧或令被告失平衡跌向警司，令他誤以為被告想搶奪其手上的胡椒噴劑。裁判官又指，「襲擊」等法律觀念不易理解，被告非常不可能地將「搶奪警司的胡椒噴劑」，在事出突然、情緒混亂下，說成「打警察」。他又指，當時有片段錄到，一名不知名警員對其他警員說「我同阿 sir 對埋故仔先」，「本席認為不論該不知名警員說以上說話時，只是態度輕率，沒有好好選擇他使用的字詞，還是另有別情，從當時環境來看，都是令人不安」，終裁定罪名不成立。

## 16日

### 成立對話辦公室
政策創新與統籌辦事處於9月16日成立「對話辦公室」，由創新及科技局前常任秘書長卓永興擔任總監，以協調特首早前提出成立的對話平台。

### 浸大校園遊行
下午2時半，過百名學生在浸大校園內遊行要求校方承擔責任，支援被捕學生。其後學生因校方拒絕譴責警方而不滿，到行政大樓8樓校長室要求與校長錢大康會晤並試圖強行打開門鎖，亦有學生以噴漆遮蓋閉路電視。面對學生質問，浸大新聞系系主任劉志權將自己形容為「茄哩啡」。被捕學生於當晚獲釋。

### 稅局靜坐活動
午飯時間，有約30人於灣仔稅務大樓內靜坐，重申五大訴求。

### 沙田區人鏈活動
晚上，有人於沙田廣源邨築成人鏈，一度延伸至香港恆生大學，期間懷疑有人向人鏈發射波子。

### 「拒絕噤聲 凝伙結伴」集會
社工界及社工系學生於中環愛丁堡廣場舉行集會，表達堅持社工維護人權和社會公義的社工價值，並聲援於反修例運動中被捕的前線社工。

### 醫護界集會
醫護界於威爾斯醫院集會，有約五百名醫護人員組成人鏈，連接威院新舊座的天橋，大部分參加者身穿制服及手持標語，要求政府回應五大訴求。

### 「彩虹大合唱」活動
有網民發起於彩虹邨停車場上蓋的籃球場作「彩虹大合唱」，大批市民響應到場。眾人以手機燈光，伴隨《願榮光歸香港》歌聲，表達民間五大訴求。

## 17日

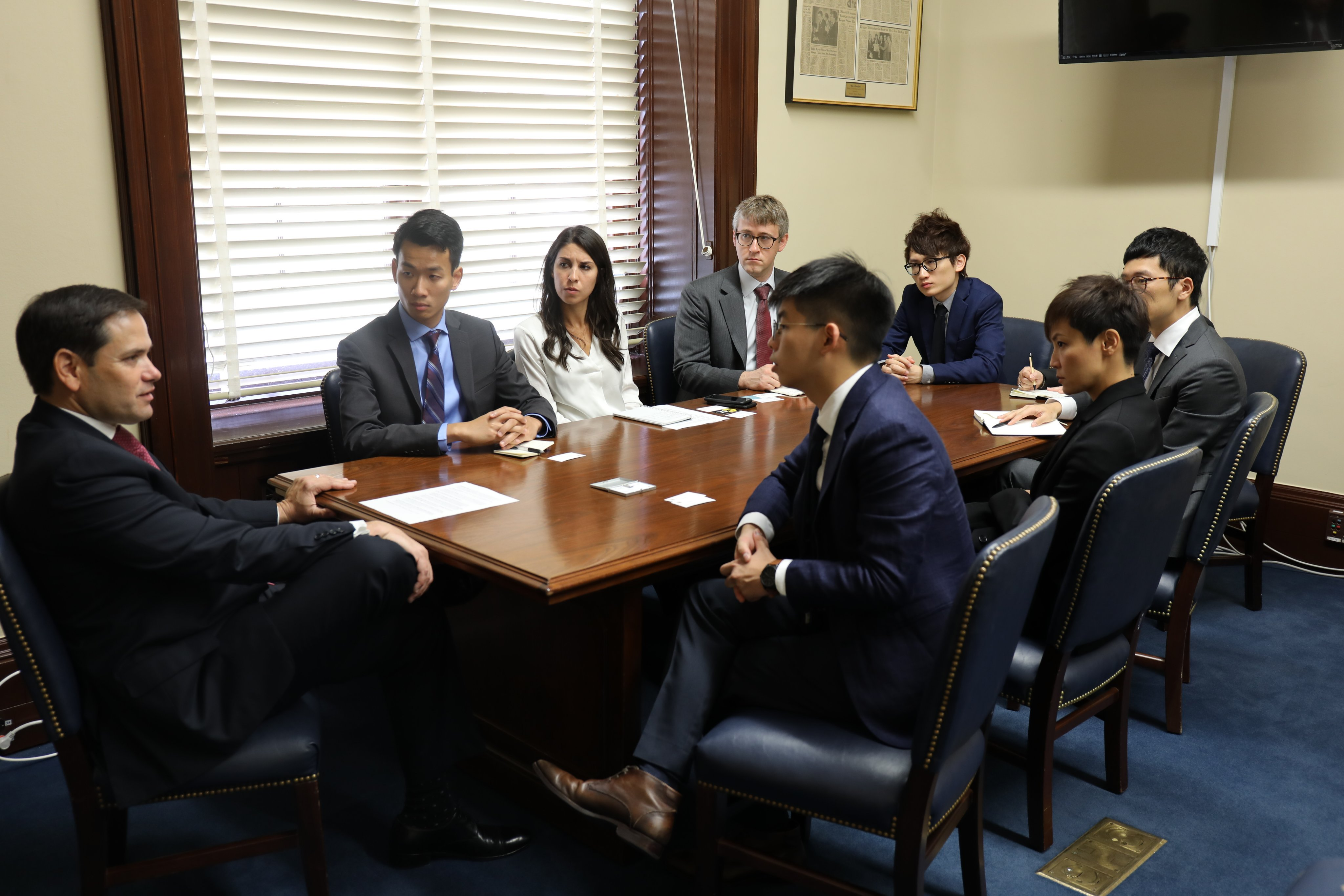
美國國會及行政當局中國委員會舉行聽證會，香港眾志秘書長黃之鋒，在美國耶魯大學進修的羅冠聰和歌手何韻詩等均有出席，呼籲通過《香港人權及民主法案》

### 抗日英烈紀念碑被破壞
在九一八纪念日前夕，香港唯一一个国家级抗战遗址，烏蛟騰抗日英烈紀念碑多处被涂污，被喷上“反送中”、“反送中列士”等字眼。17日晚间，多个香港市民群体赶到纪念碑，连夜将污迹清洗干净。

### 中環人鏈活動
數百名市民晚上在於中環天橋築人鏈，由中環碼頭天橋經交易廣場，一直延伸至德輔道中近恒生銀行總行，他們高舉標語並高唱《願榮光歸香港》。而港鐵中環站內有多名防暴警員戒備。

### 聲援「岳」男
數百名市民到東區裁判法院聲援「岳」男。

### 「粉嶺大合唱」活動
有網民發起於粉嶺碧湖花園商場集會，並高唱《願榮光歸香港》。

### 美國國會及行政當局中國委員會聽證會
香港眾志黃之鋒、藝人何韻詩等人在美國「國會及行政當局中國委員會」（CECC）聽證會上作證，支持港人反對修訂《逃犯條例》。

## 18日

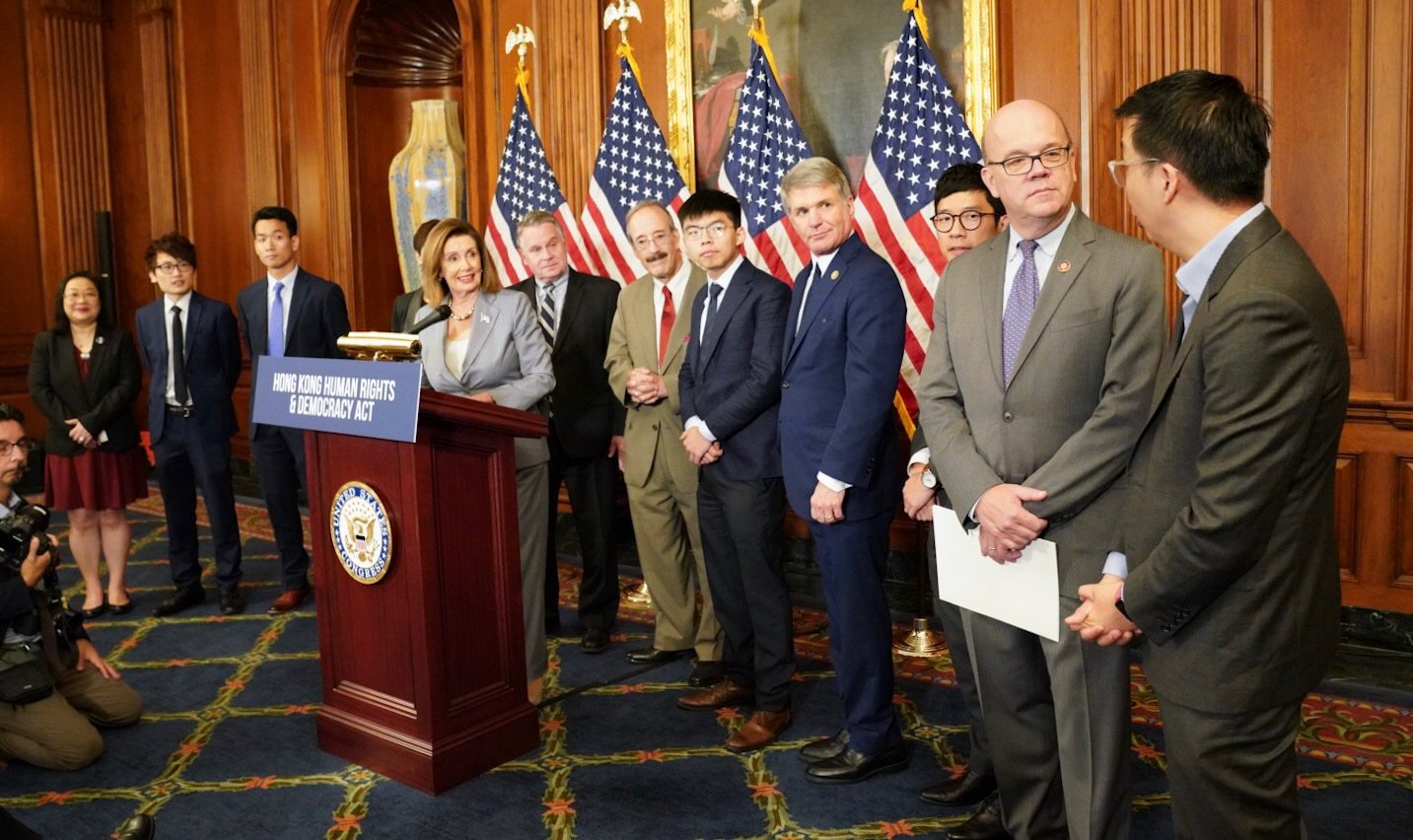
美國眾議院議長南希·佩洛西聯同民主、共和兩黨議員，與香港眾志秘書長黃之鋒、於耶魯大學攻讀碩士的香港眾志常委羅冠聰，以及歌手何韻詩一起開記者會。宣布美國國會將審議《香港人權與民主法案》，支持香港爭取民主和自由

### 行政長官對話會
行政長官林鄭月娥邀請全港區議員晚上到政府總部出席對話會，但民主派多個政黨表明拒絕出席，而建制派政黨則容許區議員自由決定是否出席，經民聯深水埗區議員吳文廣認為只有兩小時的會面乃難以充份表達意見，而民主黨南區區議員羅健熙認為，政府漠視社會對反修例訴求，認為對話亦無意義。

### 美國國會聽證會
香港眾志秘書長黃之鋒及藝人何韻詩到美國國會講述香港最新局勢，黃之鋒形容香港正在危險地邁向「一國一制」，政府並不理會市民持續上街所表達之訴求，而何韻詩則批評，行政長官林鄭月娥態度傲慢，持續誤判形勢，並同時形容香港已變成「警察城市」，促請美國國會通過《香港人權與民主法案》。特區政府發言人對個別港人的舉動表示深切遺憾，重申外國議會不應以任何形式干預香港特別行政區的內部事務。而中國外交部发言人耿爽在例行记者会上亦重申香港事务纯属中国内政，敦促美方及其他有關方面不要插手香港事务及干涉中國内政。同时警告任何挟洋自重、反中乱港的图谋亦注定是徒劳和失败的。

### 夜馬賽事取消
9月18日當晚，有賽馬賽事於跑馬地馬場舉行，立法會議員何君堯名下愛駒「天祿」亦有參與當晚的二班一千米賽事，有網民發起於當晚圍堵跑馬地馬場，香港賽馬會因考慮馬匹、騎師、員工和馬迷安危下決定取消當晚賽事。

### 國慶煙花取消
港府宣佈，基於公眾安全和當前情況，決定取消10月1日的國慶煙花匯演，為雨傘運動以來首次，亦是回歸以來第三次。

### 「球迷大和解」集會
超過一千名不同足球隊球迷響應網上號召，晚上7時半於維園足球場聚集，並築起人鏈、高叫口號和合唱《願榮光歸香港》。前立法會議員梁國雄亦有出席。

### 何君堯發起清潔香港運動
立法會議員何君堯發起於9月21日進行的「清潔香港運動」，邀請香港市民「把影響市容的垃圾撕掉，洗淨牆壁，同時人心也要洗，匡正校內校外學習環境」。

### 「勿忘國恥，歌唱祖國」遊行
有人因應九一八事變88週年，舉行「勿忘國恥，歌唱祖國」遊行，由尖沙咀太子酒店外遊行至天星碼頭。遊行即將開始時，起點有約30人聚集。香港政研會主席鄧德成到場稱因為氣氛緊張取消活動。
活動宣布取消後仍有十多人逗留，有人揮舞中華人民共和國國旗和呼叫「支持警察」等口號。其後近百名反修例人士跟隨和包圍遊行人士，又高叫「光復香港，時代革命」等口號和播放反修例歌曲。遊行人士其後獲安排登上警車離開，引起在場人士不滿。

### 九龍塘快閃音樂會
網上發起於晚上6時40分起舉行快閃音樂會，演奏《願榮光歸香港》，路線由香港城市大學到又一城。當晚樂隊有超過30人，又一城亦估計有數百至一千人聚集，路線沿途亦有人加入快閃唱歌和高叫「五大訴求，缺一不可」等口號。

### 黃奇帆發表涉港言論
在香港社會動蕩，經濟下行之際，曾任重慶市長、目前為中國國際經濟交流中心副理事長的黃奇帆在一次主題為《新時代中國開放新格局、新趨勢和中美貿易摩擦》的演講中，提到了香港存在的意義不能用GDP來衡量。并從海外投資和貿易的例子證明香港對中國大陸的重要性，最後總結時呼籲不要有「中央現在看香港亂了，覺得香港不行了，就要用深圳去取代它」的想法。

## 19日

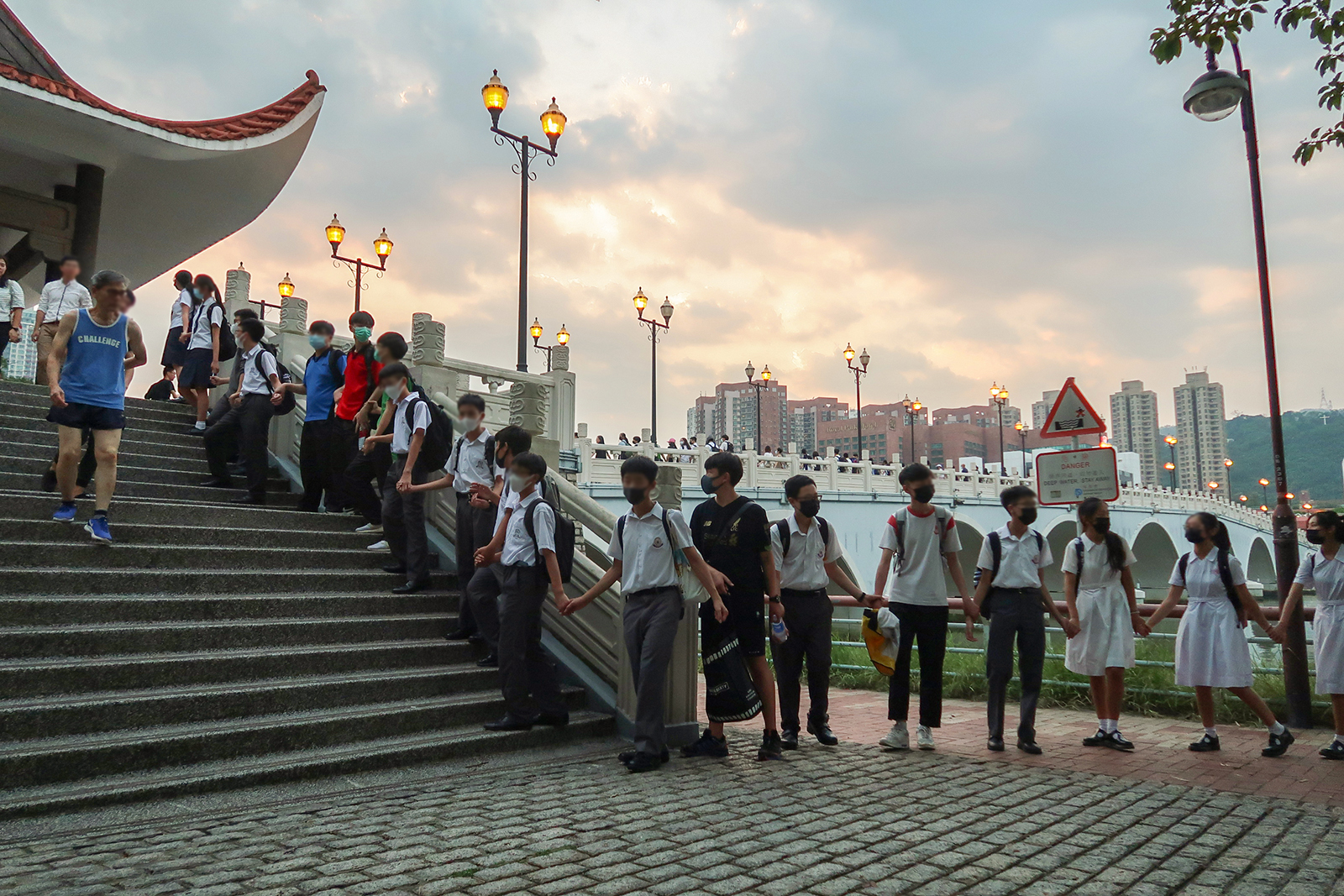
下午5時，沙田近30間中學在沙田城門河一帶發起「沙燕兒女，衛我家園」的人鏈活動

### 科技大學人鏈活動
下午1時，香港科技大學內築起人鏈，參與者高呼「五大訴求，缺一不可」、「Free Hong Kong, Democracy Now 」、「光復香港，時代革命」等口號並高唱願榮光歸香港，逾1100人參與。

### 「沙燕兒女，衛我家園」人鏈活動
下午5時，沙田近30間中學在沙田城門河一帶發起「沙燕兒女，衛我家園」的人鏈活動。示威者轉場去新城市廣場後，一名身穿白衣青年被指拍攝聚集人士「大頭」，雙方發生打鬥。

### 深水埗站打鬥
深水埗站發生打鬥事件，事发有中年男子声称另一女子跳闸并捉住她，女子指被該男子曾熊抱並非禮她。中年男子与其他市民发生争执，大批市民於站內聚集，控制室門外遺下兩個破裂的玻璃樽，又有帶口罩男子遮擋及用腳踢站內入閘機。隨後男子在警察護送後坐警車離去，約30名示威者於深水埗警署附近聚集，直至晚上9時陸續離去，被指跳闸女子确认有拍卡付费。

### 社區對話
特區政府行政長官林鄭月娥計劃於9月26日晚在灣仔伊利沙伯體育館舉行社區對話，參與名額為150人。

### 「快解僱黑心醫護」集會
團體「保衛香港運動」約50人到醫院管理局舉行集會和遞信，促請醫管局主席梁智仁盡快徹查和解僱違反專業守則、發布仇警言論的醫護人員。

## 20日

### 荃灣區人鏈活動
荃灣10間中學發起人鏈活動，下午5時開始集合，6時開始築人鏈，晚上8時結束，但在活動期間，懷疑有人在南豐中心內向一名男子施襲。

### 清潔香港運動如期舉行
何君堯早前曾為「清潔香港運動」向警方申請不反對通知書，但警方表示收到主辦方通知取消活動。何其後於社交網站直播公布，只是撤銷向警方申請「不反對通知書」，但活動如期舉行。

### 「反對匯豐打壓」集會
金融及銀行業發起在中環遮打花園舉行集會，反對早前匯豐銀行解僱一名參與罷工的外判員工。

### 「天水圍合唱」活動
過百名市民在天頌苑羅馬廣場聚集，主辦單位指希望透過活動呼籲眾人勿投票予民建聯，其間主辦方以投影機播音樂，眾人高唱《願榮光歸香港》、《肥媽有話兒》等歌曲。

### 太古城全民運動
過百人在太古城北京樓門口聚集，之後步行至鰂魚涌公園後開始慢跑，部分人邊跑邊叫口號、唱歌，亦有人在海傍逗留。其間，獅子山有鐳射光照向太古方向，在場人士則打開電話照向獅子山作回應。

### 「中環快閃唱歌」活動
數百名市民在中環置地廣場聚集，「快閃」叫口號及唱反修例歌曲。參與人士亮起手機燈，高叫「五大訴求，缺一不可」等口號，要求政府回應民間訴求。

## 21日

### 清潔香港行動
9月21日早上9时至傍晚18时，立法会议员何君尧发起在18区的“清洁香港活动”，香港多区市民响应。尽管因为安全考量，活动并没有计划清洁连侬墙，但仍有市民自发在街头清理示威者张贴的标语。

### 「屯門公園再光復」遊行

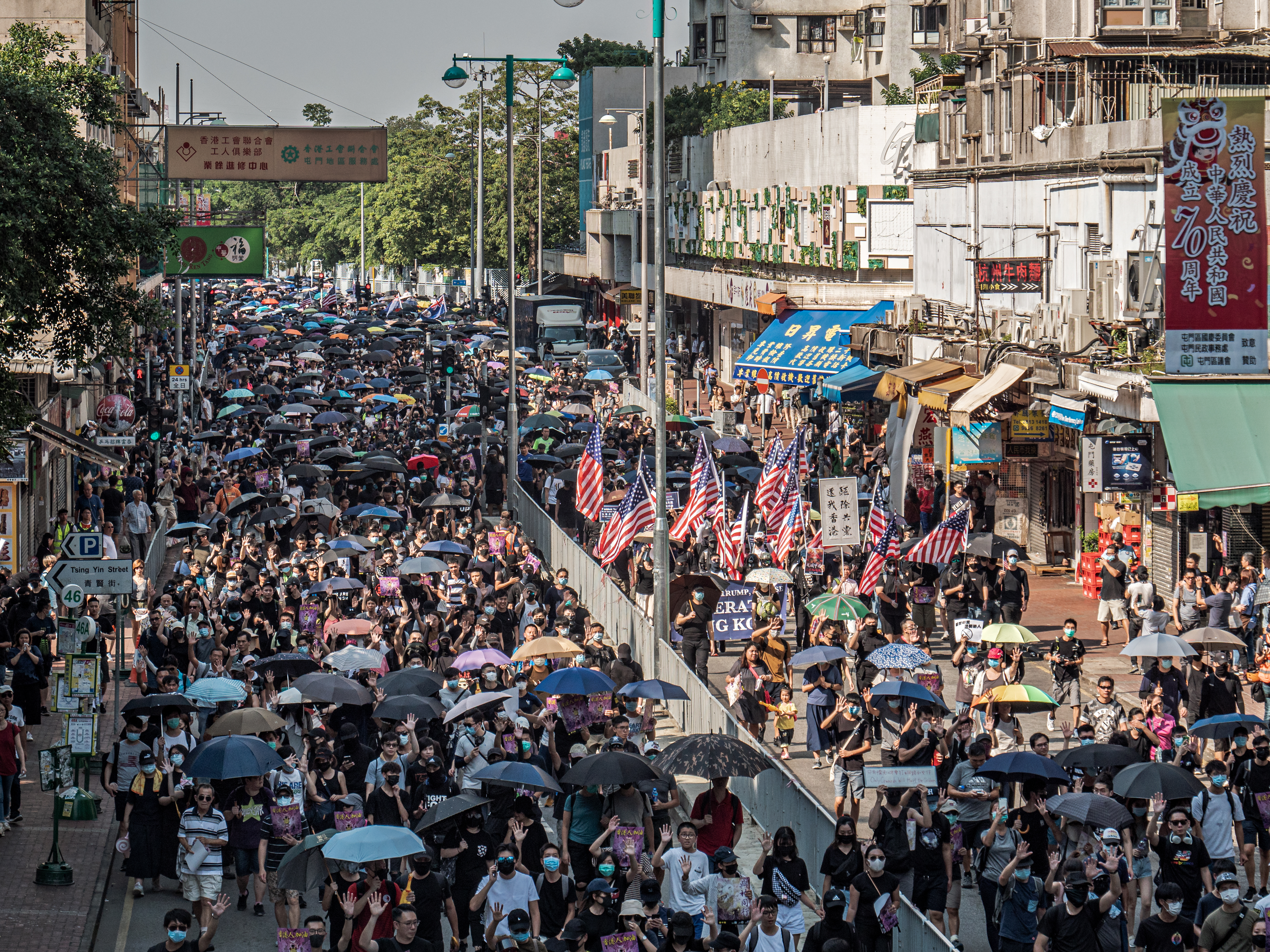
示威者遊行隊伍經過新墟屯門鄉事會路，不少人高舉美國國旗

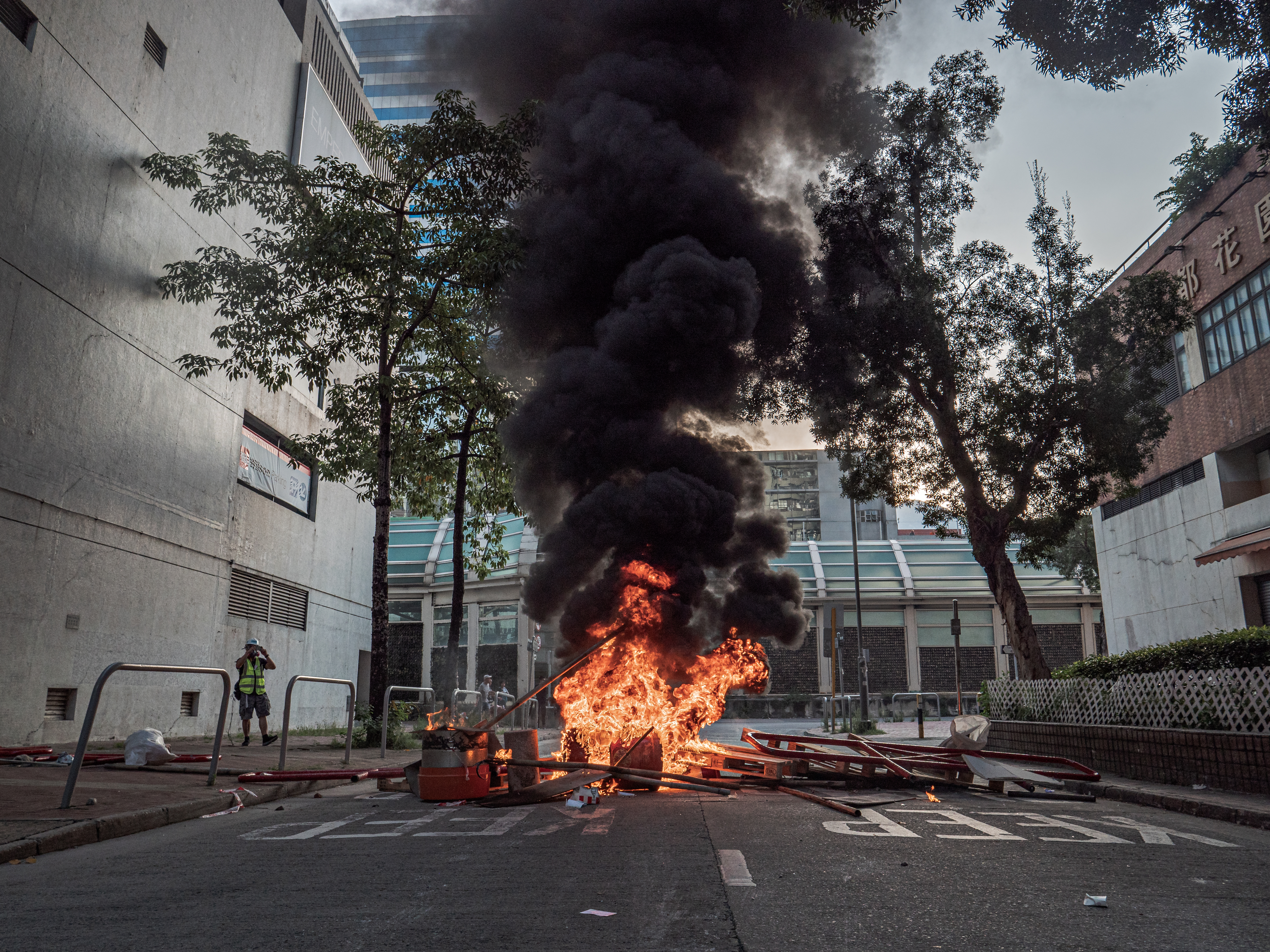
示威者於屯利街近華都花園設置路障和焚燒雜物

9月21日，屯門公園衛生關注組成員在新界屯门举行「屯門公園再光復」遊行，从屯门公园游行到屯门政府合署，促求修改《遊樂場地規例》，禁止一切在公園範圍內涉及任何形式金錢之打賞、行乞和捐贈及要求康文署加強執法及檢控違法行為等。不過在遊行期間，警方已經在周邊派出多個防暴警員戒備，引起市民不滿。其后游行演变为警民冲突，警方发射催泪弹清场。下午4時，大會宣佈遊行提早結束，有示威者将中华人民共和国国旗拆下并烧毁，还於鄉事會路外掘磚。之后又有示威者進入輕鐵市中心站的路軌收集石塊搬出馬路，并破壞輕鐵站内的设施。警方于当晚拘捕拆下并烧毁国旗的一名13岁女童，涉嫌“侮辱国旗”，后于翌日获准保释。11月22日，该女童在屯门法院少年庭认罪。裁判官水佳丽在审判时表示，其行为极度侮辱国家和民族尊严，行为不能接受，并告诫她要多了解中国历史和国旗意义。该女童随后获准保释，至12月13日判刑。另一名嫌疑人鄧智樂则在2020年4月15日认罪，法院判处鄧智樂接受240小時社會服務令。24日，律政司申請刑期覆核，上訴庭改判鄧智樂監禁20日。
另一方面，港鐵應警方要求，在遊行前已關閉屯門站和在下午約6時停止區內的輕鐵和巴士服務，居民只能徒步回家和去其他地方。

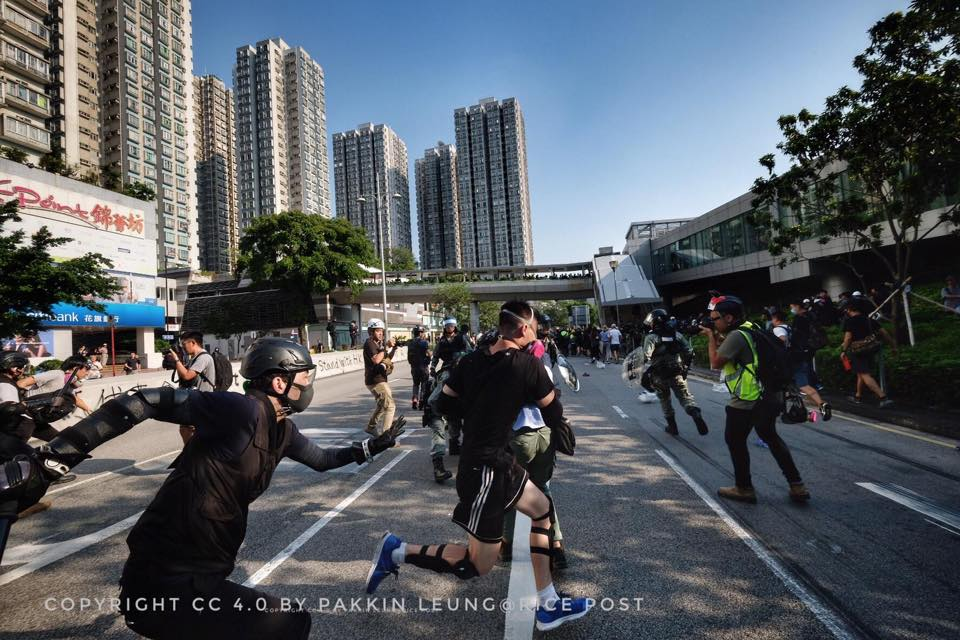
速龍小隊在屯門鄉事會路追捕示威者
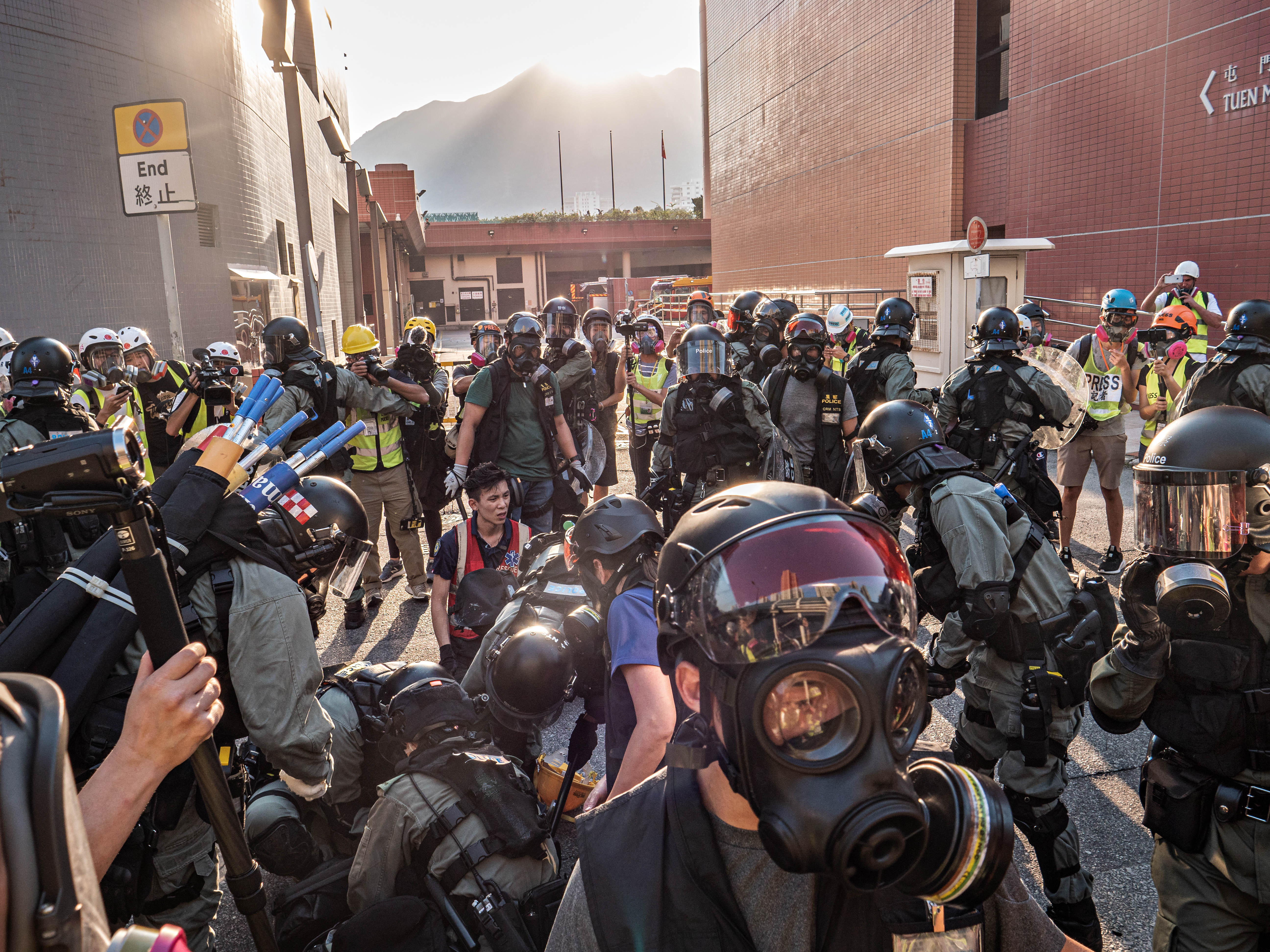
有救護員被防暴警察制服
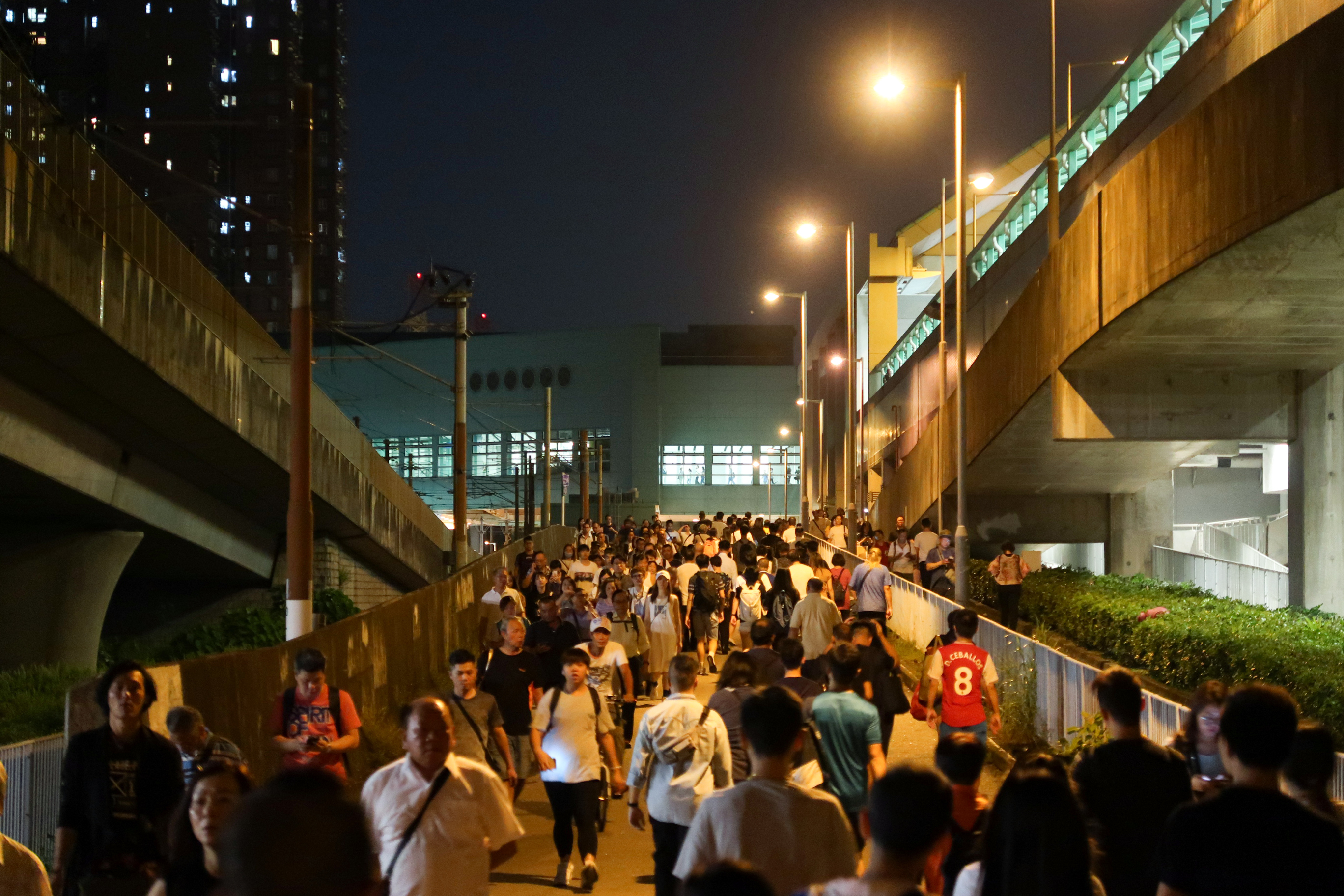
港鐵應警方要求，在遊行前已關閉屯門站，居民只能徒步回家和去其他地方
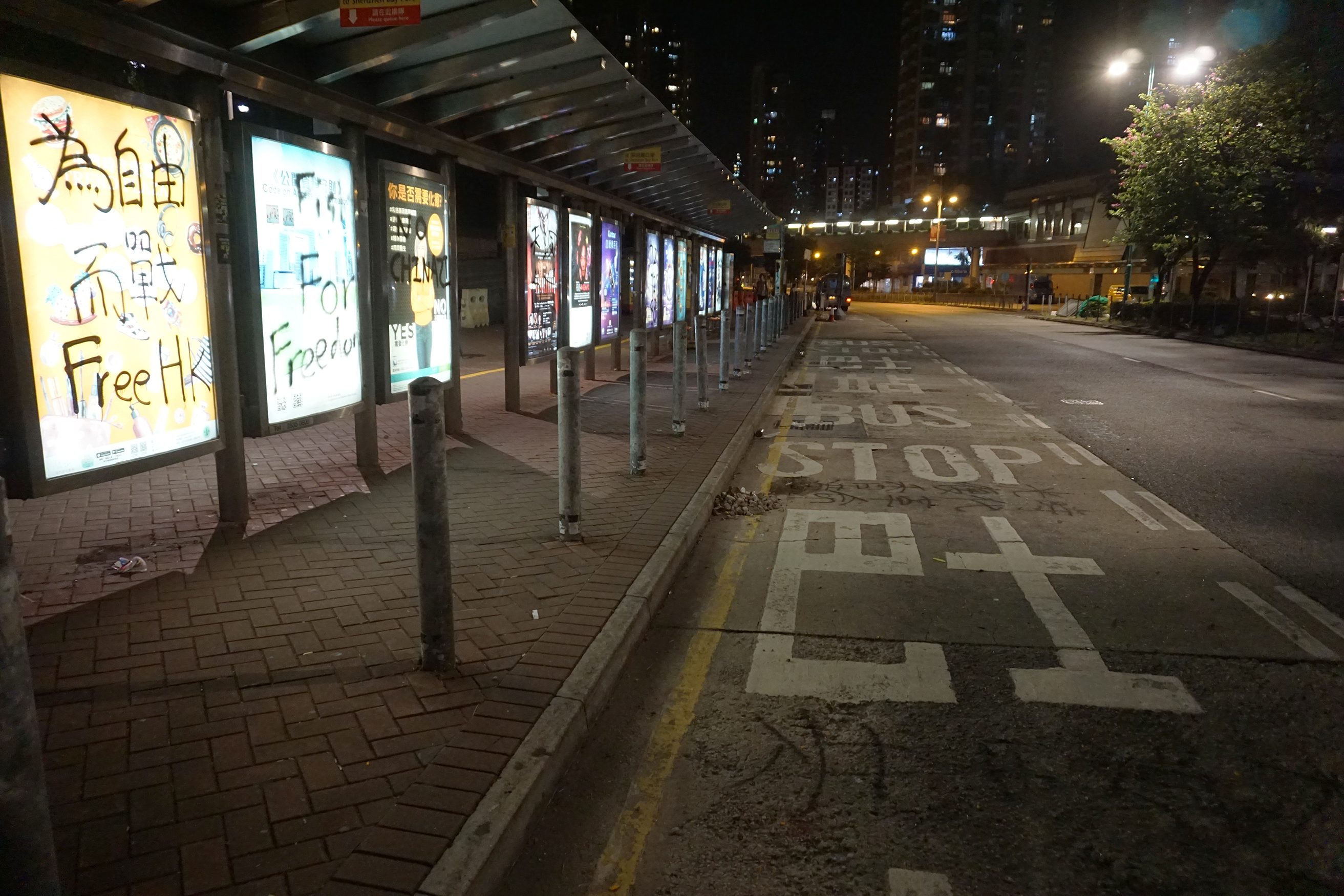
屯門市中心城巴B3X巴士總站被塗鴉
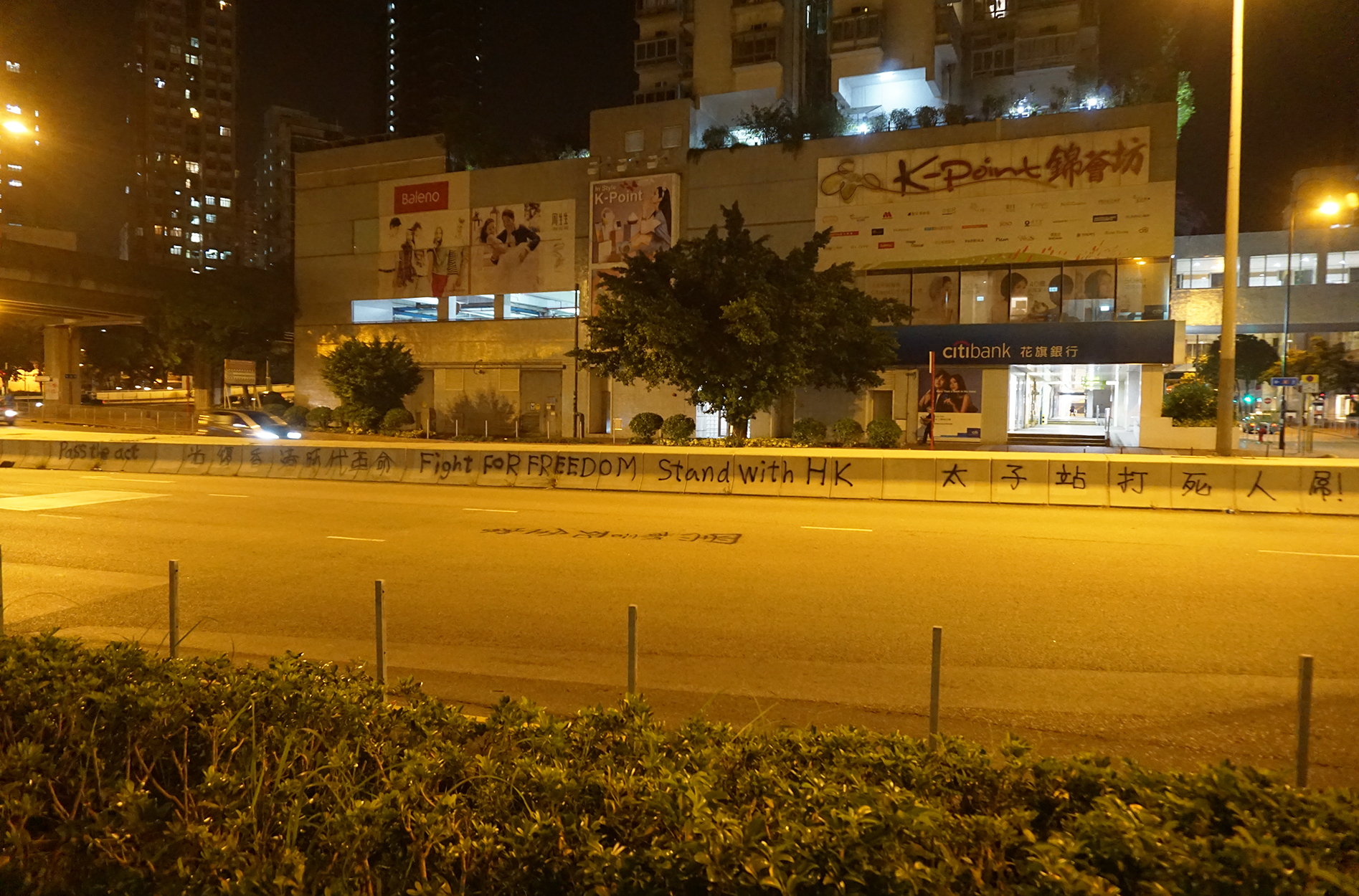
屯門鄉事會路石壆被塗鴉，路邊圍欄被拆除

### 旺角警署警民衝突
昨晚8時許，近百名市民再到太子站B1出口的花壇外聚集，有人將白色鮮花插在欄杆上，亦有人燃點香燭拜祭及焚燒冥鏹。其間爆發警民衝突，多名防暴警員衝往彌敦道追捕市民，一度向市民噴射胡椒水劑，更兩度衝出旺角警署驅散在場人士，至深夜現場傳出一發懷疑胡椒彈槍聲。至晚上10時許，大批警員走到街上清場，有警員踢翻花壇外的化寶盆，亦有警員截查黑衫青年，一名男子在弼街疑大罵警員，涉嫌在公眾地方行為不檢被帶走。
一名22歲理大學生在旺角彌敦道與太子道西交界的被搜出一塊布的玻璃樽、打火機燃料及一把鐵錘被捕，其後於2020年1月2日提堂，他否認控罪，又指有證物是被「插贓嫁禍」，反對所有控方證物呈堂，包括聲稱涉案的打火機燃料。辯方又透露，被告遭帶返警署後僅僅4分鐘，「乜都未做」，左眼便已被警員用警棍打腫。其後，有警員恐嚇被告「使唔使試下浸住個頭」、「信唔信我打爆你隻眼？」辯方指稱，警方拘捕時使用「過分的武力」，被4名警員分別壓在其頭部、背包、右手及雙腳小腿位置，又無出示委任證，偷看手機密碼取資料，並要求被告脫下內褲在證物之一「檢取手提電話聲明書」上假冒被告簽名，下體全裸供警員檢查傷勢。
到2021年10月11日，經審訊後，東區裁判法院裁定他罪名成立。裁判官劉綺雲拒絕接納被告指遭警員插贓假禍和「酷刑」對待的說法，認為被告傷勢並不嚴重。質疑被告為何當時沒有向律師提及自己被警員要求脫下內褲一事。她反指所有警員的證供誠實可靠，使用的武力亦合情合理。加上被告衣著及裝束，以及知道會有衝突發生下，裁定罪成，還柙至10月27日判刑。最後他被判處入獄13個月。

### 將軍澳警民衝突
9月21日晚，將軍澳兩男童叫口號和用鐳射筆照向警察後被捕，其中一名13歲男童被控藏有攻擊性武器等罪。警民其後爆發衝突，市民要求警方釋放兩童不果，警方開兩槍海綿彈驅散示威者。及後有市民用雜物堵路，其間有的士嘗試衝開路障，被截停及破壞以表达不满。超過100名市民其後改到將軍澳警署抗議，期間又丟磚頭破壞警署玻璃，警方用催淚彈驅散。

## 22日

### 基督徒人鏈
9月22日上午8时，约100人基督徒在土瓜灣馬頭圍道遊樂場集合，於9時開始築起人鏈，促請政府回應市民訴求。

### 聶德權被包圍

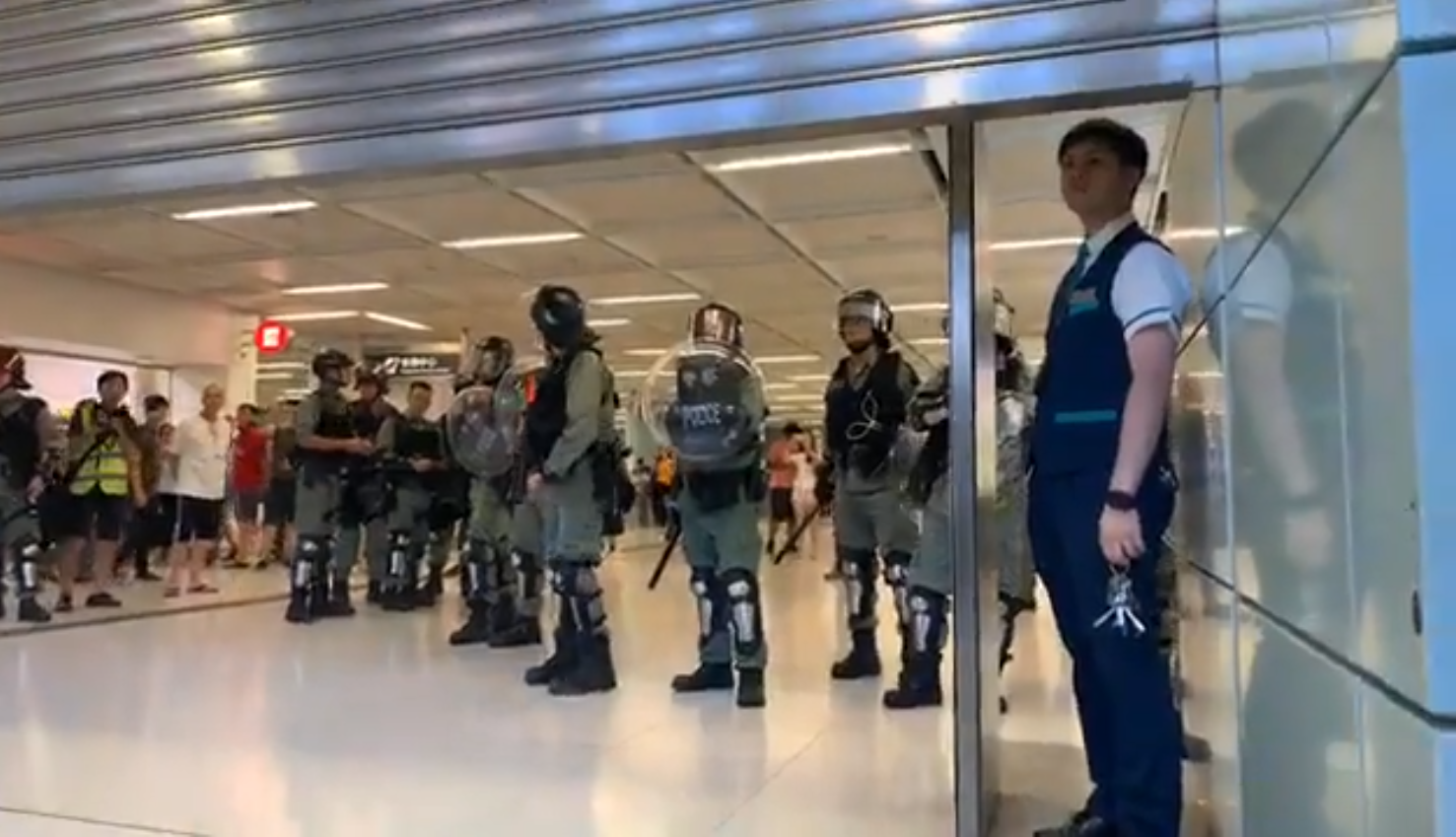
多名防暴警員在青衣站，市民在閘外指罵警方

政制及內地事務局局長聶德權於青衣出席中華人民共和國國慶活動後，離開時被多名示威者包圍，並向座駕投擲雜物，車輛擋風玻璃破裂。防暴警察其後到場驅散，而青衣站近青衣城出口落下一面鐵閘，市民在閘外向警方指罵。

### 「和你塞4.0」活動
有市民號召在香港國際機場作第四次「交通壓力測試」。當天機場快線只停香港和機場站，並有大批防暴警察在機場外及不同港鐵站外戒備，警方亦登上每輛機場巴士搜查。然而，當天示威者轉到其他港鐵站示威，機場卻大致平靜，有以色列遊客形容當天機場運作暢順。

### 沙田「和你Shop」

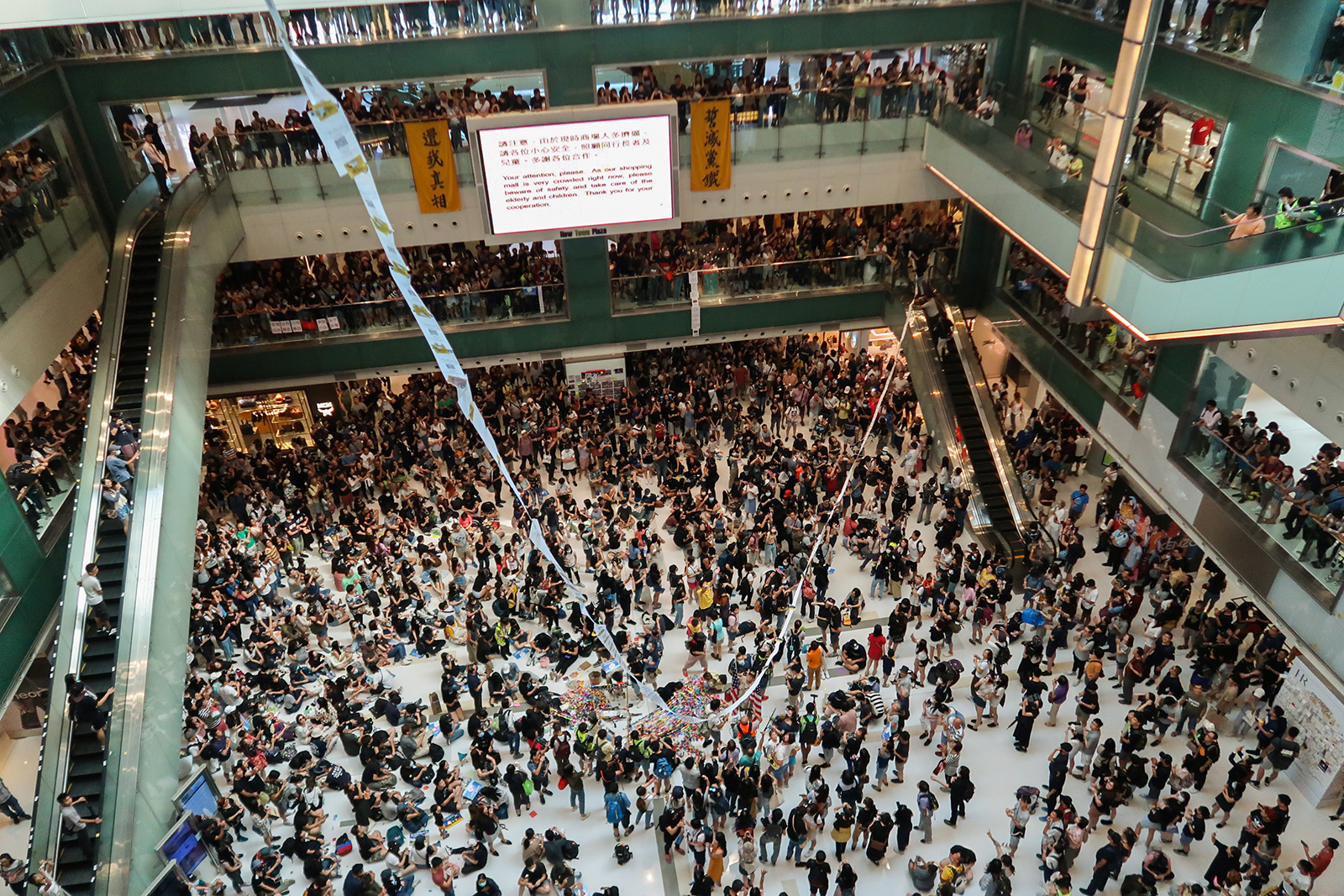
過千人響應「和你Shop」行動，在中庭集會

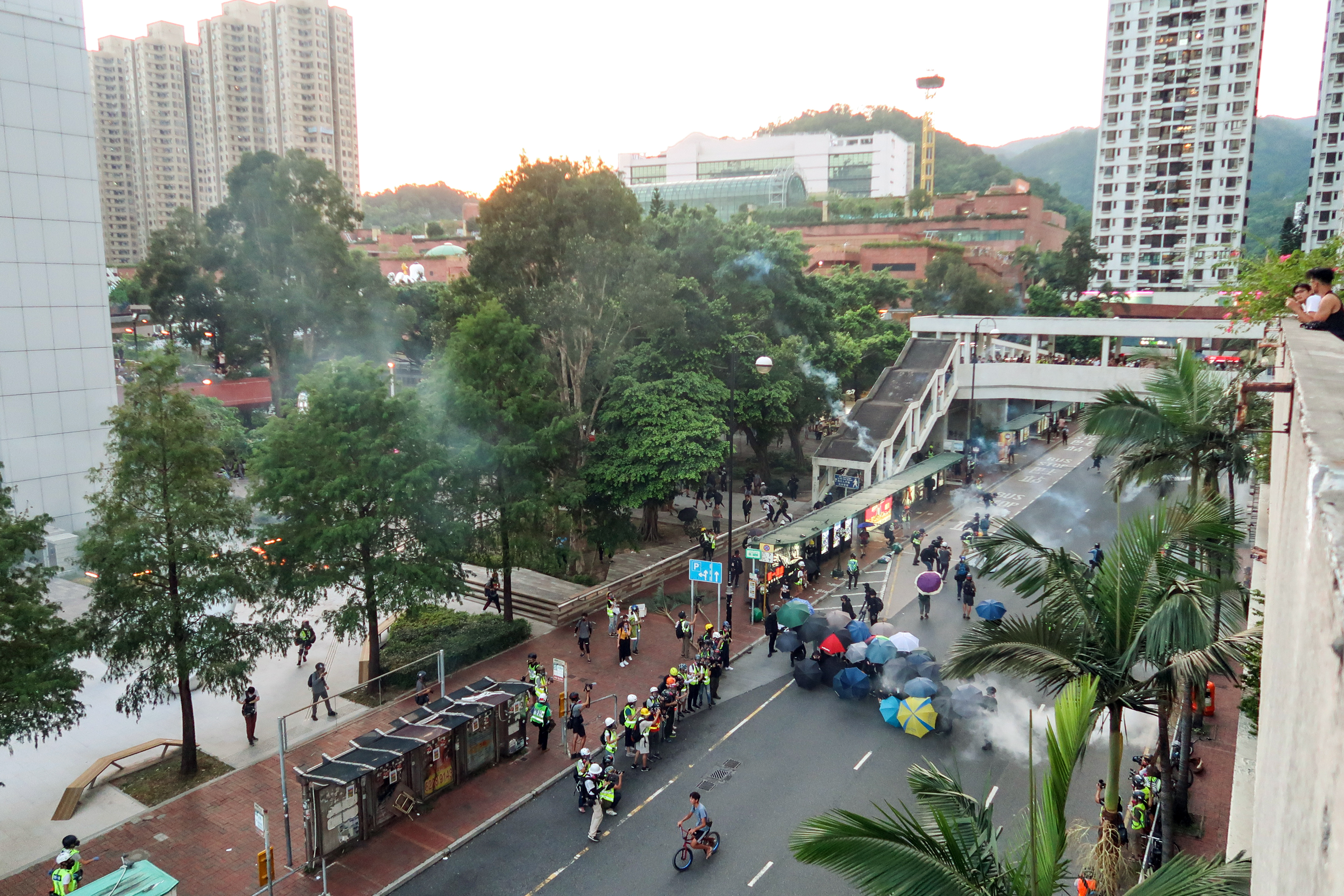
傍晚6時，防暴警察在担杆莆街發射催淚彈驱散示威者

示威者于当日中午12時在沙田新城市廣場和連城廣場舉行「和你Shop」活動，高唱《願榮光歸香港》，抗议商场发展商新鴻基地產与港铁于7月允许警方进入商场和港铁站执法。亦有网民呼吁新城市广场市民到商场内的亲建制商铺前叫口号，而美心集团旗下的星巴克、翠園、北京樓均被貼「777支持高官警察」、優品360也被貼「福建360」、「黑社會」。除此之外，華為、喜茶、联想、蘇寧、北京同仁堂等商店則是暂停營業，避免示威者到店內抗议。当日下午3时，有示威者将沙田大会堂旗杆一面中国国旗拆下，包括罗敏聪在内等一班人将国旗带入新城市广场，之后有示威者将国旗放在地上，还有示威者将国旗喷黑，并淋上液体，再将国旗从广场三楼扔落地下。其后示威者将国旗取走并弃置在大型垃圾桶内，随后取出再弃置在沙田中央公园水池内，然后再次取出，最终弃置在城门河内。更有示威者在沙田源禾路设置路障，纵火焚烧杂物，防暴警察發射催淚彈驱散示威者，并警告立即停止违法行为及离去。
在参与示威的人士中，一名涉案青年罗敏聪因涉嫌侮辱国旗当晚被捕，并于10月15日在沙田法院认罪。10月29日，法院判决罗敏聪完成200小时社会服务。该案成为反修例运动以来首宗认定侮辱国旗罪的案件。
而3名23至43歲被告被控於當日在沙田源禾路好運中心外連同其他身分不詳的人士參與暴動。當中23歲被告被控管有攻擊性武器和故意阻撓在正當執行職務的警務人員。到2021年12月23日，區域法院謝沈智慧認為被告無視警方警告，更指出第三被告擔心有人受傷，而將小巴站牌搬動是不合情理。法官認為如果被告擔心有人受傷，應該上前慰問及查看傷勢，不過新聞片段無法看到。加上證供有矛盾及不合情理之處下，被控罪成。法官批評辯方律師強詞奪理，亦自行確認第一及第二被告身份下，裁定裁定三人均有參與暴動。法庭把案件押後至2022年1月31日再作求情及判刑，期間被告須還押。到2022年1月31日，3名被告於區域法院求情，不過法官謝沈智慧怒斥一眾被告的求情信，首被告雖然指自己為家中的經濟支柱，其祖母近已離世，被告父親有長期病患。法官聽到後便打斷辯方：「咁呢啲係咪犯事之前應該諗嘅嘢呢？應該做之前去諗清楚囉！」又指「佢黑衫黑褲，點會看似與自己無關？」，認為當日是她特登去參與。而法官批評次被告「將自己認罪折扣白白斷送」，又不明白為何被告沒有想過自己要監禁，認為殖民時期已經有非法集結和暴動罪。而第三被告因案件而被降職，月入由10萬降至3萬，當日也沒有身穿黑衫及無裝備。不過法官認為他後悔來得太遲。
到2021年5月31日，法官謝沈智慧判刑指出當日的暴動為早有預謀，形容示威者是有組織行事、各司其職，花了數分鐘就讓繁忙的沙田市中心癱瘓。法官更斥責工程師求情影響前途是咎由自取。最後25歲和26歲情侶分別囚41及44個月，45歲地產經紀囚40個月。

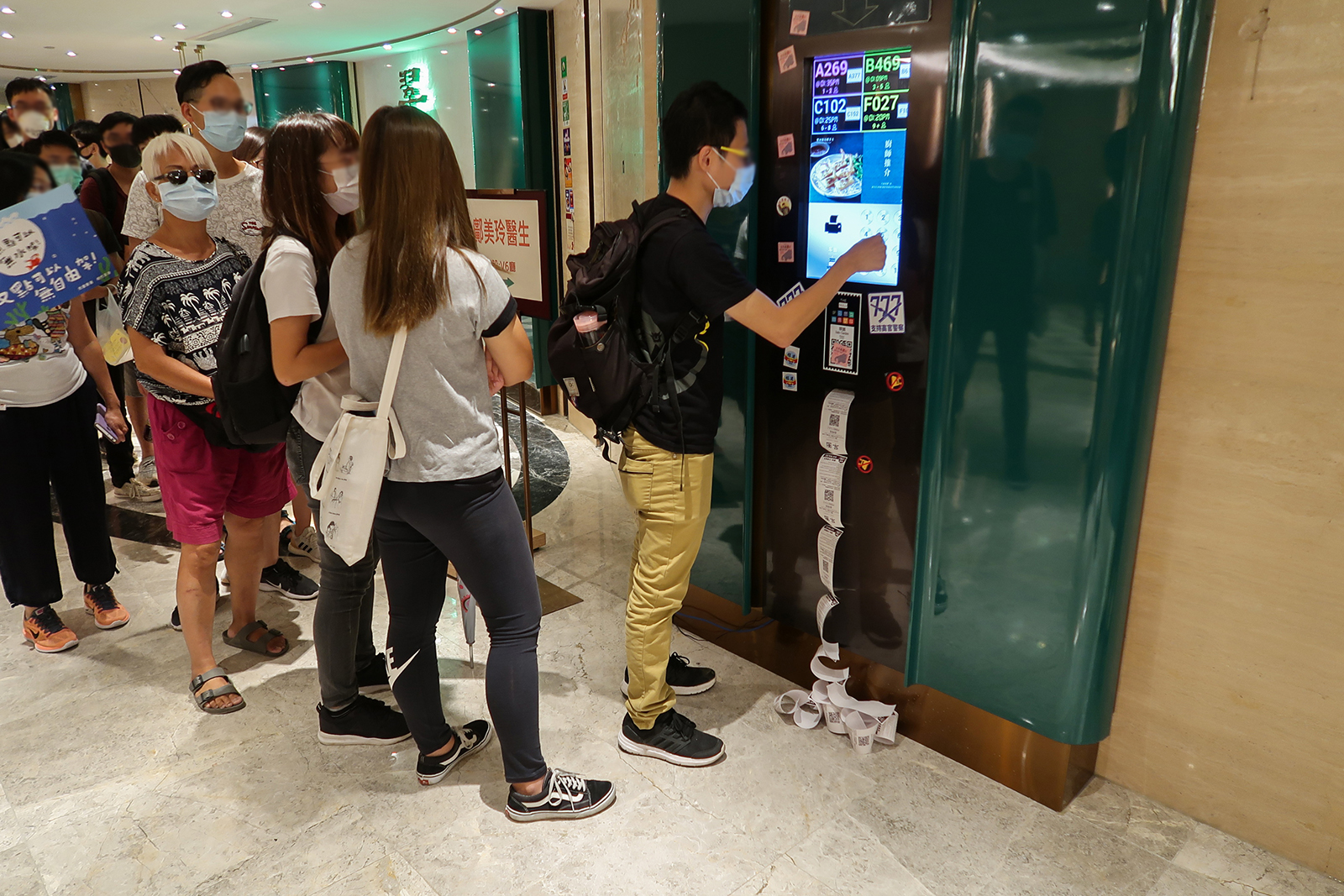
示威者到8樓美心旗下翠園排隊取輪候座位的票
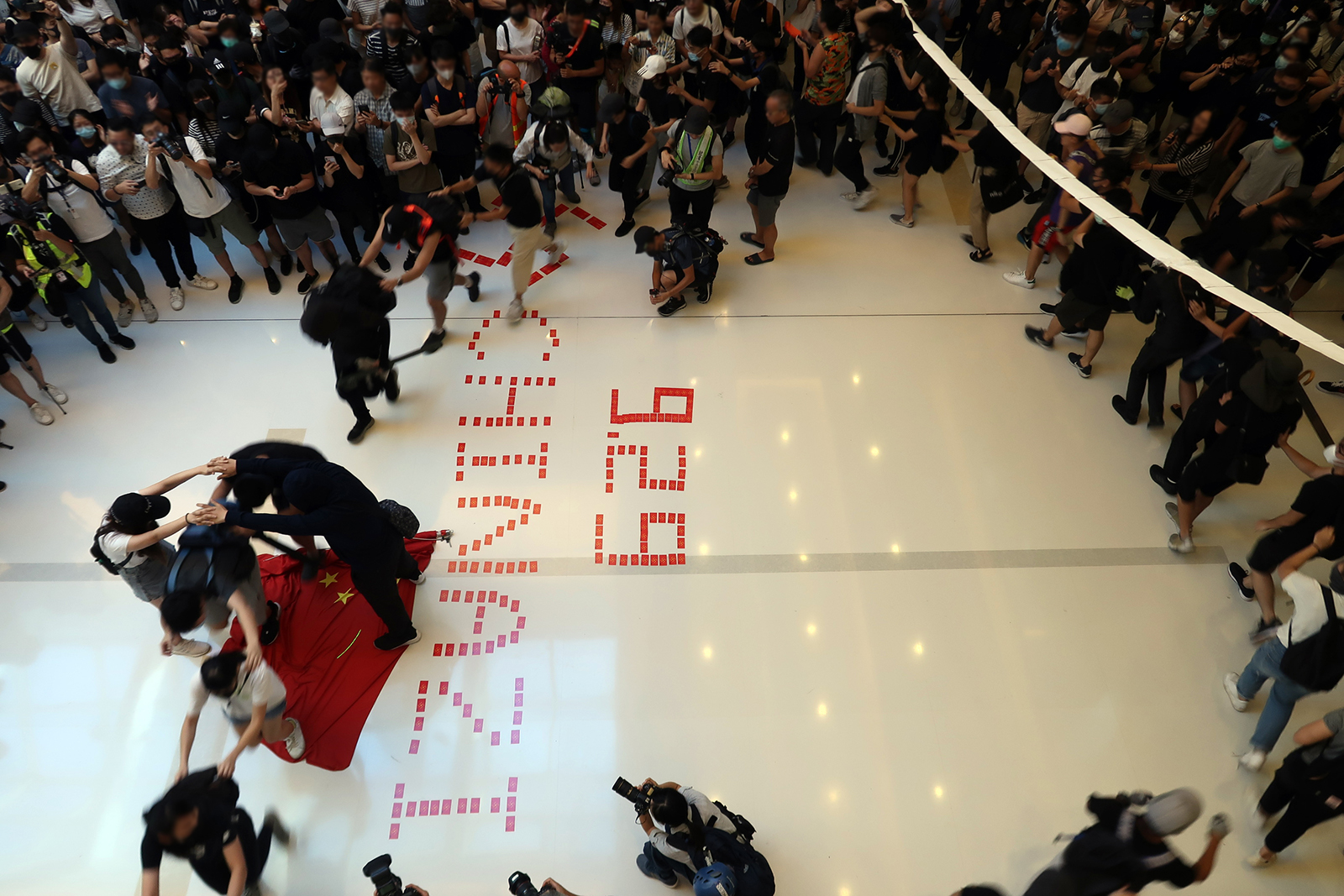
示威者將中華人民共和國國旗放於商場中庭地下，在國旗上跳舞和踐踏
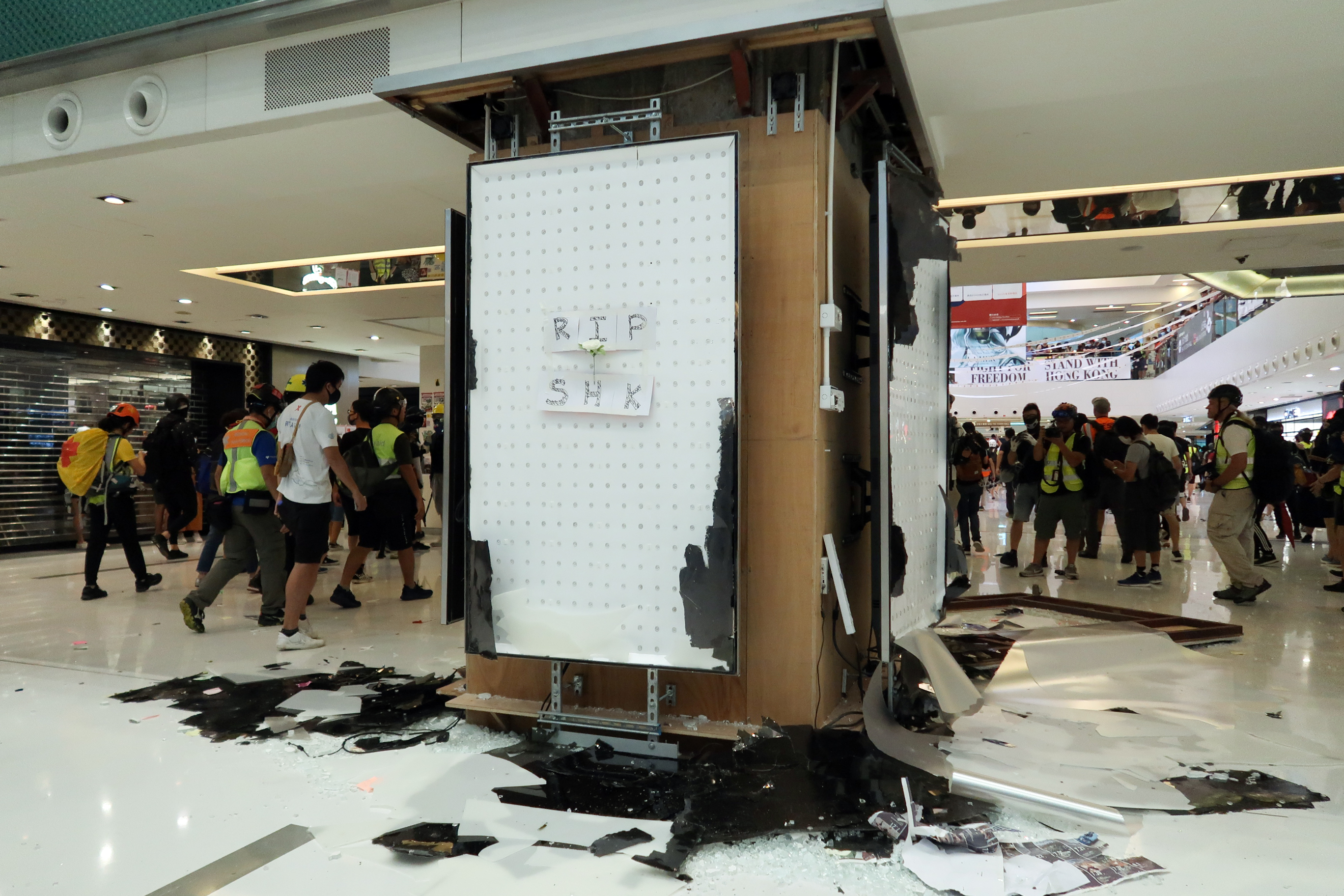
有示威者破壞商場3樓的廣告顯示屏
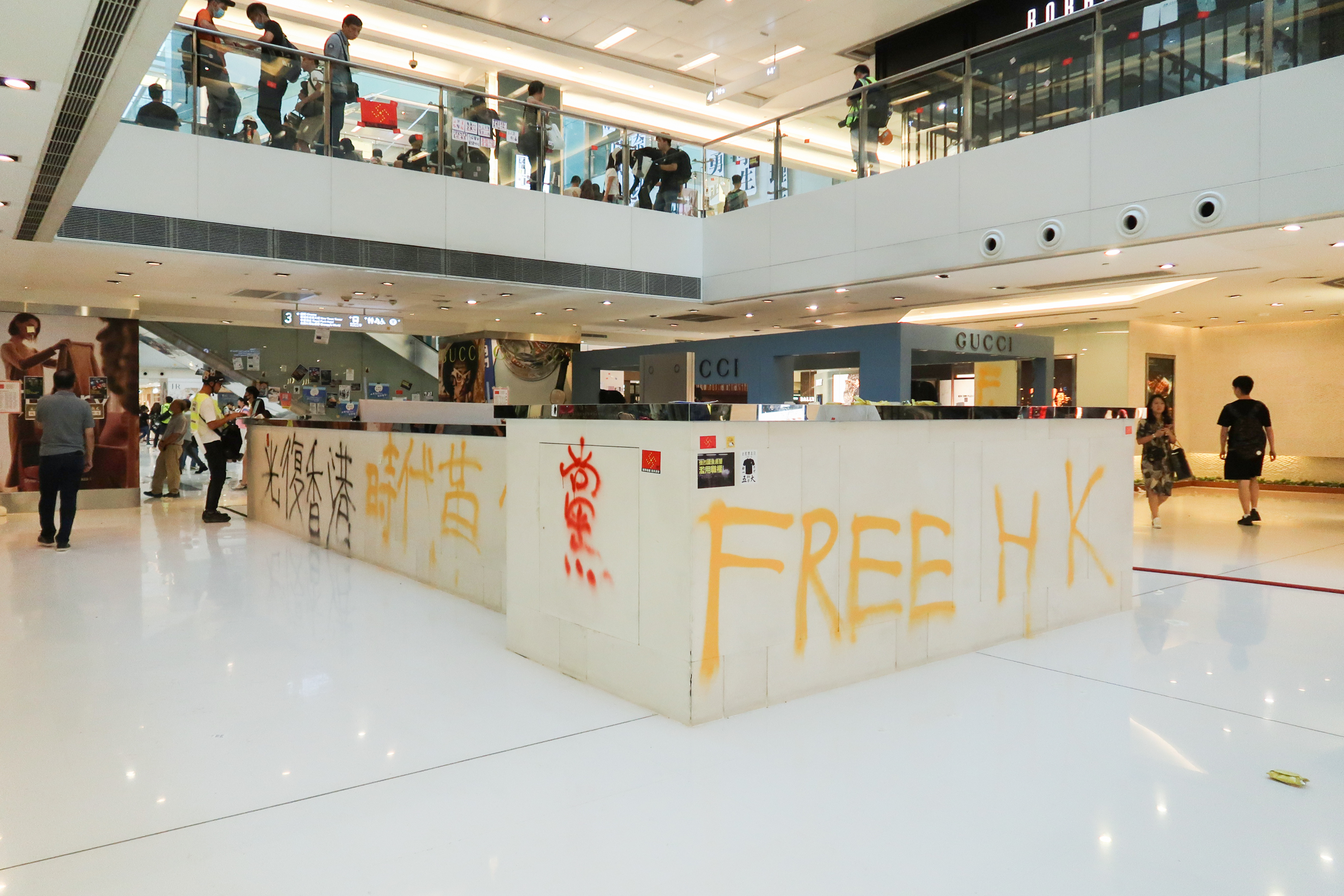
商場3樓的塗鴉
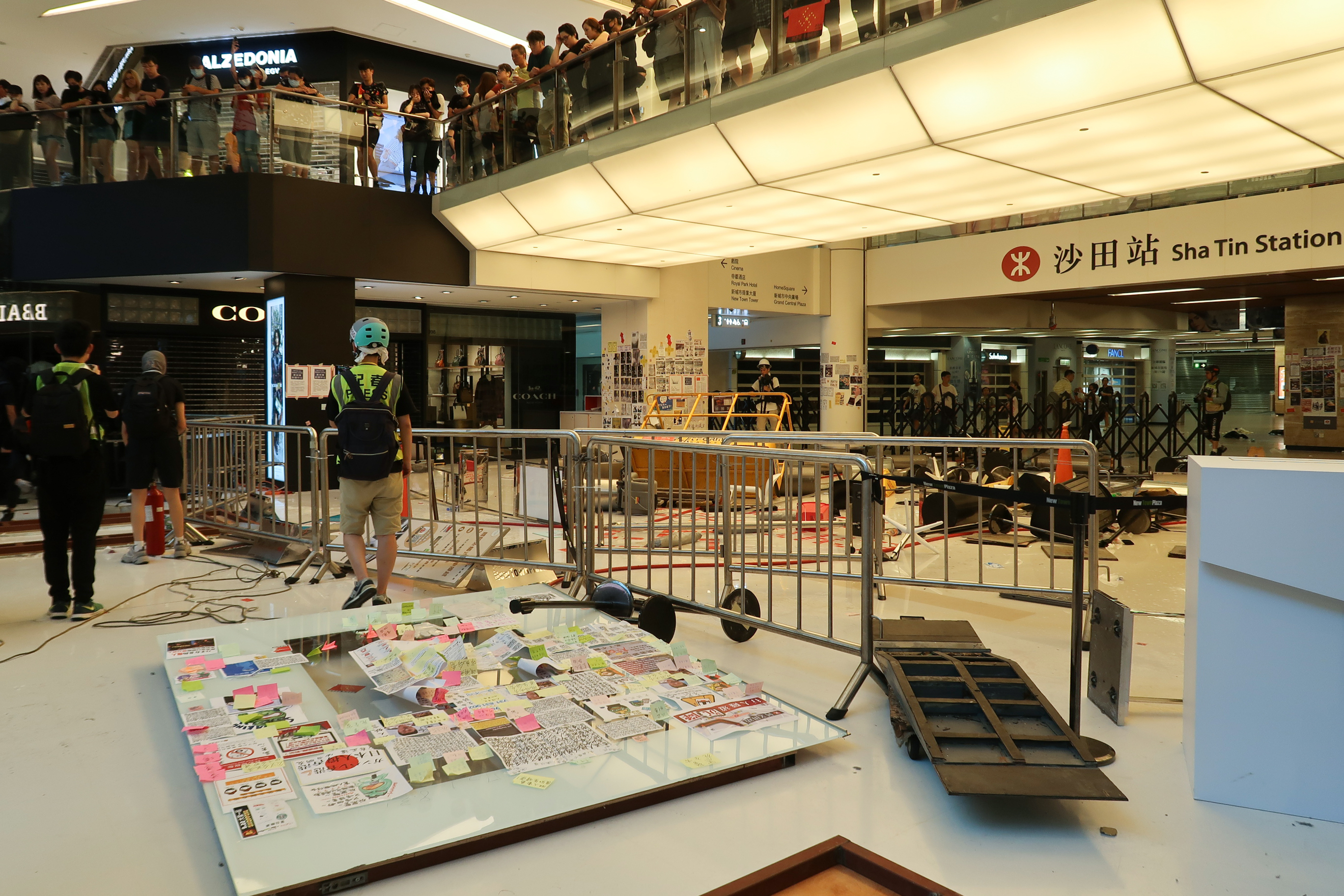
示威者擔心防暴警察會衝入商場，利用商場的鐵馬和雜物作路障
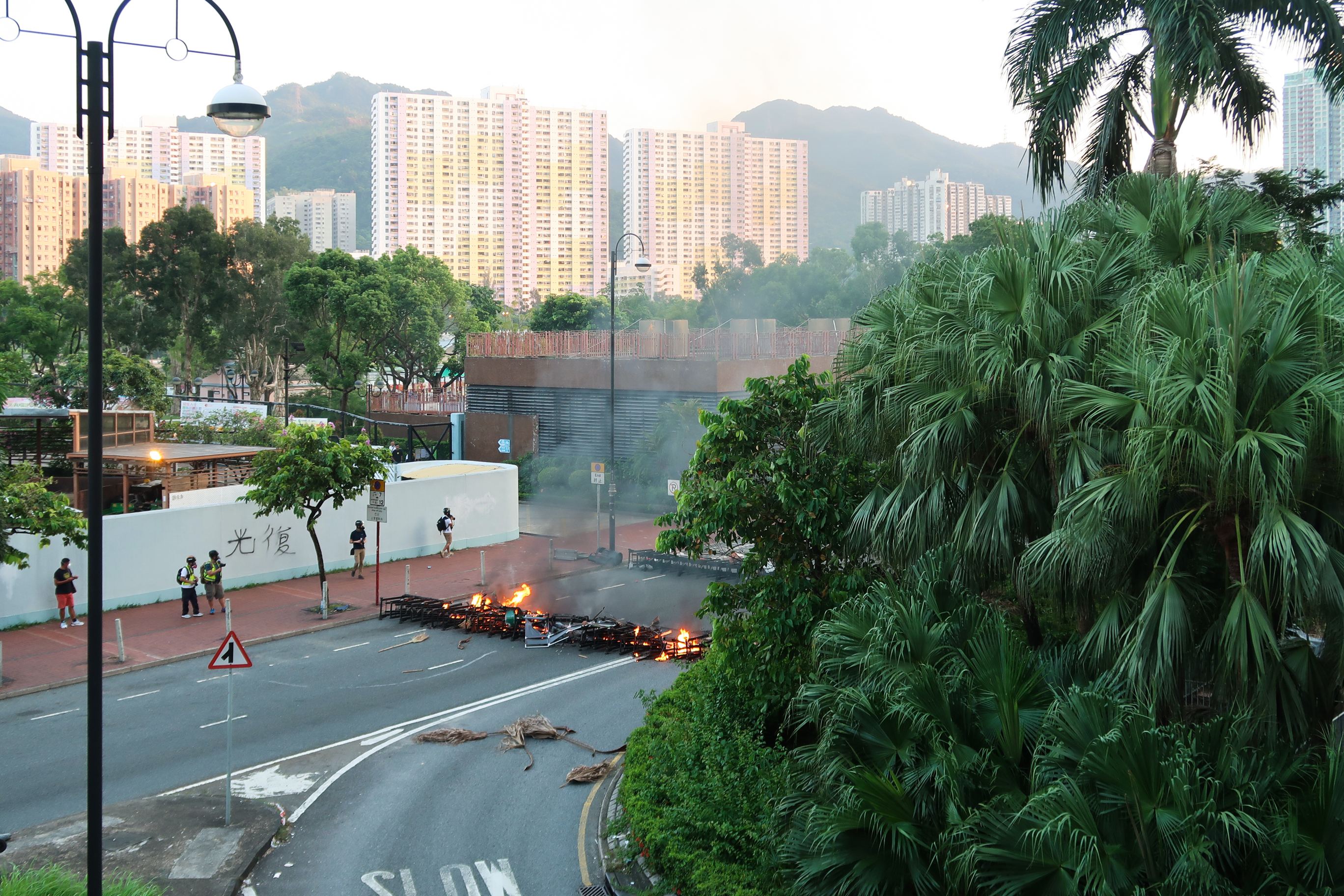
示威者將新城市廣場的路障放置在源禾路，之後纵火焚烧

### 南昌站 V Walk
下午3時，約70名市民在南昌站的V Walk商場內聚集和遊行，期間到優品360、富臨集團旗下酒樓「小富臨」和美心西餅等商舖抗議。示威者沿商場通道唱《願榮光歸香港》、在中庭唱《肥媽有話兒》和一度在Uniqlo外靜坐。遊行期間，部分商戶落閘暫停營業。

### 九龍站圓方

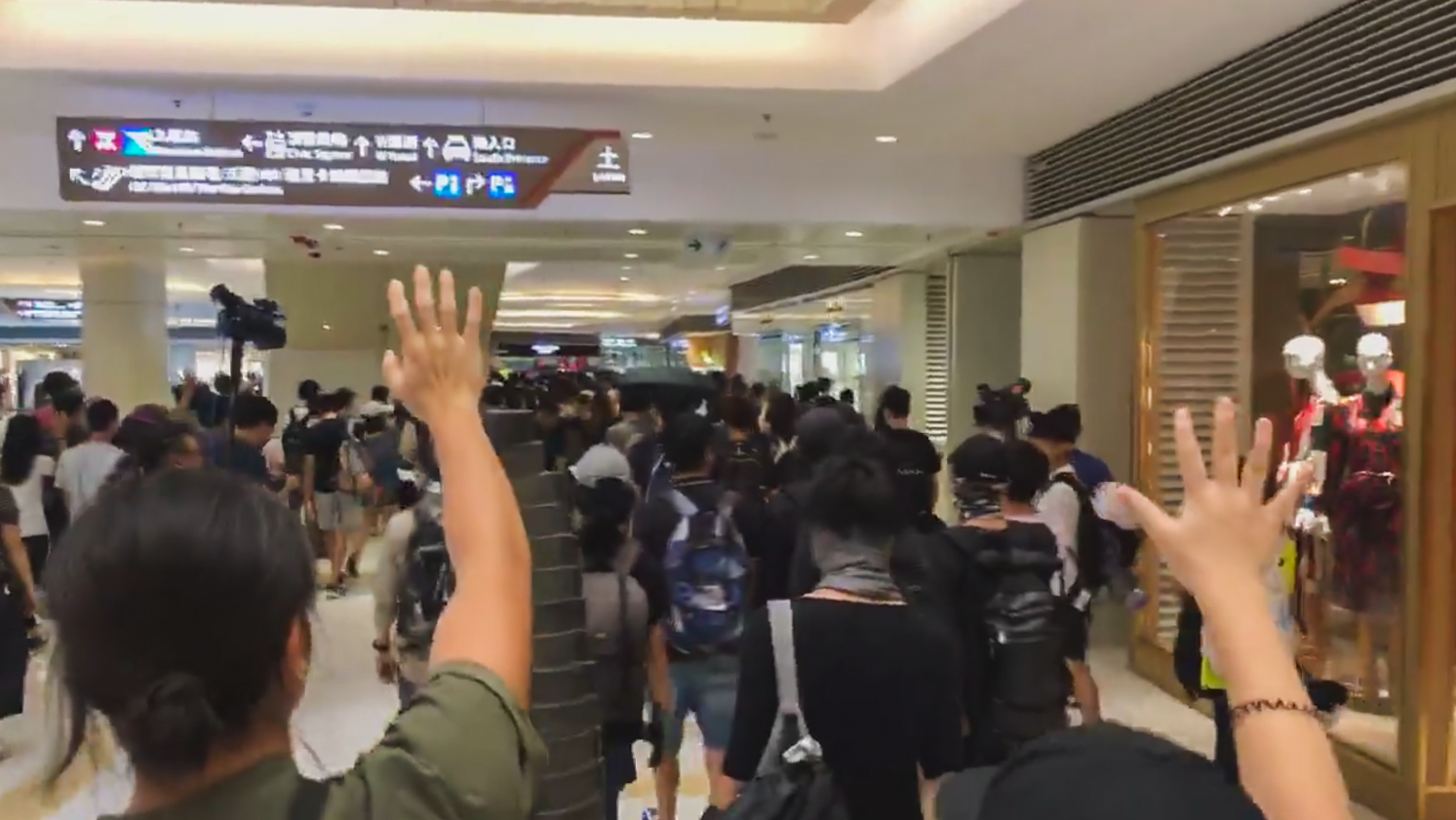
遊行人士在圓方商場舉起「五大訴求，缺一不可」手勢

下午3時，約50人聚集於圓方溜冰場唱《願榮光歸香港》後，到美心集團旗下的千両、Starbucks、帯広はげ天，和平台廣場的「魚塘鴨子」門外聚集，高叫「有美心無良心」、「香港人加油」和「五大訴求缺一不可」等口號，亦將訴求寫上在門外的大餐牌上。下午5時許，原先在南昌站V Walk遊行的人士到轉戰到圓方，高峰時期有近500人參與。到傍晚6時，當大批市民聚集在圓方連接九龍站的C出口時，樓下車站大堂有50名軍裝警員戒備，一度舉起黃旗警告。其後警員警告在場示威者正進行非法集結，並用強光照向上方的市民，要求聚集人士離開。有示威者利用垃圾桶等雜物設置路障。晚上6時30分，數十名警員跑上通往圓方的出口，商場內的示威者散去，而警員亦很快回到車站大堂戒備。港鐵在6時33分宣布關閉九龍站，到晚上11時03分重開。

### 葵芳站警民衝突

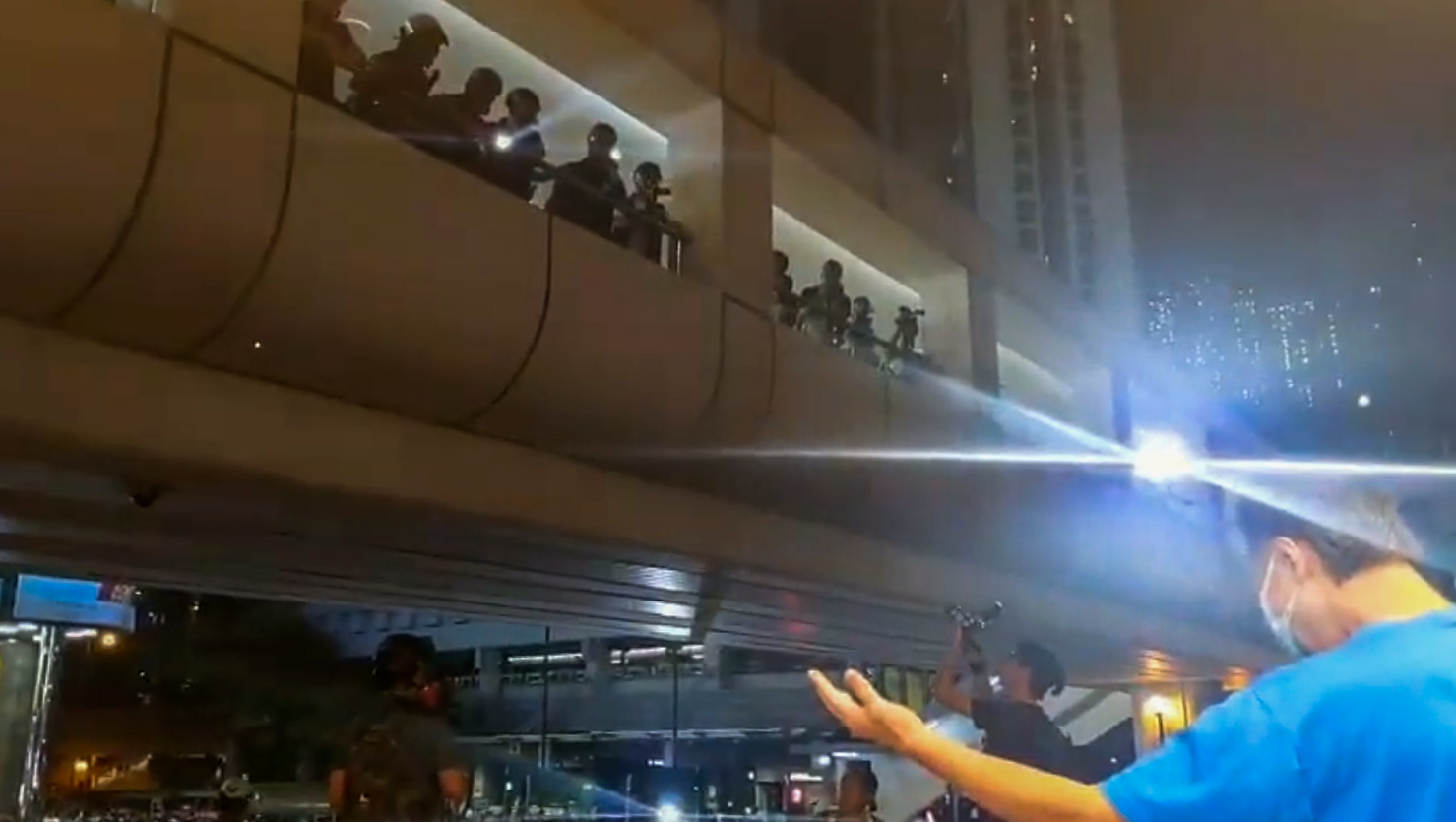
警察上到天橋後，以強光照向地面的大叔

晚上6時，有市民在葵芳站及新都會廣場外聚集。而防暴警察在場戒備，一名年輕男子被搜查後被帶走。到7時25分，約40至50名示威者進入葵芳站內破壞閘機、售票機和閉路電視等設施，並且噴滅火筒及以消防喉射水到地面。防暴警察很快返回葵芳站，港鐵在7時32分宣佈葵芳站暫時關閉。到8時，示威者在來往葵芳站D出口與新都會廣場的行人天橋破壞閉路電視，並且在D出口外的鐵閘噴上「光復香港」。其後防暴警察上到天橋後，以強光照向地面的市民，亦隔着玻璃門與新都會廣場內的市民指罵。警員到晚上8時18分離開。

### 青衣站有示威者聚集　港鐵關閉車站
有示威者在青衣城商場內用滅火筒噴濕地下後，消防員一度到場。到下午約4時，港鐵職員將青衣站近青衣城出入口的鐵閘關上。大批防暴警察在大堂內戒備，而市民站內指罵警員。到5時15分，防暴警察和速龍小隊到場增援。之後港鐵宣布因為嚴重事故，要求所有人離開車站。

### 旺角警署警民衝突
晚上，再有市民在旺角警署外聚集，不滿警方使用過份武力。港鐵關閉太子站和旺角站。有人以雷射光射向警署和警員、設置路障和縱火焚燒雜物。警方後來清場，發射布袋彈，又拘捕多名男女。清場中，多名途人、記者和急救員被噴胡椒噴霧。警方後來證實當天有喬裝示威者參與拘捕行動。

### 小巴司機召喚警方登車搜捕示威者
下午6時許，有傳一批反修例示威者登上一輛往返佐敦及秀茂坪的紅色小巴後，遭小巴司機召喚警方在順安道附近拘捕示威者。

### 「反對政治走入校園」集會
救港聯盟行動會主席歐陽海璇發起於中環遮打花園舉行集會，批評教育局辦事不力，令政治進入校園。

## 23日

### 何君堯、蔣麗芸見記者
立法會議員何君堯於是日見記者，批評示威者於9月21至22日「在元朗和沙田沒有差別的毆打途人」，又每天都以「野貓式手法」去擾亂各區交通、商場和警署，破壞公共設施及秩序，要求政府盡快啟動《緊急法》落實《辱警罪》。而民建聯的蔣麗芸在記者會途中「突入」，表示民建聯提倡為《禁蒙面法》立法。

### 陳基裘上水警署靜坐
曾絕食的守護孩子行動成員陳基裘在下午到上水警署靜坐，聲援於9月21日被捕的守護孩子行動男義工，其間有約30名市民聲援。晚上7時，警方到場向陳基裘解釋被捕男義工已獲准保釋離開警署，陳基裘隨即宣布結束靜坐。

### 旺角警署示威
晚上9時半起，旺角警署外有大批市民聚集。有人將狗糧拋向警署，警員一度展示橙旗警告。之後有人於行人路焚燒雜物，消防到場滅火。

## 24日

### 鄺俊宇遇襲
立法會議員鄺俊宇在早上10時於天水圍（天業路）社區健康中心對開遇襲，被3名戴口罩的年輕男子拳打腳踢，鄺手踭、頸部及鼻子受傷，戴上頸箍、由擔架床赴送天水圍醫院治理。到下午2時許，鄺自行步出醫院後表示襲擊是「非常大的荒謬」，亦是國際醜聞。警方元朗警區重案組正跟進案件，暫時無人被捕。而政府亦發新聞稿強烈譴責襲擊行為。

### 太古廣場快閃唱國歌
是日有網民號召下午1時於太古廣場中庭發起「高唱國歌，香港加油」活動。過百名手持國旗的人士高叫「撐警察、反暴力」、「除口罩」和「祖國生日快樂」等口號，並揮動國旗；有反修例人士到場，高叫「光復香港，時代革命」口號和舉中指。

### 網民在荃灣海濱悼念男浮屍
早上10時47分，一名28歲男子被發現在海中飄浮，救護員證實他已當場死亡。現場有近30名街坊圍觀，有人懷疑死者「被自殺」，但其家人稱死者只是自殺，並要求街坊停止拍攝。事件引起網民認為有多個不尋常地方。包括浮屍很少見到有血流出，警務人員在9月23日曾在荃灣海尾灣附近出沒等。到晚上7時，過百人到荃灣海濱公園近柏傲灣位置帶同蠟燭和鮮花到場悼念死者。亦有人在現場撒溪錢和在水馬貼上標語。

### 《蘋果日報》休班記者遇襲
一名《蘋果日報》35歲女記者，晚上8時下班後與親友在順天邨一間快餐店吃晚飯時，她和同行家人遭4名身穿黑衣、頭戴黃色安全帽的人士拳打掌摑約30秒，其中姊妹受傷送院。《蘋果日報》、壹工會和記協發聲明對遇襲記者致以慰問，同時強烈譴責暴徒暴行。

### 旺角有多名市民被捕
晚上再有市民在旺角警署外聚集，包括撒溪錢、高叫口號和用鐳射筆照向警署。凌晨1時，防暴警察突然衝出警署清場，制服至少10名男女，當中包括一名13歲少女。

#### 法庭提堂
警方起訴3名男子及1名14歲女童非法集結罪，2020年5月20日於西九龍裁判法院提堂。法庭將案件押後至7月2日再訊，各被告獲准保釋。

### 沙田有市民張貼海報被捕
晚上，沙田富豪花園近火炭路的行人隧道內有穿著黑衣和戴口罩的市民張貼海報。警員其後到場在單車徑拘捕一男一女，涉嫌刑事毀壞。被捕男子報稱右額被警棍襲擊受傷，而他的額角有血跡，而女子亦有擦傷，其後送往威爾斯醫院。案情指兩人用噴漆噴上「HK 人加油」等字句，到2021年兩人承認控罪，分別被判社會服務令及感化令，惟案發時20歲的男生因吸食大麻而違反感化令，到2022年9月23日於沙田裁判法院被撤銷感化令，改判入戒毒所。

## 25日

### 沙田及大圍警民衝突

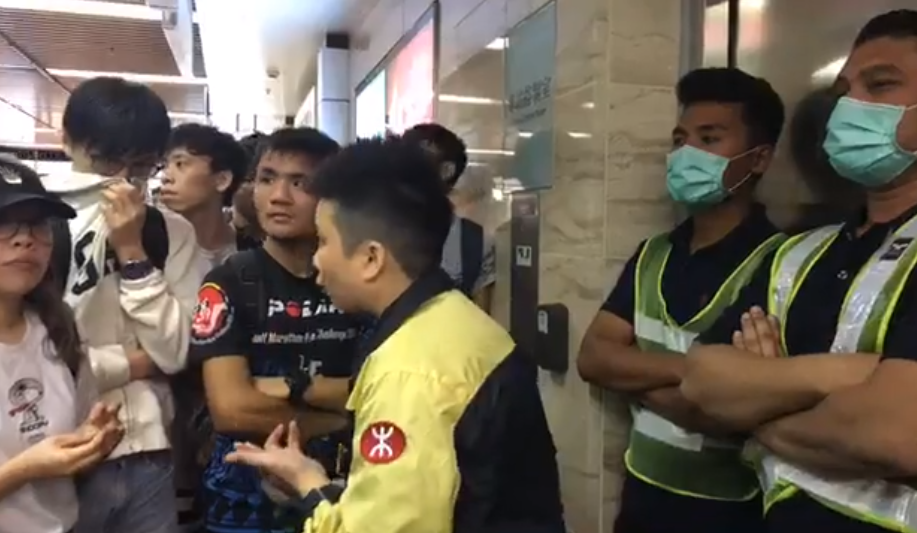
9月25日，市民包圍車站控制室外，要求車站職員交代事件

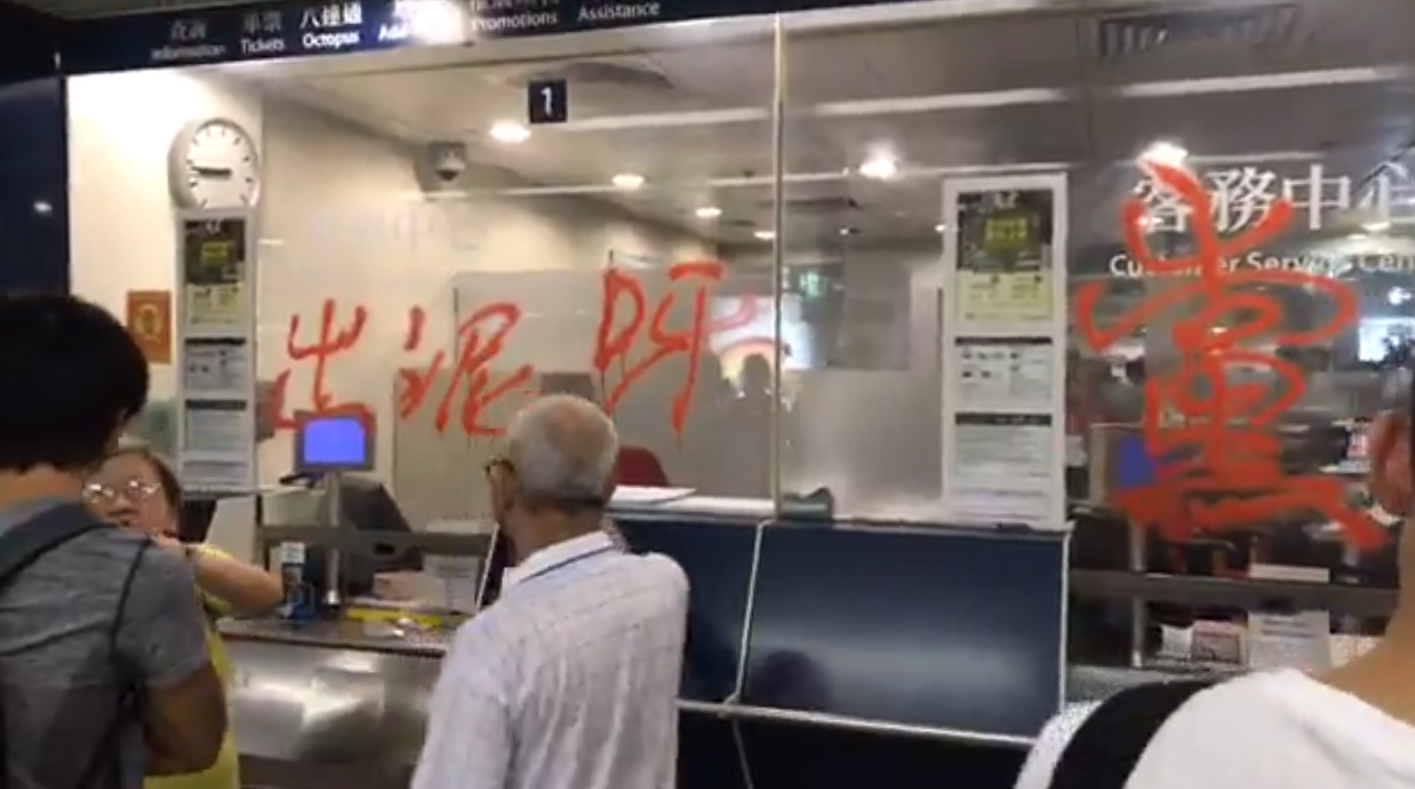
客務中心被人塗鴉

2019年9月25日晚上約7時，港鐵沙田站及大圍站有便衣警員及港鐵職員被指阻止市民「跳閘」時使用暴力，大批市民包圍控制室聲討，並塗鴉客務中心。晚上約9時半，軍裝警員跑入沙田站清場，並在大堂拘捕一男一女未成年青年，涉嫌「非法集結」和「襲警」被捕。一名17歲女學生表示被捕後遭警方性暴力對待，包括離開商場到警車期間，被女警當眾「揸胸」數次，上到警車後繼續被警員以「呢件告佢乜嘢啊！」、「非法集結囉！」「佢咬我！」、「告埋佢襲警！」、「好正！」和「你一定坐硬！」侮辱被捕人士。其後港鐵宣佈沙田站關閉，東鐵線列車不停沙田站。而女學生事後認罪，署理主任裁判官溫紹明相信咬女警是出於驚慌，判18個月感化令。期間兩名分別16歲和17歲的市民涉「非法集結」被捕。

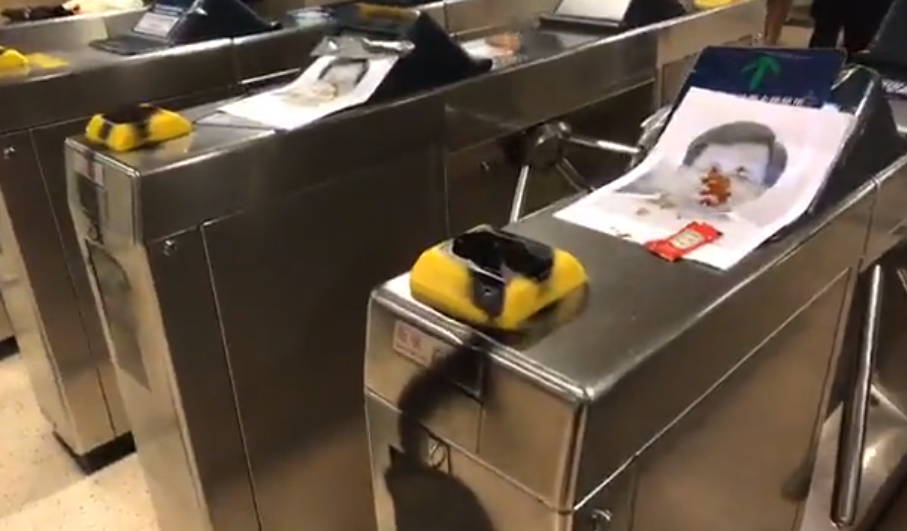
閘機噴了黑色，並貼上何君堯頭像
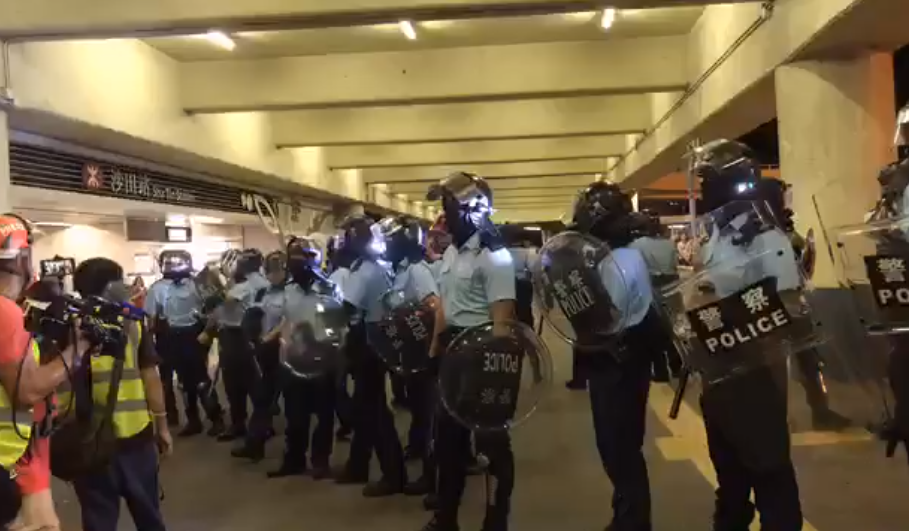
軍裝警員在沙田站外設防線
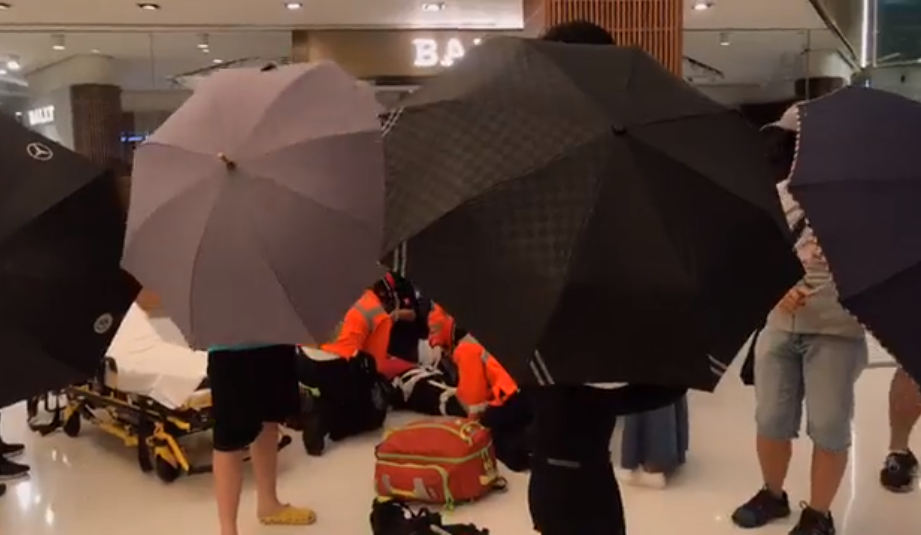
軍裝警員到沙田站清場後，有市民跌倒受傷需治理

### 屯門警員遇襲
一名休班警察聲稱於屯門市廣場被20多人襲擊，導致身體多處受傷。有目擊者稱該名休班警曾與他人爭執，並取出鎖匙作勢刺向他人。

### 美國國會接納香港人權與民主法案
2019年9月25日，美國參眾兩院的外交委員會分別通過香港人權與民主法案。

## 26日

### 行政長官社區對話

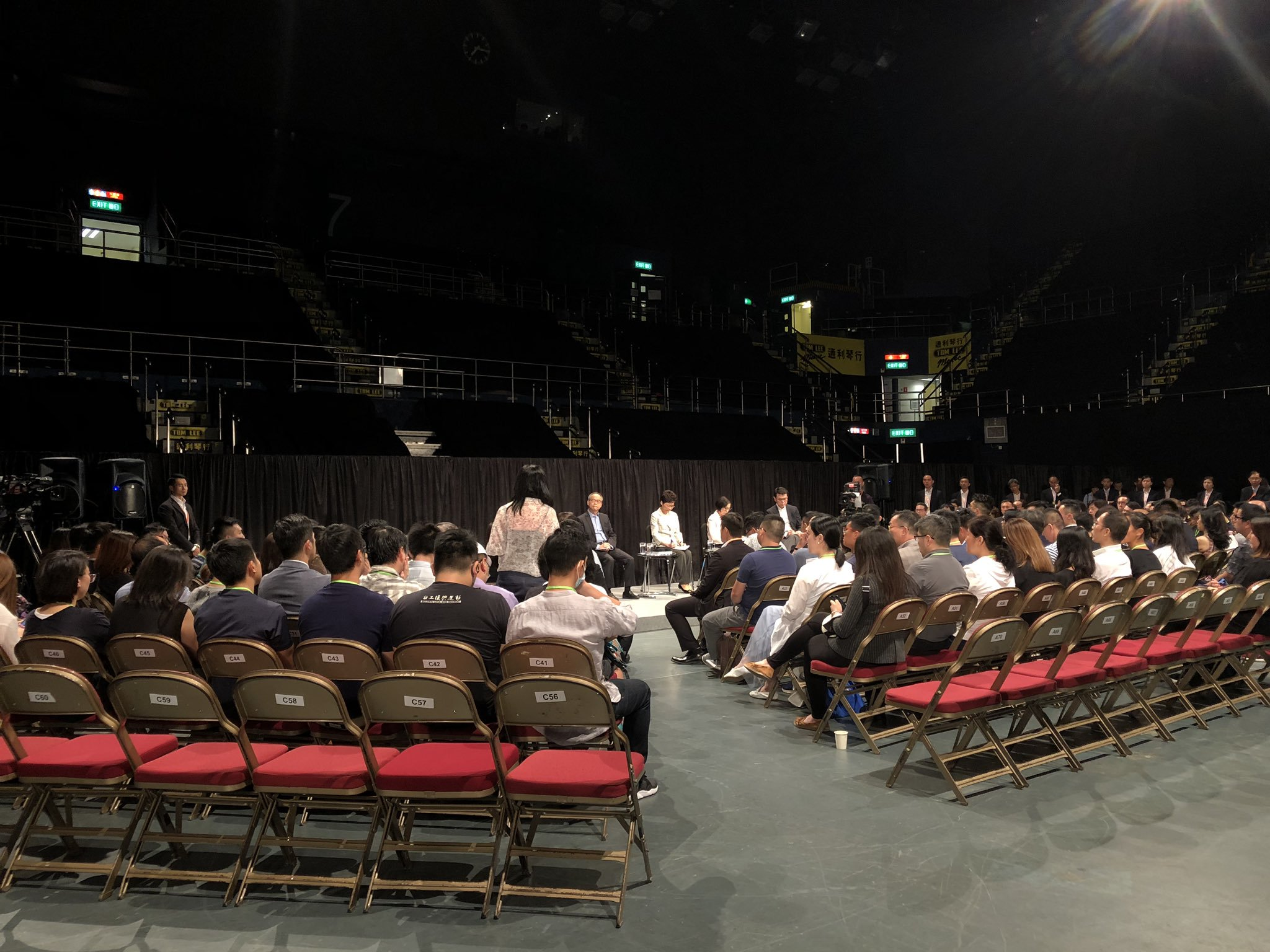
行政長官社區對話有約150人出席

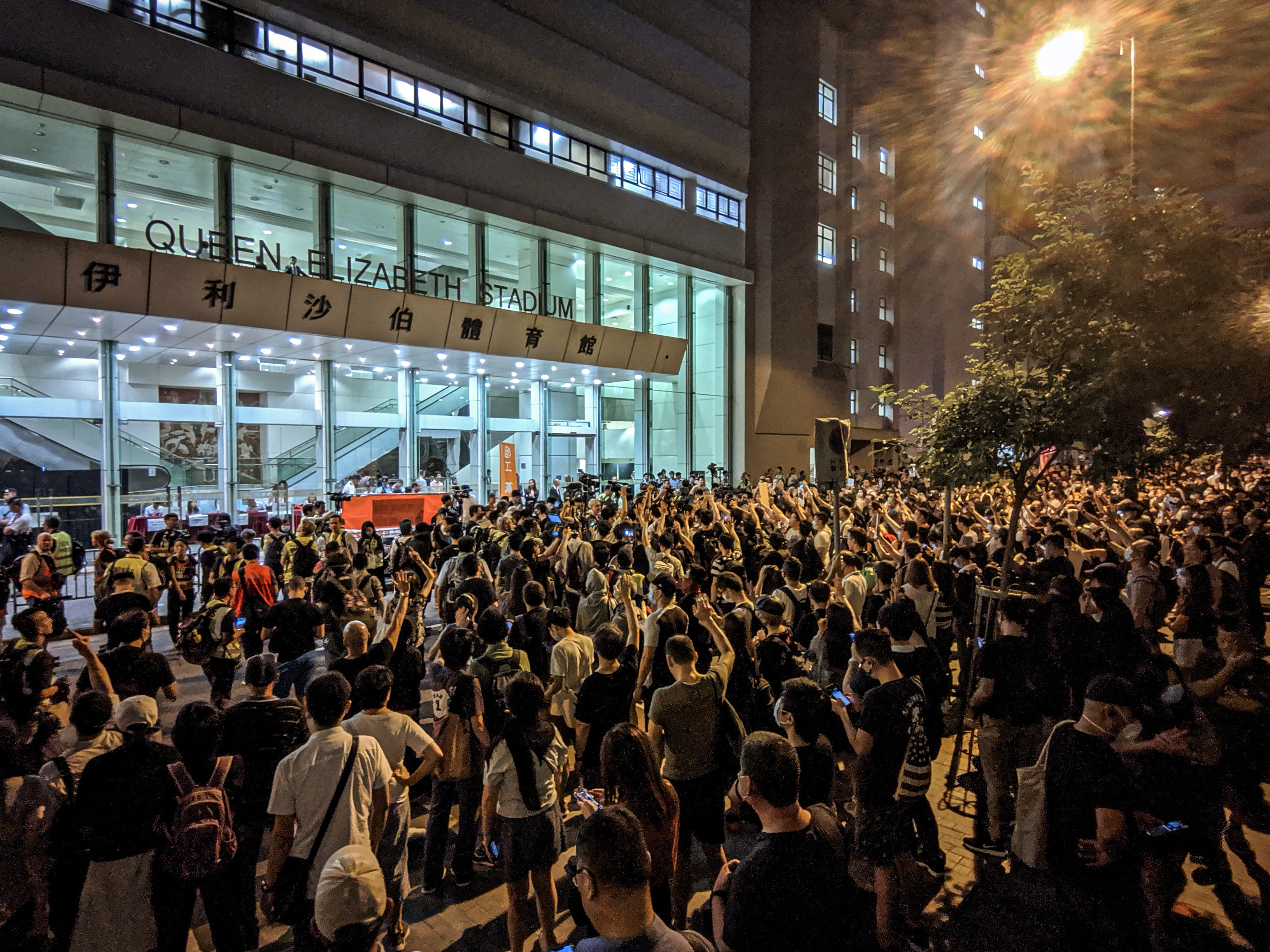
行政長官社區對話期間，伊利沙伯體育館外有大批市民包圍

行政長官林鄭月娥於伊利沙伯體育館舉行反對逃犯條例修訂草案運動以來首次「社區對話」，有約150人出席是次對話，並以隨機方式抽取30人發言，每人發言時限為3分鐘。期間多數人提及警察濫暴問題，約4成人表示政府應成立獨立調查委員會。林鄭月娥回應指應先交予監警會完成工作。多名市民亦關注新屋嶺扣留中心內發生的濫權行為，林鄭月娥回應指警方已決定不再使用新屋嶺扣留中心關押示威人士。整個「社區對話」歷時約2個半小時，「社區對話」結束後，過千名示威者包圍伊利沙伯體育館，林鄭月娥於凌晨約1時半離去。

### 學生人鏈
在舉行「社區對話」的伊利沙伯體育館附近的數間中學因保安理由而提早下課，下課後學生們築起人鏈並呼叫口號。

## 27日

### 聲援新屋嶺被扣留人士集會

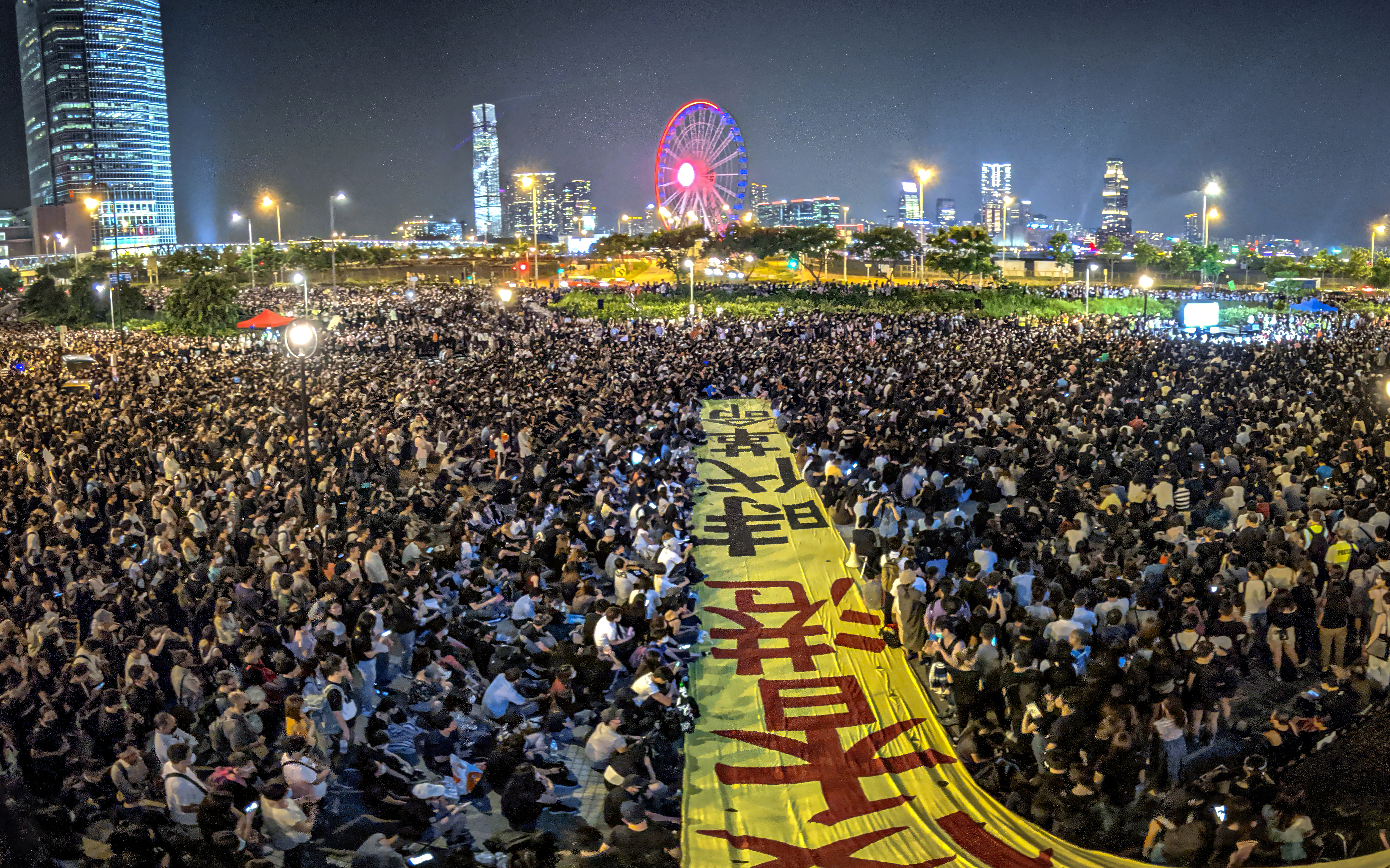
聲援新屋嶺被扣留人士集會

有團體於愛丁堡廣場舉行集會，聲援曾被拘留於新屋嶺拘留中心內人士。集會未開始前廣場已經爆滿。大會最後估計有5萬人參與集會。集會期間播放多段曾被拘留於新屋嶺的被捕者和律師的訪問片段。大會亦引述有被捕者稱曾被警方以胡椒噴霧直接噴向面部和綁起四肢，亦有女被捕者稱曾被男警員拍打胸部。

### 示威者包圍灣仔警察總部至翌日凌晨
當日集會結束後，逾千人名示威者包圍灣仔警察總部，部分人通宵留守至翌日凌晨。其中兩名32歲男子涉向警總外牆淋紅油。事隔近3年各被控一項刑事損壞罪，案件押後至8月9日再訊，期間二人獲准以5,000 元保釋和不得離港。

### 警方證實停用新屋嶺
特首林鄭月娥在9月26日的社區對話中透露新屋嶺扣留中心已停用。警察公共關係科總警司謝振中在9月27日確認警方於9月2日後再不使用新屋嶺扣留中心拘留被捕人士，原因是新屋嶺扣留中心的位置偏遠和需要較多時間處理眾多的被捕人士，令被捕人士和其律師等候時間較長，使他們有所誤解，以及近日公眾對新屋嶺扣留中心有大量揣測，故決定不再使用新屋嶺作臨時扣留中心。

### 陳浩天提堂及遇襲
陳浩天於前往粉嶺裁判法院出席聆訊時，遭到三至四人以長電筒襲擊頭部，陳浩天把對方推開後逃離。事後陳浩天在社交網站上展示傷勢。

### 守護香港大聯盟見記者
守護香港大聯盟宣佈於10月1日中國國慶日發起上萬人的護旗手大行動，保護國旗不被塗污或損壞。發言人黃英豪建議特區政府向高等法院申請臨時禁制令，禁止有人闖入政府建築物外面破壞國旗。

## 28日

### 928五周年集會

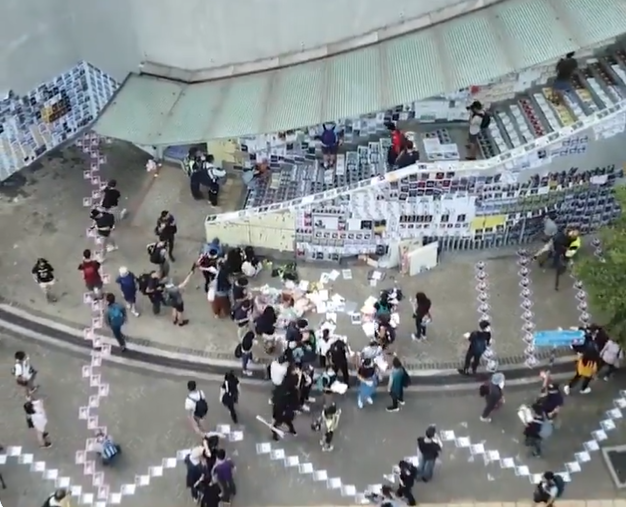
示威開始前，有市民在政總外的樓梯和地面貼滿單張

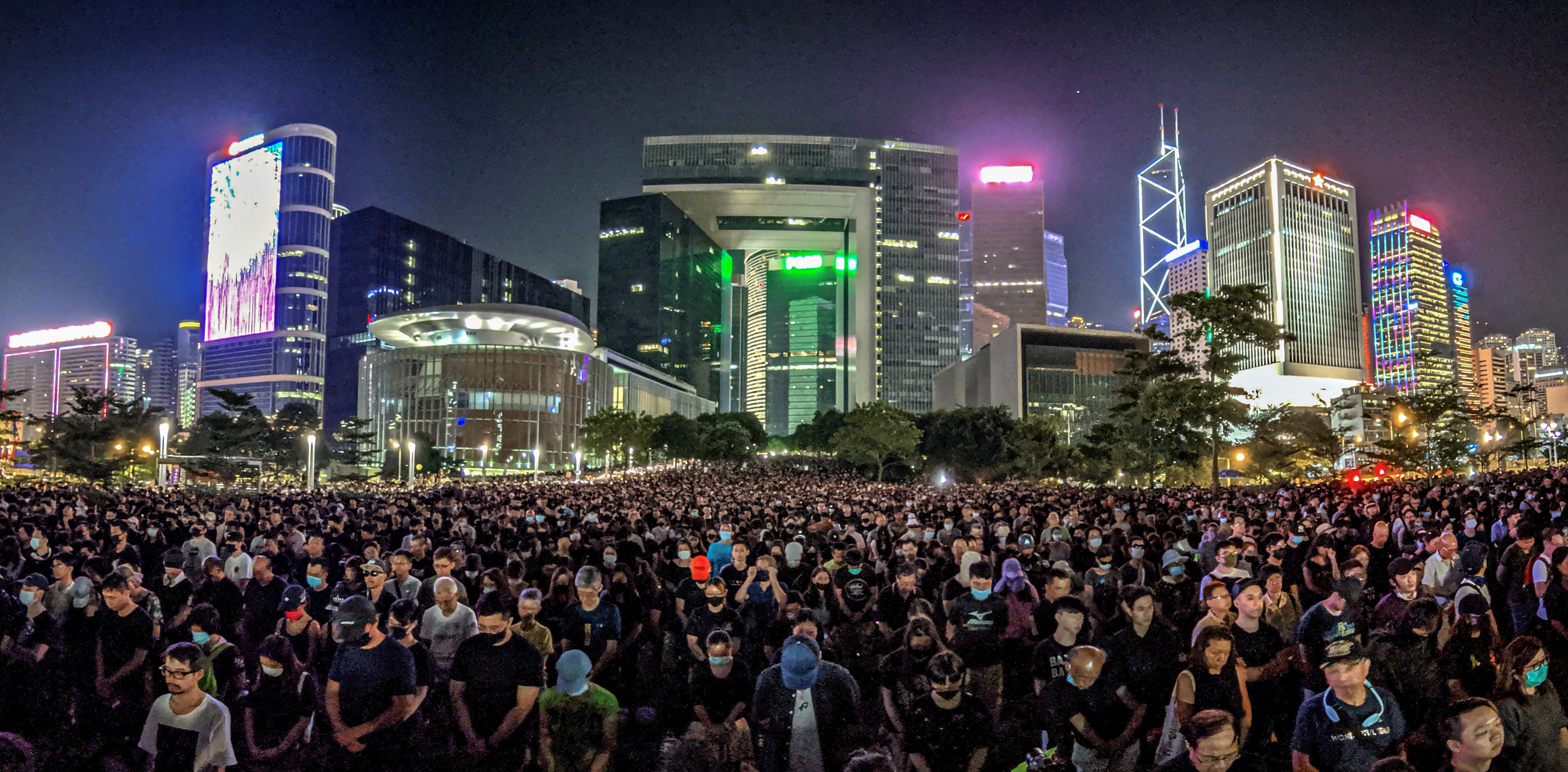
晚上在添馬公園集會坐滿整個草地

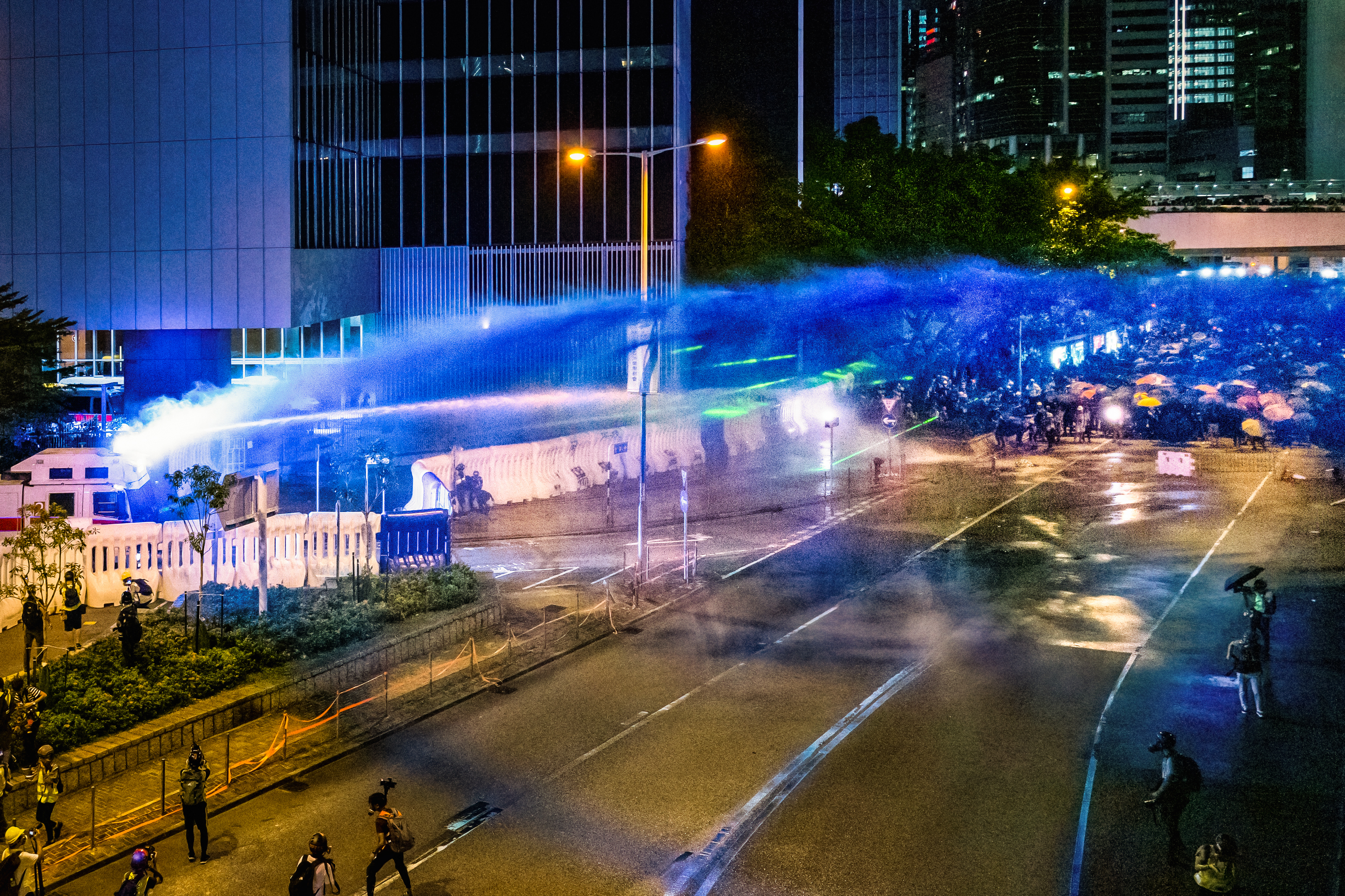
集會結束後示威者與警察雙方爆發衝突，警方出動水炮車噴射顏色水驅散示威者

於9·28催淚彈驅散行動5周年，民陣於添馬公園舉行「反抗威權迎接黎明」集會，並獲發不反對通知書。主辦方估計有20-30萬人參與集會。太古廣場及海富中心早於下午5時起陸續關門。有示威者於政府總部門外張貼滿示威海報及單張。亦有人佔領夏慤道所有行車線，並高唱《願榮光歸香港》。集會於晚上8時24分提早結束。集會結束後示威者與警察雙方爆發衝突，警方出動水炮車噴射顏色水驅散示威者。有記者被顏色水噴中後雙手染藍，並感到刺痛。示威者到晚上9時許離開。
其後警方進行大規模搜查行動，在港島截查多條過海巴士和電車內的乘客，並逐一拍攝市民樣貌。在灣仔鷹君中心外有多人被警員帶落車後，站在牆邊進行搜袋。而紅隧九龍出口亦有多名警員搜查巴士內的乘客。有參與者形容是「白色恐怖」。

### 何君堯領唱《願平安歸香港》
當日有網民上載一段名為《願平安歸香港》的影片，並改動《願榮光歸香港》的歌詞，將其內容改成為希望香港能夠止暴制亂，稱「盼和平歸於香港」。影片當中更有立法會議員何君堯偕一眾身穿白衣人士的合唱團高唱此曲的畫面，他亦在個人的社交網絡專頁分享有關該影片的新聞，並稱「大家盼望平安歸與香港」，惟影片因為侵犯香港歌手何韻詩創立的Goomusic公司所持版權，該影片在上載當日已被YouTube下架。何君堯事后指《願平安》由朋友建議作詞，屬于二次創作，不理解為何被指侵權。

### 男子罵警員遭按在地上 市民拍攝遭指罵
晚上9時許，尖沙咀站近金馬倫道匯豐銀行外，有數名男女被警方截查期間。有市民用手機拍攝後，警員要求不可拍攝。期間一名路過的男子指罵警員「垃圾」後，3名警員隨即走上前制服，並推到牆邊跌在地上。其他在場人士拍攝被制服過程時亦被警員指罵。

## 29日

### 929全球反極權大遊行

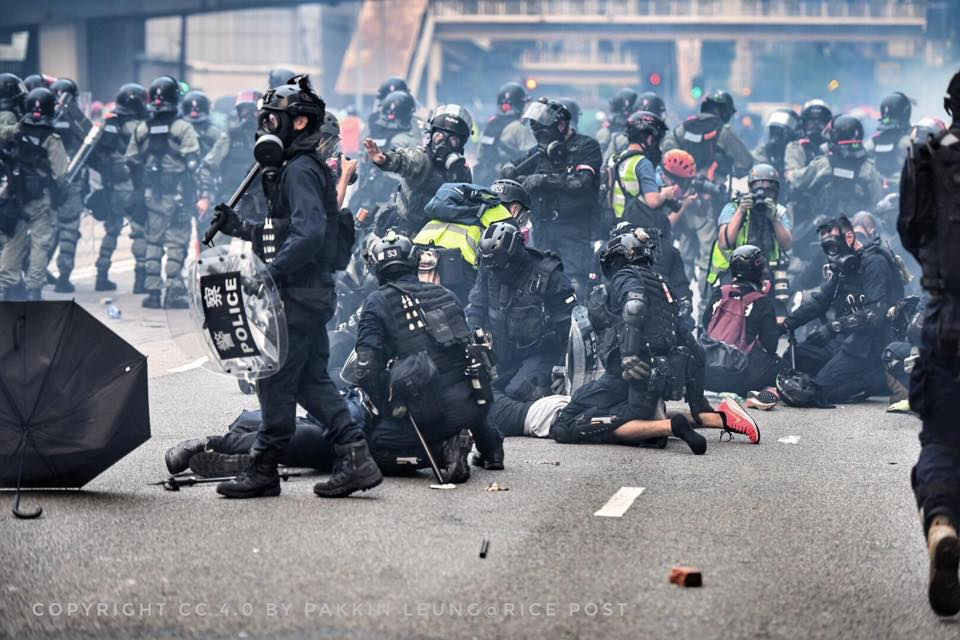
多名速龍小隊隊員在金鐘道制服示威者

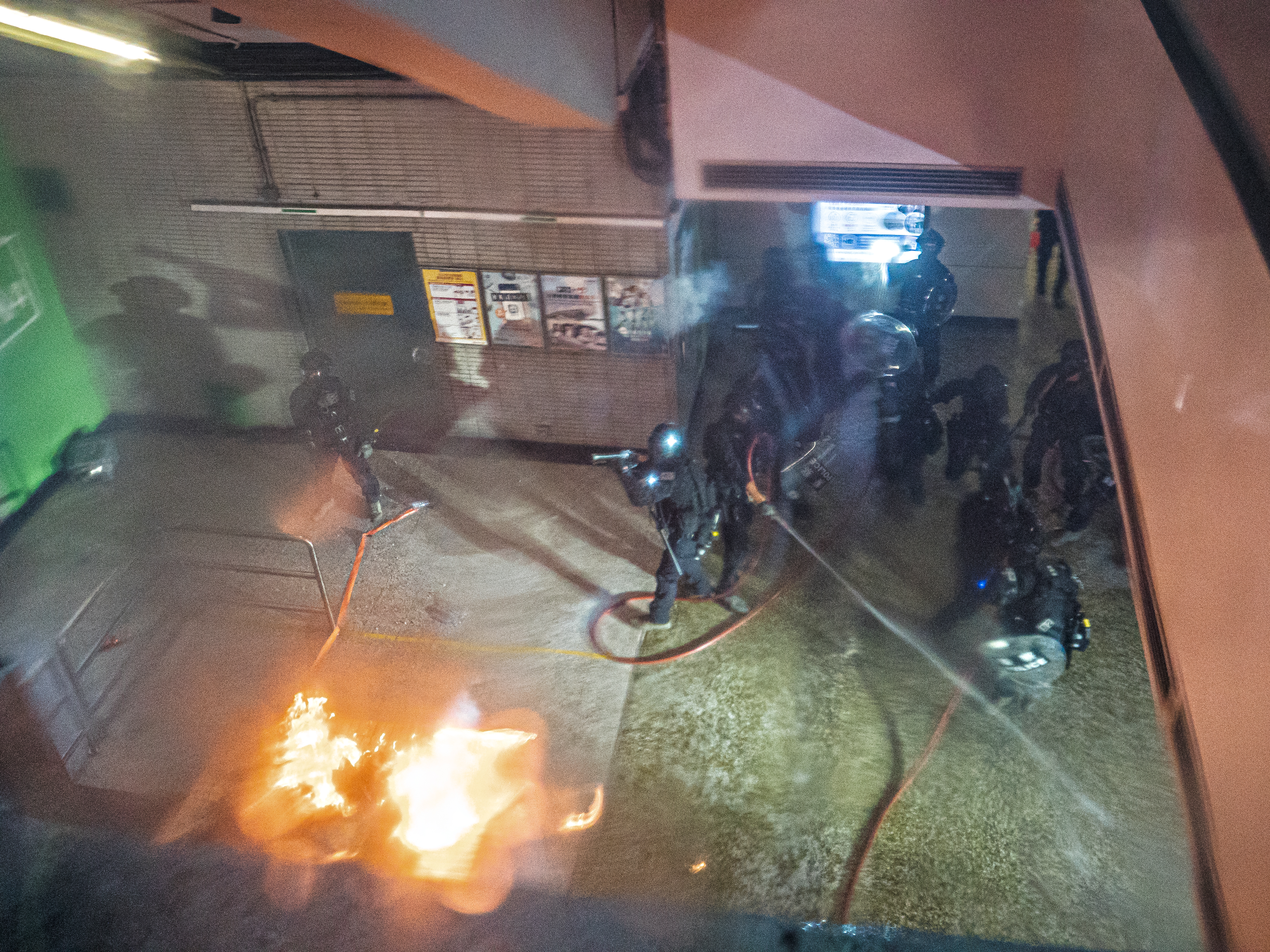
下午約3時半起，有示威者向灣仔站內擲磚頭及汽油彈，有警員由灣仔站內向外開槍

有網民發起於當日下午在未有申請不反對通知書下在港島區遊行。在遊行前，警方在銅鑼灣嚴密佈防，在街上拘捕多名身穿黑衣的市民。到下午2時許，警方在軒尼斯道崇光百貨門外施放多次催淚彈。其後有示威者返回街上起步遊行。個別示威者在下午及晚上在金鐘多處縱火，並破壞港鐵灣仔站設施。受示威影響，港鐵金鐘、灣仔、銅鑼灣及天后站關閉。警方亦採用衝前包炒的方式拘捕示威者和市民，多達百人被捕。當中至少數十人被警棍毆打至昏迷和頭破血流。最後分別有53人及44人在金鐘和政府總部一帶被捕，當中96人被控暴動，是反修例運動以來最大規模被控暴動的一次。
立法會議員朱凱廸在向警方查詢有關市民被截查的情況時，突然遭防暴警察以胡椒噴霧直接噴向面部。社運人士楊繼昌戴上美國總統特朗普頭套出席遊行，期間被防暴警察以長盾推撞並拉入警方防線拘捕。
下午5時半，灣仔修頓球場對出的莊士敦道有6名喬裝示威者的警員被人發現，大批示威者包圍並以雜物擲向警員。警員揮舞伸縮警棍並向灣仔站逃走，但仍遭示威者追打，有警員向天開槍，示威者急速四散，現場遺下彈殼。與此同時，有媒體拍攝到喬裝示威者的警員在灣仔站縱火，其後速龍小隊從車站出口衝出來，護送超過10名穿上示威者服飾的警員進入港鐵站內。有人向灣仔站內擲磚及汽油彈後，有警員由灣仔站內向外開槍，將玻璃打碎，被指影響記者安全。
本地印尼語媒體SUARA的女記者在往入境事務大樓的天橋進行直播期間，懷疑被警方布袋彈擊中右眼。而警方在晚上近8時半離開灣仔軒尼詩道時，多次以近距離向在場拍攝的記者噴胡椒噴劑，引起在場人士不滿。
晚上政府發表聲明強烈譴責示威者向港鐵站內和旺角警署投擲汽油彈，對警務人員的安全造成威脅。
德國慕尼黑、法蘭克福、漢堡及柏林等地亦有香港人發起集會活動，聲援香港的示威活動。

### 又一城罷買日
近千名市民在下午1時發起在九龍塘又一城商場發起罷買行動，期間高叫反修例口號及高唱反修例歌曲，又於美心集團旗下食肆多次按動輪候座位機器，並將紙條砌成紙鏈以展示訴求。亦有人在場內各樓層遊走。商場安排多名穿上反光背心的保安員在場觀察及戒備，場內共有約85間商店在傍晚提早關門。到晚上有中年男子與示威者口角後，面部被噴漆噴黑。市民在晚上8時離開。

### 台港大遊行
多個團體在台北、高雄及台南等地發起「929台港大遊行」，行政院副院長陳其邁、林榮基及何韻詩均有出席。主辦單位估計台北的活動有超過5萬人出席，而台南的活動亦有逾二千人出席。期間何韻詩於接受傳媒訪問時遭一名戴頭盔的蒙面人淋紅油，其後何韻詩繼續接受訪問指香港人每天都要面臨同樣的威脅。警方當場逮捕兩名男子，其中一人為中華統一促進黨黨部主委。

### 粉嶺青年險被拋下天橋
凌晨時份，一名青年阻止一名中年男子撕毀連儂牆期間，遭對方抱起欲拋下天橋，幸得在旁人士阻止。

### 紀念中華人民共和國建國直幡被毀
早上，北角多支寫有「慶祝建國70周年」的旗幟懷疑被破壞。

## 30日

### 「Pepe心心和你拖」人鏈活動
網民號召晚上進行的「Pepe心心和你拖」築人鏈活動，晚上7時半從尖沙咀鐘樓展開，一路延伸到太子站。

### 終審法院外祈禱會
有約200人聚集於終審法院門外參與祈禱會並高叫口號和唱歌。會上有團體宣讀《香港民憲草案》，並宣佈成立香港臨時議會，獲參與人士叫口號回應。

### 中學生罷課集會
中學生罷課平台在中環遮打花園舉行「9.30 中學生罷課集會」，爭取五大訴求，約有1500名人士參與集會。

### 慶祝新中國成立70周年招待會
慶祝新中國成立70周年招待會30日在北京人民大會堂舉行。中共中央總書記、國家主席、中央軍委主席習近平談到香港时表示：
|  | 我們要繼續全面、準確貫徹一國兩制港人治港、澳人治澳高度自治的方針，嚴格按照憲法和基本法辦事，我們相信，有祖國的全力支持、有廣大愛國愛港愛澳同胞的共同努力，香港、澳門一定能夠與祖國內地同發展共進步，明天一定會更好。 |